# Liste der Biografien/Sl
Liste der Biografien |
Portal Biografien |
Personensuche
# |
A |
B |
C |
D |
E |
F |
G |
H |
I |
J |
K |
L |
M |
N |
O |
P |
Q |
R |
S |
T |
U |
V |
W |
X |
Y |
Z |
?
 
Sa |
Sb |
Sc |
Sd |
Se |
Sf |
Sg |
Sh |
Si |
Sj |
Sk |
Sl |
Sm |
Sn |
So |
Sp |
Sq |
Sr |
Ss |
St |
Su |
Sv |
Sw |
Sy |
Sz
Die Liste der Biografien führt alle Personen auf, die in der deutschsprachigen Wikipedia einen Artikel haben. Dieses ist eine Teilliste mit 997 Einträgen von Personen, deren Namen mit den Buchstaben „Sl“ beginnt.

## Sl

### Sla

#### Slaa
- Slaap, Frances (* 1941), britische Hochspringerin und Hürdenläuferin
- Slaats, Frans (1912–1993), niederländischer Bahnradsportler
- Slaatto, Helge (* 1952), schwedischer Hochschullehrer, Professor für Violine an der Hochschule für Musik Münster

#### Slab
- Slabakow, Petar (1923–2009), bulgarischer Schauspieler und Politiker
- Slabanja, Manca (* 1995), slowenische Skilangläuferin
- Slabbaert, Karel, niederländischer Maler und Zeichner
- Slabber, Martinus (1740–1835), niederländischer Naturforscher und Zoologe
- Slabbert, Frederik van Zyl (1940–2010), südafrikanischer Soziologe und Politiker
- Slabbert, Wicus (* 1941), südafrikanischer Opernsänger (Bariton)
- Slabe, Tadej (* 1959), slowenischer Sportkletterer
- Slabina, Herta (* 1931), österreichische Politikerin (SPÖ) und Regierungsrätin
- Slabinac, Krunoslav (1944–2020), jugoslawischer bzw. kroatischer Sänger
- Slabinsky, Alexander (* 1986), britischer Tennisspieler
- Słaboń, Damian (* 1979), polnischer Eishockeyspieler
- Slaboschpyzkyj, Myroslaw (* 1974), ukrainischer Filmregisseur und Drehbuchautor
- Słaboszowska, Zofia (1933–2004), polnische Schauspielerin
- Slabunowa, Emilia Edgardowna (* 1958), russische Politikerin
- Slaby, Adolf (1849–1913), deutscher Elektroingenieur und HochschullehrerAdolf Slaby (1849–1913)

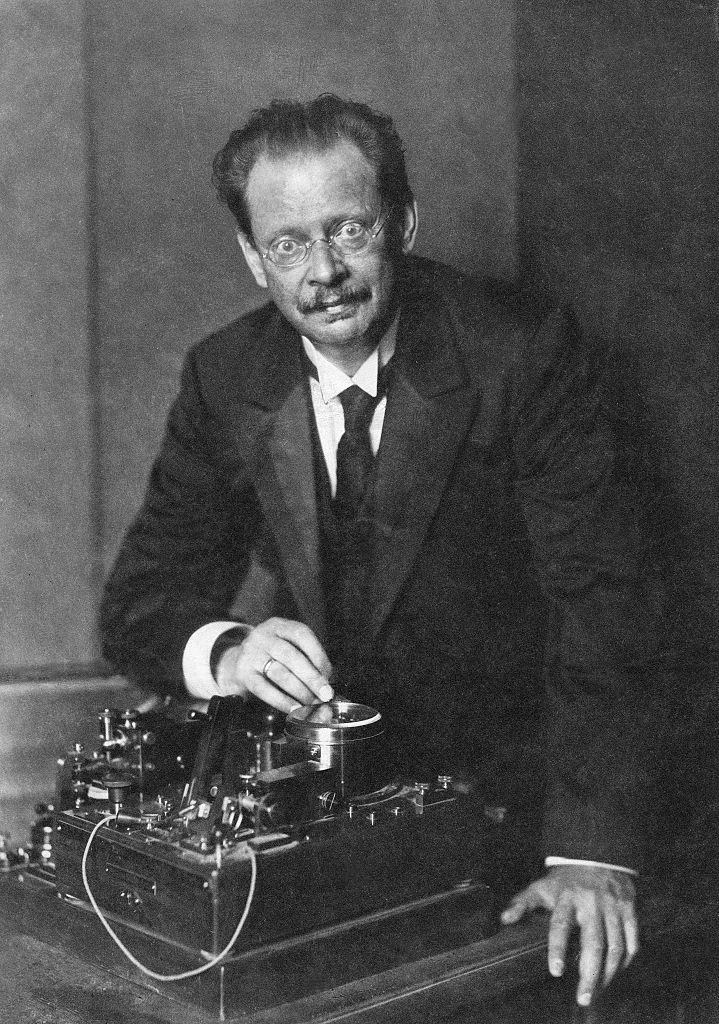
Adolf Slaby (1849–1913)

- Slaby, Grit (* 1965), deutsche Schwimmerin
- Slaby, Horst (* 1941), deutscher Fußballspieler
- Slaby, José (* 1958), polnischer Ordensgeistlicher, Prälat von Esquel
- Slabý, Miloš (* 1972), tschechischer Handballtorwart
- Slabý, Rudolf Jan (1885–1957), deutsch-tschechischer Romanist, Übersetzer und Lexikograf

#### Slac
- Slacanin, Drazen (* 1970), deutsch-kroatischer Volleyball- und Beachvolleyballspieler
- Slach, Anna (1855–1903), deutsche Opernsängerin (Sopran)
- Slachta, Margit (1884–1974), ungarische Ordensgründerin und Politikerin, Mitglied des Parlaments
- Šlachta, Petr (* 1993), tschechischer Handballspieler
- Slack, Charles Roger (1937–2016), britischer Biochemiker
- Slack, Emma Wetter (* 1981), britisch-schweizerische Wissenschaftlerin
- Slack, Freddie (1910–1965), US-amerikanischer Pianist und Bigband-Leader
- Slack, Jackie (* 1959), englische Fußballspielerin
- Slack, John M. (1915–1980), US-amerikanischer Politiker
- Slack, Joshua (* 1976), australischer Beachvolleyballspieler
- Slack, Julius E. (1898–1968), US-amerikanischer Offizier
- Slack, Leighton P. (1867–1938), US-amerikanischer Politiker, Anwalt und Richter

#### Slad
- Slade, Bernard (1930–2019), kanadischer Dramatiker und Drehbuchautor
- Slade, Charles († 1834), US-amerikanischer Politiker
- Slade, Chris (* 1946), britischer Schlagzeuger der australischen Hardrock-Band AC/DCChris Slade (* 1946)

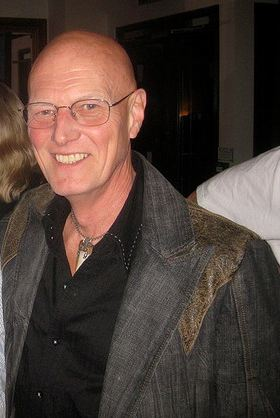
Chris Slade (* 1946)

- Slade, David (* 1969), britischer Filmregisseur
- Slade, Felix (1788–1868), englischer Rechtsanwalt und Kunstsammler
- Slade, Gordon (* 1955), kanadischer Mathematiker
- Slade, Gregory (* 2002), britischer Rollstuhltennisspieler
- Slade, Henry (1836–1905), US-amerikanischer Trickbetrüger und Scharlatan
- Slade, Isaac (* 1981), US-amerikanischer Musiker
- Slade, James M. (1812–1875), US-amerikanischer Politiker
- Slade, John (1908–2005), US-amerikanischer Broker
- Slade, Madeleine (1892–1982), britische Trägerin des Padma Vibhushan
- Slade, Mark (* 1939), US-amerikanischer Schauspieler
- Slade, Max Elliott (* 1980), US-amerikanischer Filmschauspieler und jetziger Musiker
- Slade, Thomas († 1771), englischer Schiffbauingenieur
- Slade, Tuiloma Neroni (* 1941), samoanischer Politiker; Generalsekretär des Pacific Islands Forum Secretariat
- Slade, William (1786–1859), US-amerikanischer Politiker
- Slade, William (1873–1941), britischer Tauzieher
- Sládeček, Michal (* 1980), slowakischer Volleyballspieler
- Sládeček, Pavel (* 1985), tschechischer Squashspieler
- Sladeczek, Robert (* 1996), deutscher Filmproduzent
- Sladek, Alexander (* 2004), österreichischer Filmschauspieler
- Sladek, Alois (1903–1987), deutscher Kommunalpolitiker und Verbandsfunktionär
- Sladek, August (* 1943), deutscher Germanist
- Sladek, John (1937–2000), US-amerikanischer Schriftsteller
- Sládek, Josef Václav (1845–1912), tschechischer Schriftsteller, Dichter, Journalist und Übersetzer
- Sladek, Karl (1899–1982), deutscher Schauspieler, Opernsänger und Theaterregisseur
- Sladek, Maximilian (1875–1925), deutscher Bühnenschauspieler, -Regisseur und Theaterleiter
- Sladek, Michael (1946–2024), deutscher Arzt, Umweltaktivist und Ökostrom-Unternehmer
- Sládek, Milan (1938–2024), slowakischer Pantomime, Regisseur und Autor
- Sladek, Paulus (1908–2002), deutscher Theologe und Augustiner-Eremit
- Sládek, Pavel (* 1971), slowakischer Biathlet
- Sladek, Roman (* 1989), deutscher Jazzmusiker (Posaune)Roman Sladek (* 1989)

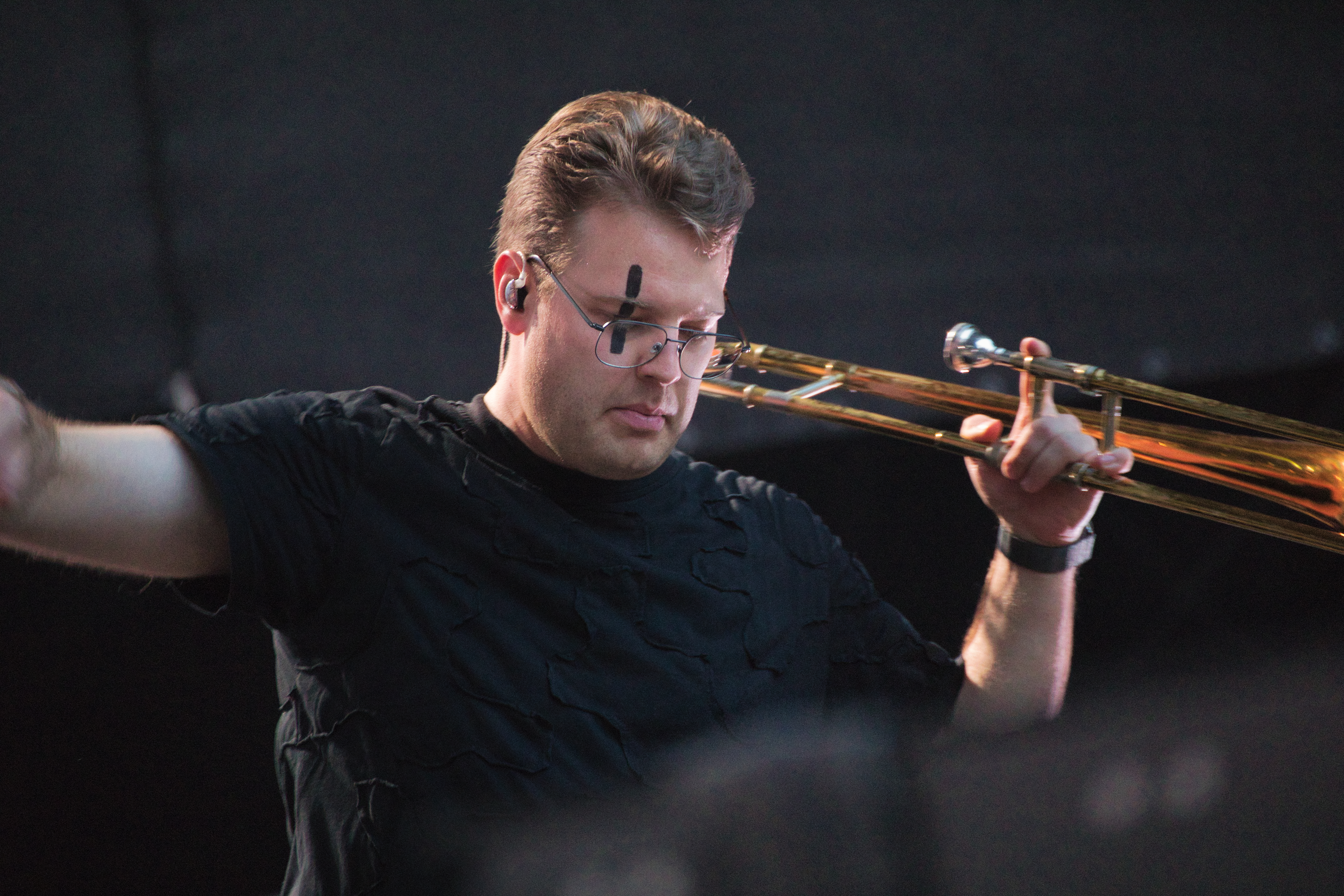
Roman Sladek (* 1989)

- Sladek, Sven (* 1970), deutscher Politiker (Piratenpartei)
- Sladek, Ursula (* 1946), deutsche Unternehmerin
- Sládeková, Eva (* 1981), slowakische Badmintonspielerin
- Sladen, Elisabeth (1946–2011), britische Schauspielerin
- Sladen, Fred Winchester (1867–1945), US-amerikanischer Militär, General der US Army
- Sladen, Frederick (1876–1921), britischer Imker und Entomologe
- Sladkevich, Alexandre, Berliner Fotodesigner, Journalist, Künstler, Restaurator, Dichter, Schriftsteller, Forschungsreisender und Tramper
- Sladkevičius, Vincentas (1920–2000), litauischer Geistlicher, Kardinal der römisch-katholischen Kirche, Erzbischof von Kaunas
- Sládkovič, Andrej (1820–1872), slowakischer Schriftsteller und Seelsorger
- Sladkovský, Karel (1823–1880), tschechischer Journalist und Politiker
- Sladkow, Jewgeni (* 1983), kasachischer Bahn- und Straßenradrennfahrer
- Sladký Kozina, Jan (1652–1695), Führer des Aufstandes der Choden
- Sladky, Günter (1929–1981), deutscher Boxer
- Sladky, James († 2017), US-amerikanischer Eiskunstläufer
- Sladojević, Fotije (* 1961), serbisch-orthodoxer Bischof

#### Slae
- Slaets, John, belgischer Radrennfahrer

#### Slaf
- Slafkovský, Alexander (* 1983), slowakischer Kanute
- Slafkovský, Juraj (* 2004), slowakischer EishockeyspielerJuraj Slafkovský (* 2004)

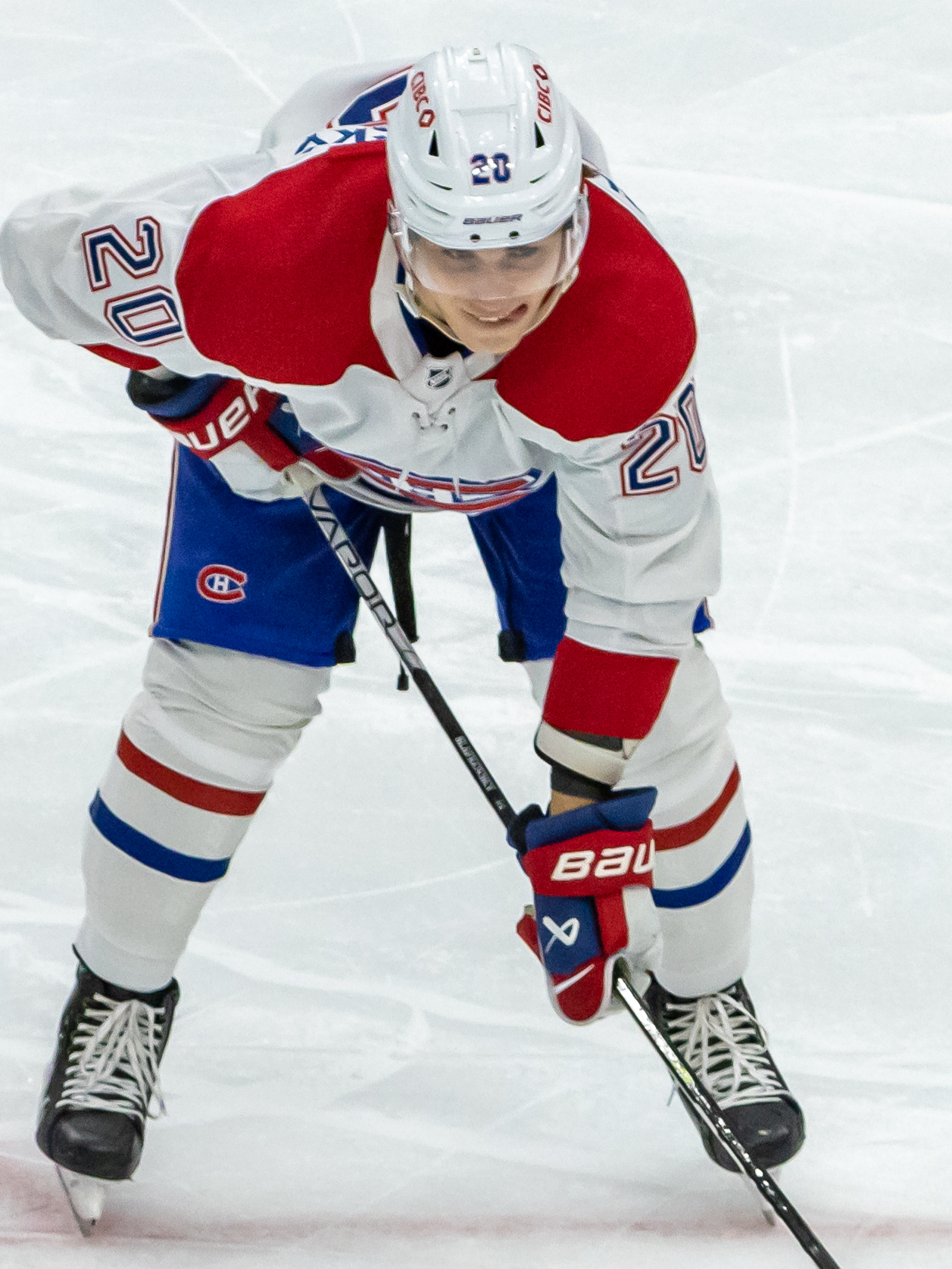
Juraj Slafkovský (* 2004)

#### Slag
- Slagel, Brian (* 1961), US-amerikanischer Musikmanager
- Slager, Mozes (1880–1943), niederländischer Violinist
- Slagghert, Lambrecht (* 1488), deutscher Franziskaner und Chronist
- Slaghuis, Bernd (* 1972), deutscher Karriere- und Business-Coach, Autor und Kolumnist
- Slaghuis, Peter (1961–1991), niederländischer DJ und Musiker
- Slagle, James (1934–2023), US-amerikanischer Informatiker
- Slagle, Steve (* 1951), US-amerikanischer Jazzsaxophonist
- Slagmuylder, Christophe (* 1967), belgischer Kurator und Kulturmanager
- Slagter, Tom-Jelte (* 1989), niederländischer Radrennfahrer
- Slagter-Dingsdag, Johanna (1908–1945), niederländische Widerstandskämpferin im Zweiten Weltkrieg
- Slagveer, Luciano (* 1993), niederländischer Fußballspieler

#### Slai
- Slaï (* 1973), französischer Sänger
- Slait (* 1987), italienischer DJ und Hip-Hop-Produzent

#### Slaj
- Slaje, Walter (* 1954), österreichischer Indologe und Sanskrit-Forscher

#### Slak
- Slakonja, Klemen (* 1985), slowenischer Comedian, Schauspieler, Moderator und MusikerKlemen Slakonja (* 1985)

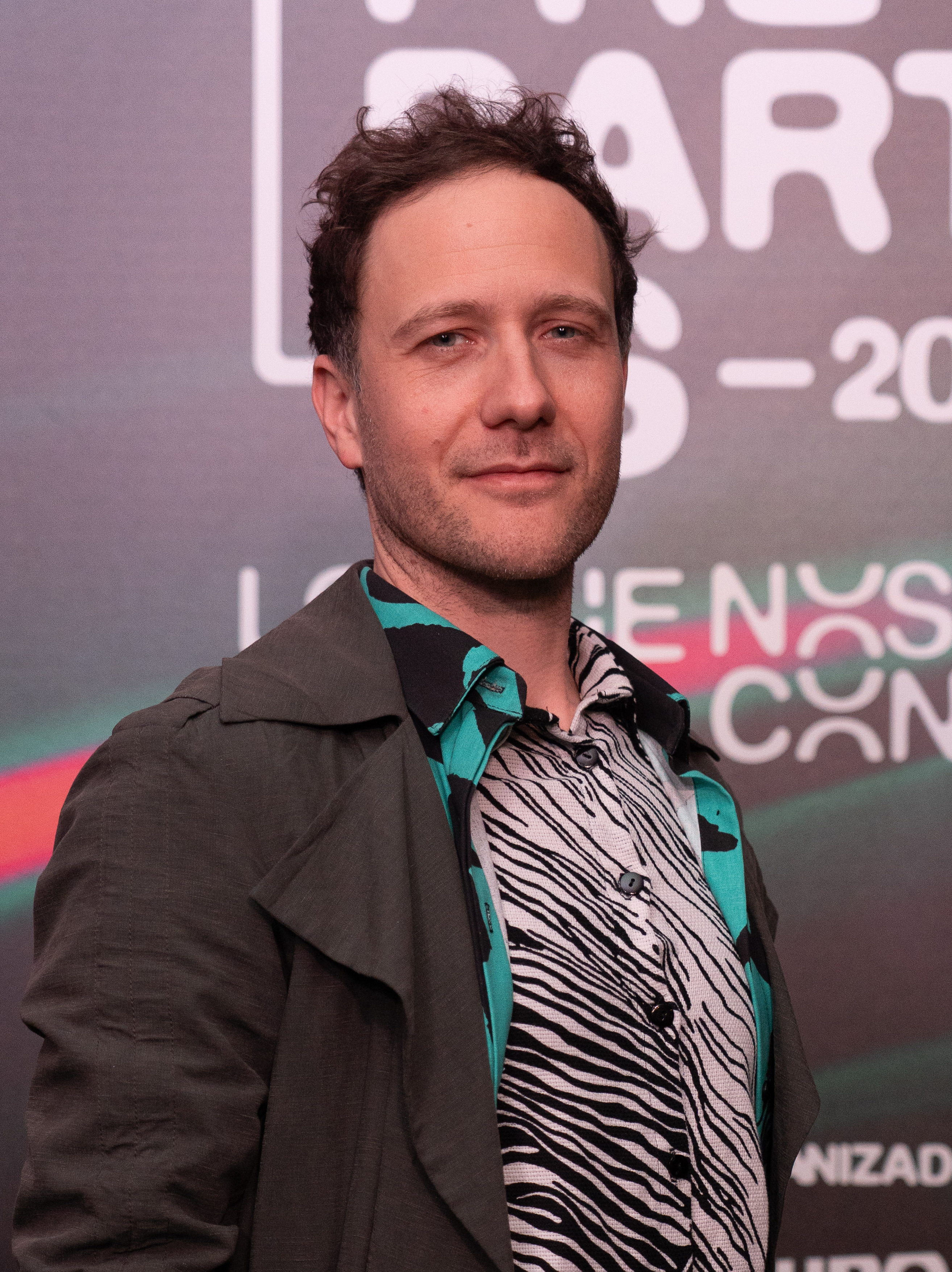
Klemen Slakonja (* 1985)

#### Slam
- Slam Dunk, norwegischer Musiker
- Slama, Amir, brasilianischer Modedesigner, Stylist und Besitzer von Modelabeln
- Sláma, Bohdan (* 1967), tschechischer Filmregisseur und Drehbuchautor
- Slama, David (1946–2020), deutscher Kameramann
- Sláma, František (1923–2004), tschechischer Cellist und Gambist
- Slama, Franz (1885–1938), österreichischer Jurist und Politiker (GdV), Landtagsabgeordneter, Justizminister
- Sláma, Igor (* 1959), tschechoslowakischer Radrennfahrer
- Sláma, Karel (* 1934), tschechischer Entomologe
- Slama, Mia (* 2006), US-amerikanische Tennisspielerin
- Slama, Toni (* 1948), österreichischer Schauspieler
- Slama, Torsten (1967–2023), deutsch-österreichischer Maler, Schriftsteller und Programmierer
- Slama, Victor Theodor (1890–1973), österreichischer Maler und Grafiker
- Slaman, Theodore A. (* 1954), US-amerikanischer mathematischer Logiker
- Slamar, Dennis (* 1994), deutscher Fußballspieler
- Slamečka, Gustáv (* 1959), tschechischer Politiker
- Slamik, Annalena (* 2003), österreichische Nordische Kombiniererin
- Slamnig, Ivan (1930–2001), jugoslawischer bzw. kroatischer Dichter, Erzähler, Essayist und Übersetzer
- Slamon, Dennis J. (* 1948), US-amerikanischer Onkologe

#### Slan
- Slanar, Martin (* 1981), österreichischer Tennisspieler
- Slančíková-Timrava, Božena (1867–1951), slowakische Schriftstellerin
- Slane, William MacGuckin de (1801–1878), französisch-irischer Orientalist und Übersetzer
- Slanec, Gustav (1913–1974), österreichischer Eisschnellläufer
- Slaney, John (* 1972), kanadischer Eishockeyspieler und -trainer
- Slaney, Thomas (1852–1935), englischer Fußballtrainer und Schriftführer
- Slang, Erik (1600–1642), schwedischer Generalmajor
- Słania, Czesław (1921–2005), polnischer Graveur von Briefmarken und Geldscheinen
- Slanička, Simona (* 1967), Schweizer Historikerin
- Slanina, Alexander (* 2007), österreichischer Fußballspieler
- Slanina, Katharina (* 1977), deutsche Politikerin (Die Linke)
- Slaninka, Martin (* 1989), slowakischer Handballspieler
- Slaninová, Jana (* 1990), tschechische Sprinterin
- Slansky, Ludwig (1838–1905), tschechischer Geiger, Komponist und Dirigent
- Slansky, Richard (1940–1998), US-amerikanischer theoretischer Physiker
- Slánský, Rudolf (1901–1952), tschechischer Politiker, Generalsekretär der Kommunistischen Partei der Tschechoslowakei (KPČ) (1945–1951)Rudolf Slánský (1901–1952)

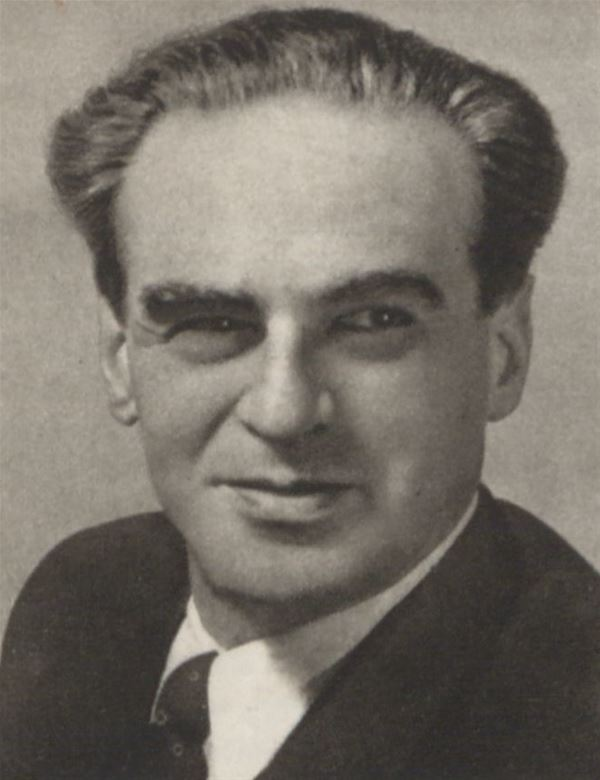
Rudolf Slánský (1901–1952)

- Slany, Hans Erich (1926–2013), deutscher Designer und Hochschullehrer
- Slanyu Buanaem (* 1988), thailändischer Fußballspieler

#### Slao
- Slaoui, Moncef (* 1959), US-amerikanisch-belgischer Immunologe, Pharmamanager und Unternehmer

#### Slap
- Słapakowa, Cecylia, polnische Übersetzerin und Journalistin
- Šlapeta, Lubomír (1908–1983), tschechoslowakischer Architekt
- Šlapikas, Vytautas (* 1973), litauischer Schachspieler
- Slapke, Peter (* 1949), deutscher Eishockeyspieler
- Slapnicka, Harry (1918–2011), österreichisch-tschechischer Rechtswissenschaftler, Historiker und Politologe
- Slapnicka, Helmut (1916–2006), österreichischer Rechtswissenschaftler und Hochschullehrer
- Slappendel, Iris (* 1985), niederländische Radrennfahrerin und Grafikdesignerin
- Slapšak, Svetlana (* 1948), slowenische Anthropologin, klassische Philologin, Schriftstellerin und Übersetzerin serbischer Herkunft

#### Slar
- Šlár, Adolf (1919–1987), tschechoslowakischer Tischtennisspieler

#### Slas
- Slash (* 1965), US-amerikanischer RockmusikerSlash (* 1965)

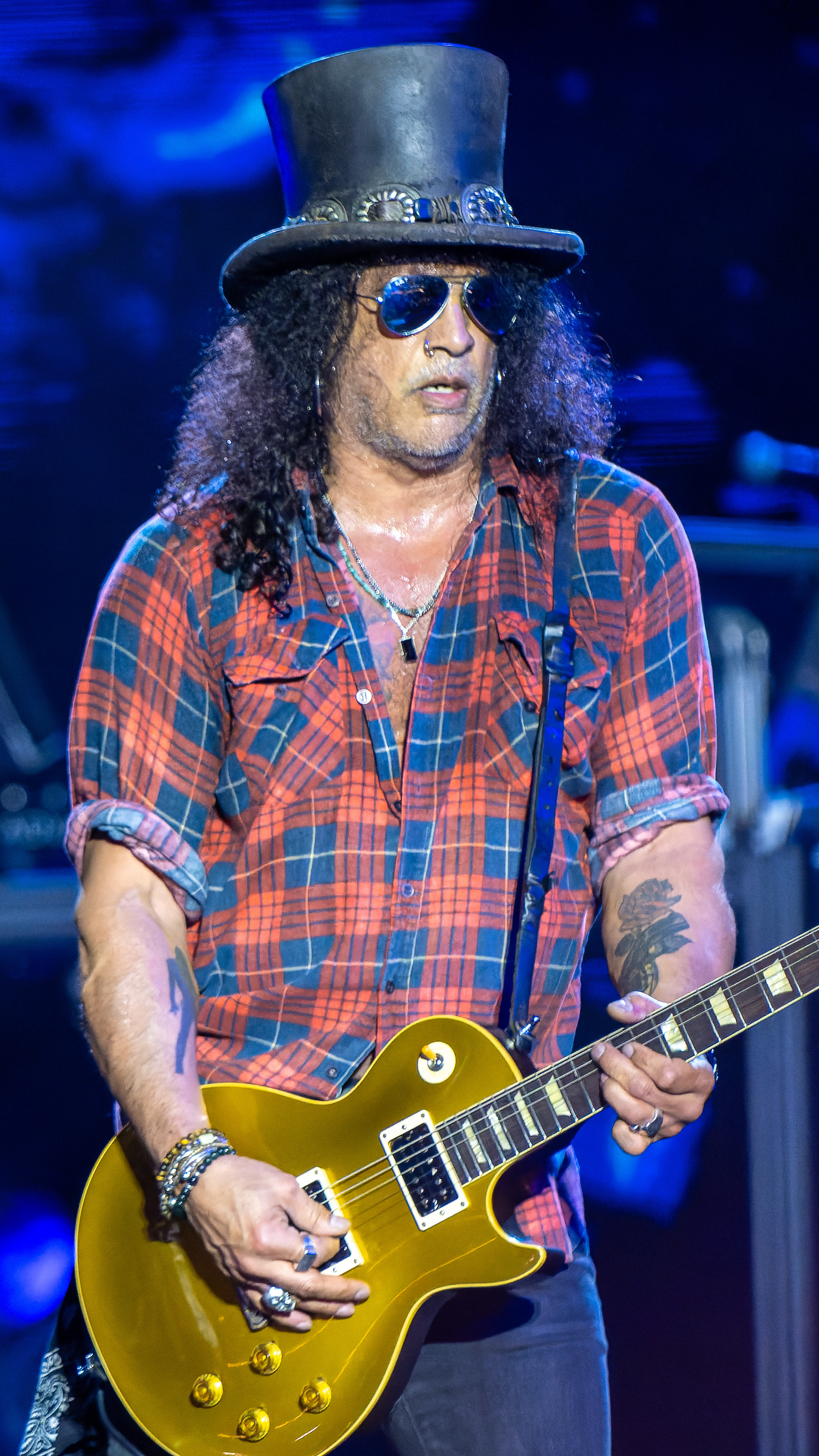
Slash (* 1965)

- Śląska, Aleksandra (1925–1989), polnische Schauspielerin
- Slaski, Ludwig Mauritius von (1856–1906), deutsch-polnischer Politiker, MdR
- Slaski, Ludwig von (1818–1898), polnisch-deutscher Rittergutsbesitzer und Politiker, MdR
- Slastin, Alexander Wladimirowitsch (* 1942), russischer Schauspieler
- Slastion, Opanas (1855–1933), ukrainischer Maler, Grafiker, Ethnograf, Architekt, Lehrer und Museumsgründer

#### Slat
- Slat, Boyan (* 1994), niederländischer Erfinder und Unternehmer
- Slatanow, Dimitar (* 1948), bulgarischer Volleyballspieler und -trainer
- Slatanowa, Wiwian (* 1997), bulgarische Tennisspielerin
- Slataper, Scipio (1888–1915), italienischer Schriftsteller
- Slatarewa, Borijana (* 1982), bulgarische Skirennläuferin
- Slatarow, Assen (1885–1936), bulgarischer Chemiker
- Slatarski, Georgi (1854–1909), bulgarischer Naturwissenschaftler, Geologe und Hochschullehrer
- Slatarski, Wassil (1866–1935), bulgarischer Historiker
- Slate, Jenny (* 1982), US-amerikanische Schauspielerin, Stand-up-Komikerin, Synchronsprecherin und DrehbuchautorinJenny Slate (* 1982)

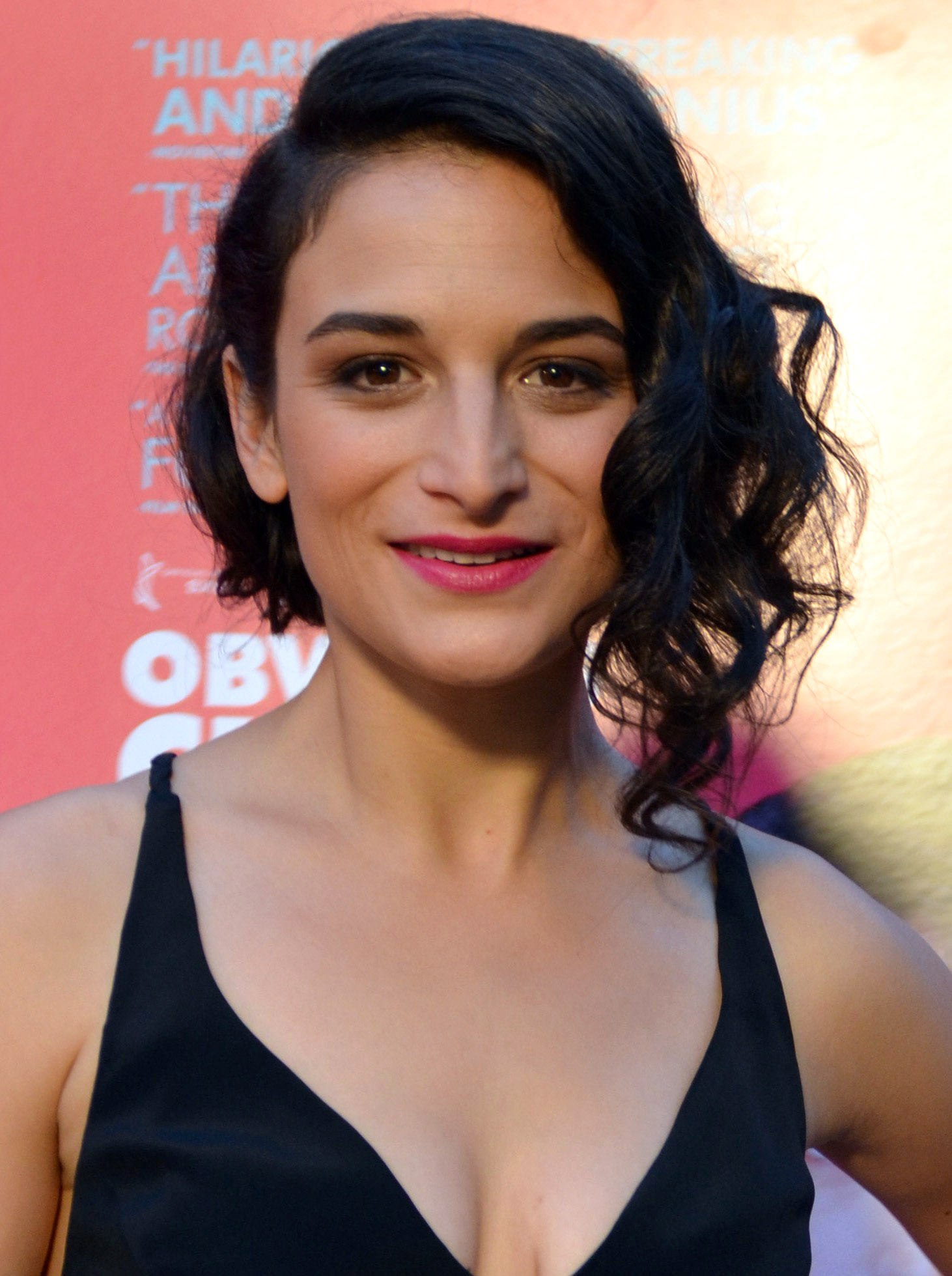
Jenny Slate (* 1982)

- Slate, Jeremy (1926–2006), US-amerikanischer Schauspieler
- Slate, Thomas Benton (1880–1980), US-amerikanischer Erfinder und Unternehmer
- Slaten, Troy W. (* 1975), US-amerikanischer Schauspieler
- Slater, Ashley (* 1961), kanadischer Musiker
- Slater, B. J. (* 1965), US-amerikanischer Pornodarsteller
- Slater, Barney (1923–1978), US-amerikanischer Drehbuchautor
- Slater, Bert (1936–2006), schottischer Fußballtorwart
- Slater, Bill (1927–2018), englischer Fußballspieler
- Slater, Charles (* 1956), US-amerikanischer Unternehmer und Autorennfahrer
- Slater, Christian (* 1969), US-amerikanischer SchauspielerChristian Slater (* 1969)

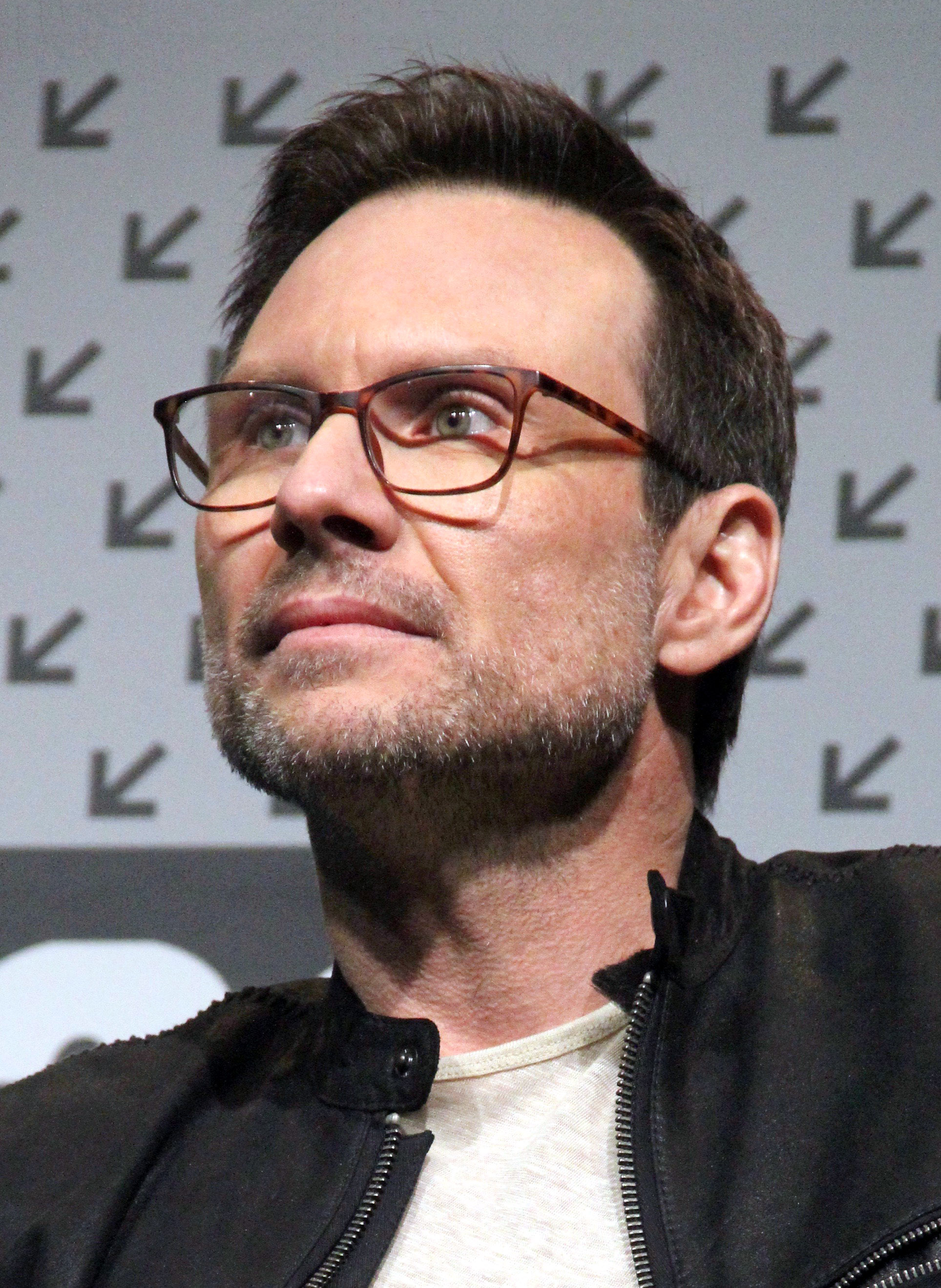
Christian Slater (* 1969)

- Slater, Colby (1896–1965), US-amerikanischer Rugby-Union-Spieler
- Slater, Cyril (1897–1969), kanadischer Eishockeyspieler
- Slater, David J., britischer Fotograf
- Slater, Dick (1951–2018), US-amerikanischer Wrestler
- Slater, Edward Bede (1774–1832), britischer Geistlicher und Benediktiner
- Slater, Ethan (* 1992), US-amerikanischer Musicaldarsteller und Schauspieler
- Slater, Glenn (* 1968), amerikanischer Liedtexter
- Slater, Hannah (1774–1812), US-amerikanische Erfinderin
- Slater, Harriet (* 1994), britische Schauspielerin
- Slater, Heath (* 1983), US-amerikanischer Wrestler, Ringrichter und Schauspieler
- Slater, Helen (* 1963), US-amerikanische Schauspielerin und Singer-Songwriterin
- Slater, Henry Horrocks (1851–1934), englischer Geistlicher, Ornithologe, Entomologe, Botaniker
- Slater, J. D. (* 1955), US-amerikanischer Filmregisseur, Komponist und Pornodarsteller
- Slater, Jack (1927–1997), australischer Politiker, Abgeordneter und Minister
- Slater, Jackie (* 1954), US-amerikanischer American-Football-Spieler und -Trainer
- Slater, James H. (1826–1899), US-amerikanischer Politiker (Demokratische Partei)
- Slater, Jeremy, US-amerikanischer Drehbuchautor
- Slater, Jim (* 1982), US-amerikanischer Eishockeyspieler und -trainer
- Slater, Jock (* 1938), britischer Admiral
- Slater, John († 1989), britischer Eiskunstläufer
- Slater, John C. (1900–1976), amerikanischer Physiker und theoretischer Chemiker
- Slater, Joseph, Baron Slater (1904–1977), britischer Politiker, Mitglied des House of Commons
- Slater, Julian (* 1971), britischer Tontechniker
- Slater, Kelly (* 1972), US-amerikanischer SurferKelly Slater (* 1972)

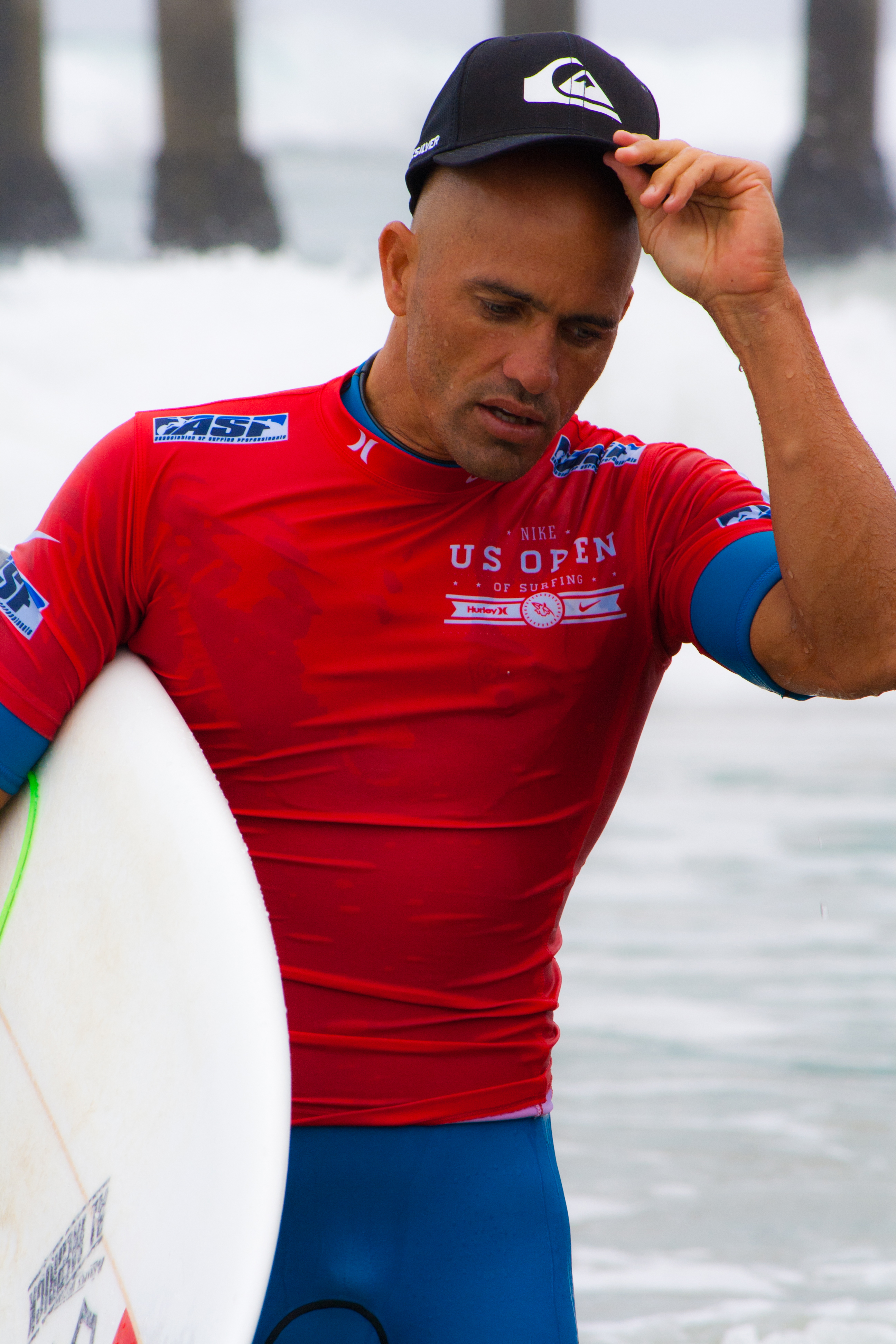
Kelly Slater (* 1972)

- Slater, Ken (1917–2008), britischer Science-Fiction-Buchhändler und -Fan
- Slater, Lorna (* 1975), schottische Politikerin
- Slater, Lucy Joan (1922–2008), britische Mathematikerin und Informatikerin
- Slater, Luke (* 1968), britischer Technomusiker und DJ
- Slater, Matthew (* 1985), US-amerikanischer Footballspieler
- Slater, Michael (* 1958), australischer Offizier
- Slater, Nicola (* 1984), britische Tennisspielerin
- Slater, Nigel (* 1958), britischer Food-Journalist, Koch und Autor
- Slater, Noel Bryan (1912–1973), britischer Mathematiker und Physiker
- Slater, Norman (1894–1979), US-amerikanischer Rugby-Union-Spieler
- Slater, Penny (* 1996), australische Triathletin
- Slater, Rashawn (* 1999), US-amerikanischer American-Football-SpielerRashawn Slater (* 1999)

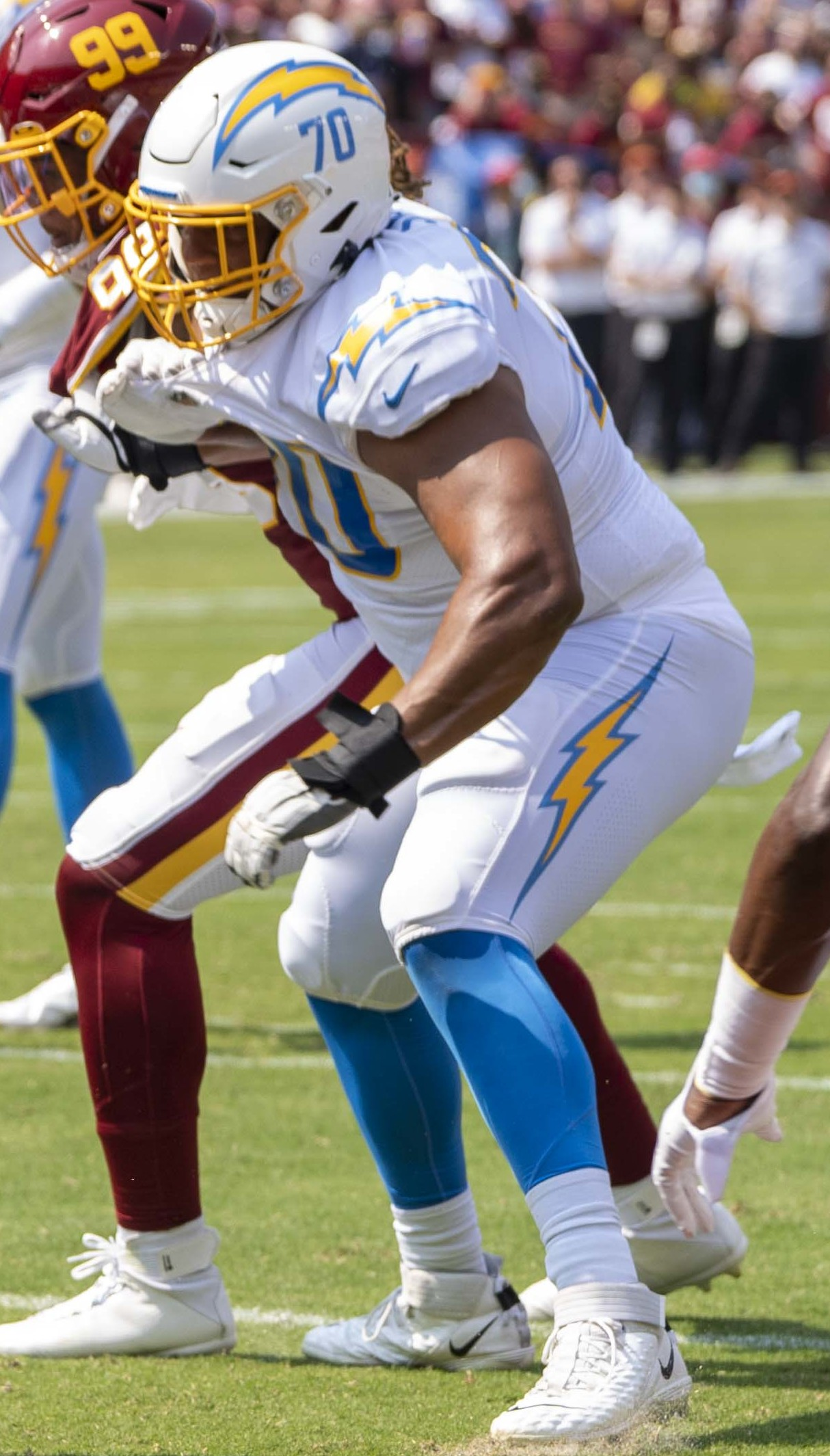
Rashawn Slater (* 1999)

- Slater, Robert (* 1964), australischer Fußballnationalspieler
- Slater, Rodney E. (* 1955), US-amerikanischer Politiker und Jurist
- Slater, Samuel (1768–1835), US-amerikanischer Unternehmer und früher Industrieller
- Slater, Terry (1937–1991), kanadischer Eishockeyspieler und -trainer
- Slateschka, Iwa (* 1988), bulgarische Biathletin
- Slatew, Assen (* 1960), bulgarischer Gewichtheber
- Slatew, Iwan (* 1990), bulgarischer Biathlet
- Slatew, Petar Iwanow (1881–1948), bulgarischer Militär und Ministerpräsident
- Slatew-Tscherkin, Georgi (1905–1977), bulgarischer Komponist und Gesangspädagoge
- Slatewa, Stanka (* 1983), bulgarische Ringerin
- Slatewa, Swetla (* 1952), bulgarische Mittelstreckenläuferin und Sprinterin
- Slatin, Rudolf (1857–1932), österreichischer Abenteurer, britischer GeneralRudolf Slatin (1857–1932)

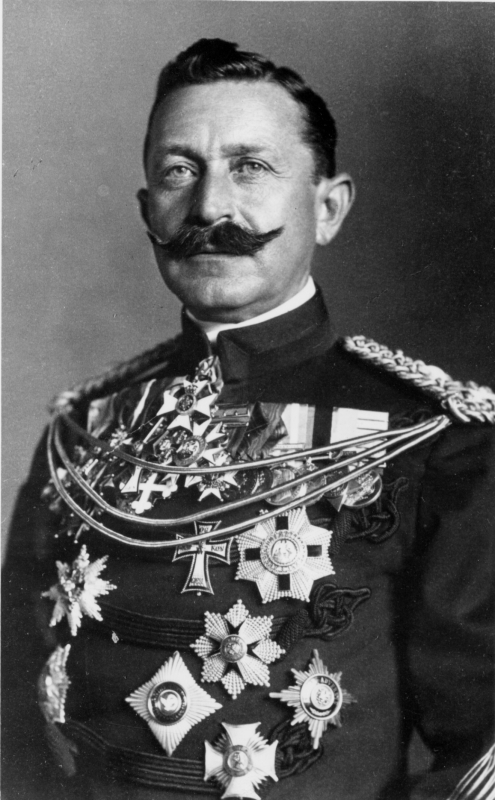
Rudolf Slatin (1857–1932)

- Slatina, Klaus (1941–2022), deutscher Fußballspieler
- Slatinski, Christo (* 1985), bulgarischer Fußballspieler
- Slatkin, Leonard (* 1944), US-amerikanischer Dirigent
- Slatkin, Montgomery (* 1945), US-amerikanisch-kanadischer Biologe und Mathematiker
- Slatkin, Reed (1949–2015), US-amerikanischer Unternehmer und Millionenbetrüger
- Slatkow, Kalin (* 2001), bulgarischer Skirennläufer
- Slatkow, Kamen (* 1997), bulgarischer Skirennläufer
- Slatkowskaja, Tatjana Dawydowna (1918–1981), sowjetische Altertumswissenschaftlerin
- Slatnar, Mateja, slowenische Badmintonspielerin
- Slatnow, Alexander (1950–2003), deutscher Kanute
- Slaton, Danielle (* 1980), US-amerikanische Fußballspielerin
- Slaton, John M. (1866–1955), US-amerikanischer Politiker
- Slaton, Steve (* 1980), US-amerikanisch-deutscher Eishockeyspieler
- Slatowratski, Alexander Nikolajewitsch (1878–1960), russisch-sowjetischer Bildhauer
- Slåttebrekk, Sigurd (* 1968), norwegischer Pianist
- Slåtten, Vinjar (* 1990), norwegischer Freestyle-Skisportler
- Slattenschek, Adolf (1901–1979), österreichischer Techniker, Begründer der Versuchs- und Forschungsanstalt TVFA
- Slatter, Kate (* 1971), australische Ruderin
- Slatter, Leonard (1894–1961), britischer Luftwaffenoffizier
- Slattery, Brian Francis (* 1975), US-amerikanischer Science-Fiction-Autor
- Slattery, Edward James (1940–2024), US-amerikanischer Geistlicher, römisch-katholischer Bischof von Tulsa
- Slattery, Fergus (* 1949), irischer Rugbyspieler
- Slattery, Hugh Patrick (1934–2024), irischer Ordensgeistlicher, römisch-katholischer Bischof von Tzaneen
- Slattery, James M. (1878–1948), US-amerikanischer Politiker
- Slattery, Jim (* 1948), US-amerikanischer Politiker
- Slattery, Jimmy (1904–1960), US-amerikanischer Boxer im Halbschwergewicht
- Slattery, John (* 1962), US-amerikanischer Film- und Theaterschauspieler sowie RegisseurJohn Slattery (* 1962)

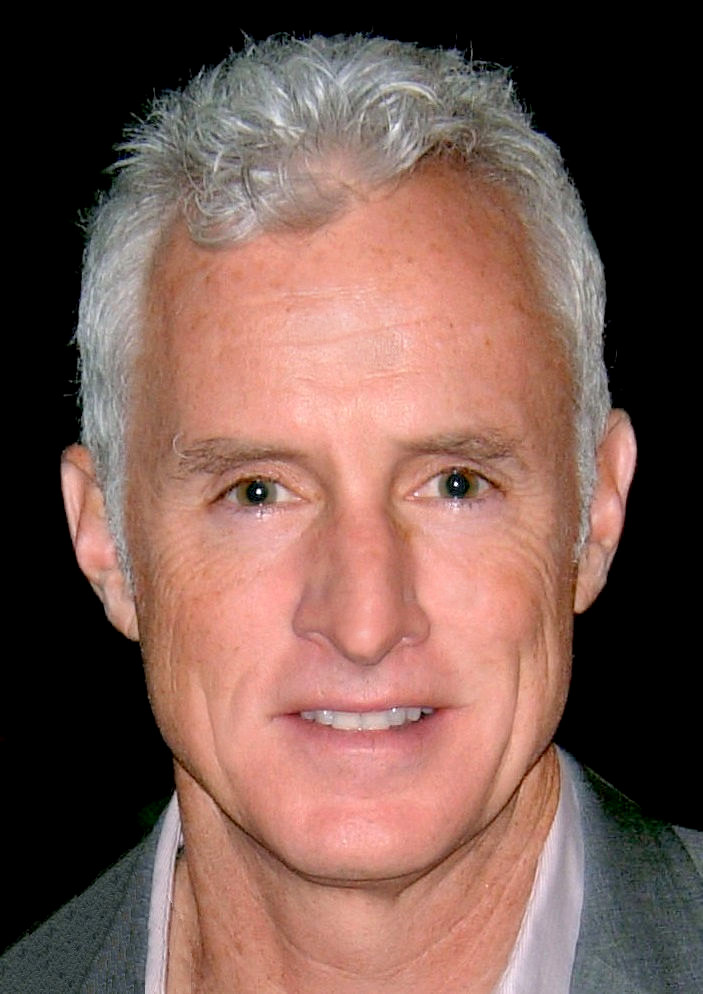
John Slattery (* 1962)

- Slattery, Paul (* 1963), britischer Fußballspieler (Turks- und Caicosinseln)
- Slattery, Ryan (* 1982), US-amerikanischer Schauspieler, Drehbuchautor, Filmproduzent und -regisseur
- Slattery, Sara (* 1981), US-amerikanische Langstreckenläuferin
- Slattery, William (* 1943), irischer Ordensgeistlicher, emeritierter römisch-katholischer Erzbischof von Pretoria und Militärbischof
- Slatton, James (* 1947), US-amerikanischer Wasserballspieler
- Slåttvik, Simon (1917–2001), norwegischer Skisportler
- Slatyer, Tracy, australische Physikerin, Astrophysikerin und Astronomin
- Slatzer, Robert (1927–2005), US-amerikanischer Biograf, Regisseur und Schauspieler

#### Slau
- Slauck, Arthur (1887–1958), deutscher Internist und Rheumatologe
- Slauerhoff, Jan Jacob (1898–1936), niederländischer Schriftsteller
- Slaughter, Anne-Marie (* 1958), US-amerikanische Politikwissenschaftlerin
- Slaughter, Charles D., US-amerikanischer Astronom
- Slaughter, D. French (1925–1998), US-amerikanischer Politiker
- Slaughter, Enos (1916–2002), US-amerikanischer Baseballspieler
- Slaughter, Frank Gill (1908–2001), US-amerikanischer Arzt und Bestsellerautor
- Slaughter, Gabriel (1767–1830), US-amerikanischer Politiker (Demokratisch-Republikanische Partei) und Gouverneur des Bundesstaates Kentucky
- Slaughter, John (1944–2010), britischer Bluesrock- und Jazz-Gitarrist
- Slaughter, John Brooks (1934–2023), US-amerikanischer Elektroingenieur und Direktor der National Science Foundation
- Slaughter, Karin (* 1971), US-amerikanische SchriftstellerinKarin Slaughter (* 1971)

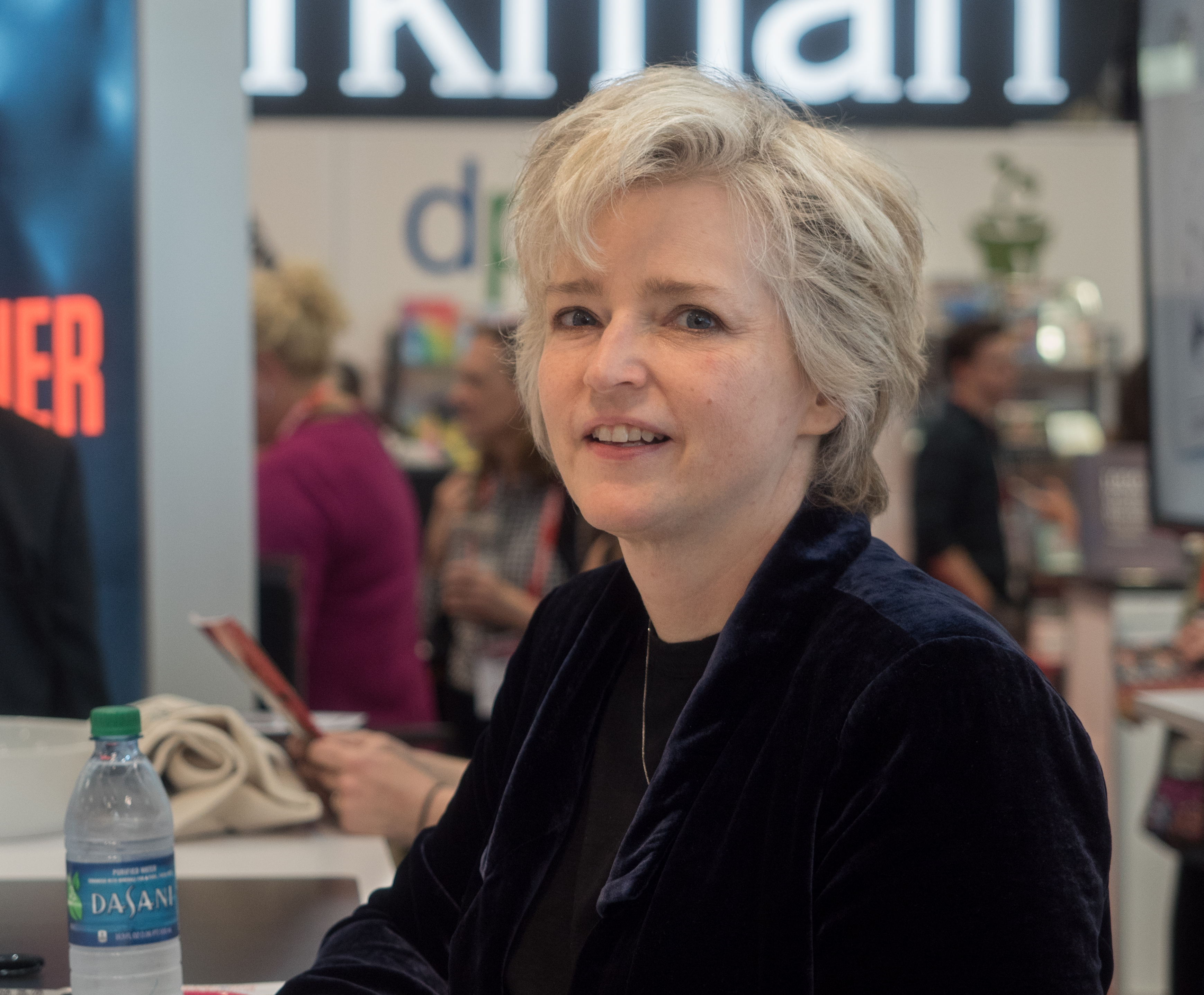
Karin Slaughter (* 1971)

- Slaughter, Louise (1929–2018), US-amerikanische Politikerin
- Slaughter, Marcus (* 1985), US-amerikanischer Basketballspieler
- Slaughter, Mark (* 1964), US-amerikanischer Sänger
- Slaughter, Nugent (1888–1968), US-amerikanischer Filmtechniker
- Slaughter, Paul (* 1938), US-amerikanischer Radiomoderator und Fotograf
- Slaughter, Roger C. (1905–1974), US-amerikanischer Politiker
- Slaughter, Susan (* 1945), US-amerikanische Klassik-Trompeterin
- Slaughter, Tod (1885–1956), englischer Schauspieler
- Slaughter, Tracey, neuseeländische Schriftstellerin
- Slaughter, Webster (* 1964), US-amerikanischer American-Football-Spieler
- Slaughterford, Christopher († 1709), erster nur aufgrund von Indizien als Mörder hingerichteter Engländer
- Slauko der Große († 1226), böhmischer Fürst, höchster Kämmerer und Kastellan von Bilin
- Slauko V. von Riesenburg, böhmischer Adeliger aus dem Geschlecht der Hrabischitzer, Riesenburger

#### Slav
- Slava (* 1980), russische Sängerin, Schauspielerin und Model
- Slavata, Franziska von (1609–1676), österreichische Adlige, Gouvernante und Obersthofmeisterin
- Slavata, Wilhelm (1572–1652), Oberstlandkämmerer und Oberstkanzler sowie Statthalter von BöhmenWilhelm Slavata (1572–1652)

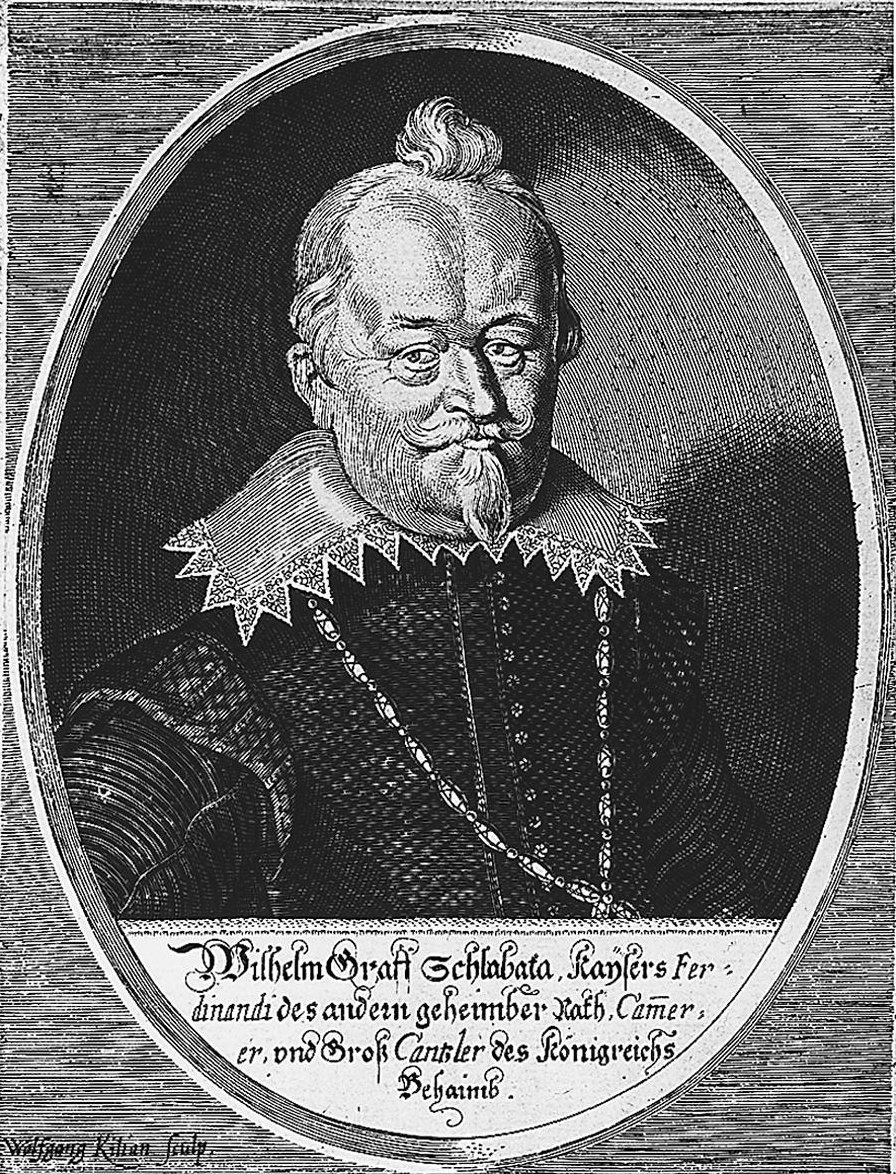
Wilhelm Slavata (1572–1652)

- Slavec, Gabriela, slowenische Ballonsportlerin
- Slaven, Bernie (* 1960), irischer Fußballspieler
- Slaven, Neil († 2023), britischer Musikproduzent
- Slavens, Pēteris (1874–1919), lettischer Militär
- Slavetinský, Lukáš (* 1981), deutsch-tschechischer Eishockeyspieler
- Slavibor, Vater der böhmischen Heiligen Ludmilla von Böhmen
- Slavić, Dino (* 1992), kroatischer Handballspieler
- Slavíček, Antonín (1870–1910), tschechischer Maler
- Slavicek, Bernhard (* 1957), österreichischer Basketballspieler
- Slavici, Ioan (1848–1925), rumänischer Schriftsteller und Journalist
- Slavick, Bill (* 1927), US-amerikanischer Friedensaktivist und Englischprofessor
- Slavickas, Sigitas (* 1941), litauischer Politiker
- Slavickas, Vaidas (* 1986), litauischer Fußballspieler
- Slavický, Klement (1910–1999), tschechischer Komponist
- Slavický, Lukáš (* 1980), tschechischer Tänzer
- Slavik, Andreas (* 1960), österreichischer Musiker und Komponist
- Slavík, Antonín František (1893–1942), tschechischer Rundfunkjournalist, Widerstandskämpfer gegen das NS-Regime
- Slavik, Felix (1912–1980), österreichischer Politiker (SPÖ), Abgeordneter zum Nationalrat, Mitglied des Bundesrates
- Slavík, František (1876–1957), tschechischer Geologe und Hochschullehrer
- Slavík, Josef (1806–1833), tschechischer Violinist und Komponist
- Slávik, Juraj (1890–1969), tschechoslowakischer Jurist, Diplomat und Politiker
- Slavík, Tomáš (* 1981), tschechischer Nordischer Kombinierer
- Slavíková, Emma (* 2003), tschechische Tennisspielerin
- Slavin, Jaccob (* 1994), US-amerikanischer Eishockeyspieler
- Slavin, Mark (1954–1972), israelisch-russischer Ringer, Mitglied der israelischen Olympia-Ringermannschaft (1972), Mordopfer palästinensischer Terroristen
- Slavin, Matvey (* 1987), deutscher Künstler
- Slavin, Neal (* 1941), US-amerikanischer Fotograf, Regisseur und Filmproduzent
- Slavin, Patrick (1877–1916), schottischer Fußballspieler
- Slavin, Randall (* 1969), US-amerikanischer Schauspieler
- Slavin, Shimon (* 1941), israelischer Mediziner
- Slavin, Wanja (* 1982), deutscher Komponist und Saxophonist
- Slavinec, Romana (* 1990), österreichische Triathletin
- Slavišens, Rūdolfs (1909–1995), lettischer Fußballspieler
- Slavkin, Todd (* 1965), US-amerikanischer Drehbuchautor und Produzent
- Slavnić, Zoran (* 1949), jugoslawischer Basketballspieler
- Slavník († 981), Regent der Slavnikiden, vermeintlicher Gründer des Geschlechts
- Slavomir, Mojmiride, Herrscher des Großmährischen Reichs
- Slavona, Maria (1865–1931), deutsche Malerin des ImpressionismusMaria Slavona (1865–1931)

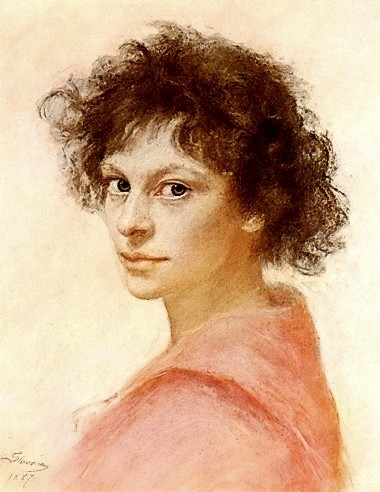
Maria Slavona (1865–1931)

- Slavos, Hans (1900–1969), deutscher Künstler
- Slavov, Borislav (* 1973), bulgarischer Komponist
- Slavov, Peter junior (* 1979), bulgarisch-amerikanischer Jazzmusiker (Bass, Komposition)
- Slavova, Oksana (* 2001), österreichische Rhythmische Sportgymnastin
- Slavson, Samuel (1890–1981), US-amerikanischer Psychiater, Psychoanalytiker und Publizist
- Slavy (* 2002), spnaisch-bulgarischer Fußballspieler

#### Slaw
- Slawatycki, Mateusz (* 2005), polnischer Volleyballspieler
- Slawejkow, Pentscho (1866–1912), bulgarischer Dichter
- Slawejkow, Petko (1827–1895), bulgarischer Historiker und Schriftsteller
- Sławek, Tadeusz (* 1946), polnischer Lyriker, Essayist, Übersetzer, Literaturkritiker und -wissenschaftler
- Sławek, Walery (1879–1939), polnischer Politiker, Mitglied des Sejm, Ministerpräsident Polens sowie Sejmmarschall
- Sławiak, Bożena (* 1948), polnische Politikerin, Mitglied des Sejm
- Slawig, Barbara (* 1956), deutsche Schriftstellerin und Übersetzerin
- Slawig, Johannes (* 1956), deutscher Wahlbeamter, Kämmerer und Dezernent von Wuppertal
- Slawik, Alexander (1900–1997), österreichischer Japanologe
- Slawik, Alfred (1913–1973), österreichischer SS-Oberscharführer und Täter des Holocaust
- Slawik, Christiane (* 1964), deutsche Fotografin und Autorin
- Slawik, Eckhard, Ingenieur, Fotograf und Buchautor
- Slawik, Franz (1936–1993), österreichischer Politiker (SPÖ), Landtagsabgeordneter, Landesrat in Niederösterreich
- Slawik, Han (* 1944), deutscher Ingenieur und Architekt
- Sławik, Henryk (1894–1944), polnischer Politiker
- Slawik, Johannes (1892–1969), deutscher Landwirt und Politiker (NSDAP), MdR, MdL
- Slawik, Nyke (* 1994), deutsche Politikerin (Bündnis 90/Die Grünen), MdBNyke Slawik (* 1994)

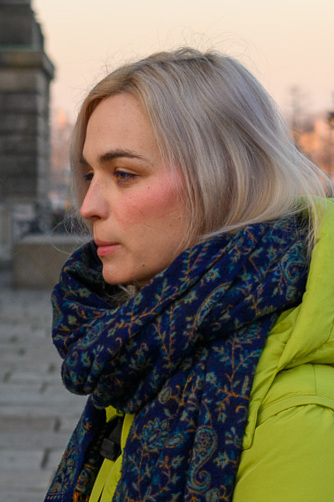
Nyke Slawik (* 1994)

- Slawina, Irina Wjatscheslawowna (1973–2020), russische Journalistin
- Slawina, Tatjana Andrejewna (* 1934), sowjetische bzw. russische Architektin und Hochschullehrerin
- Slawinezki, Jepifani († 1675), ostslawischer Geistlicher und Gelehrter
- Slawinski, Andi (* 1976), deutscher Schauspieler
- Sławiński, Bohdan (* 1977), polnischer Prosaschriftsteller und Literaturkritiker
- Slawitscheck, Markus (* 1992), österreichischer Spieleautor und Lehrer
- Slawjanow, Nikolai Gawrilowitsch (1854–1897), russischer Erfinder
- Slawkow, Georgi (1958–2014), bulgarischer Fußballspieler
- Slawkow, Iwan (1940–2011), bulgarischer Sportfunktionär
- Slawnikowa, Olga Alexandrowna (* 1957), russische Journalistin und Schriftstellerin
- Slawnow, Andrei Alexejewitsch (1939–2022), russischer Physiker
- Slawnow, Sergei Gennadjewitsch (* 1982), russischer Eiskunstläufer
- Slaworossow, Alexei Charitonowitsch (1916–1995), sowjetisch-russischer Bergbauingenieur und Markscheider
- Slaworossow, Chariton Nikanorowitsch (1886–1941), russisch-sowjetischer Pilot und Hochschullehrer
- Sławoszewska, Maria (1903–1979), polnische Historikerin und Archivarin
- Slawow, Mark (* 1994), bulgarischer Speerwerfer
- Slawow, Mykola (1926–2006), ukrainischer Diplomat, Ökonom und Politiker
- Slawow, Myroslaw (* 1990), ukrainischer FußballspielerMyroslaw Slawow (* 1990)

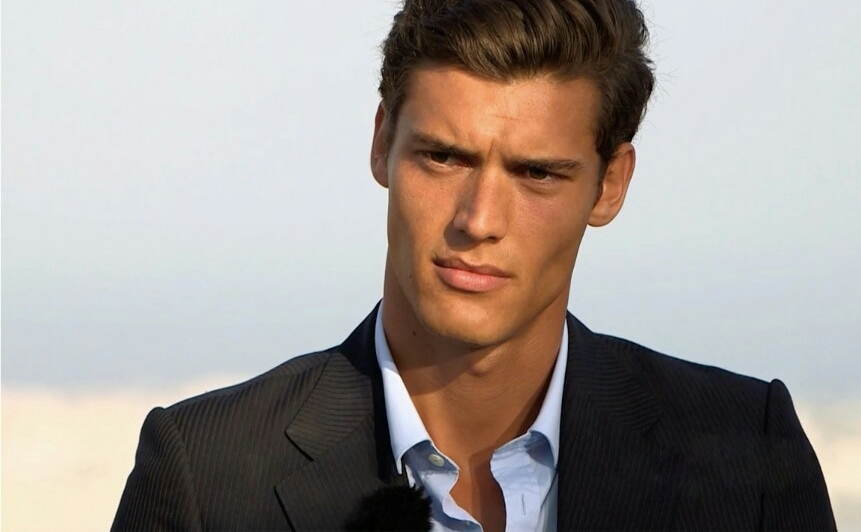
Myroslaw Slawow (* 1990)

- Slawow, Peter (1941–2008), bulgarischer Jazz- und Rockmusiker (Schlagzeuger)
- Slawski, Jefim Pawlowitsch (1898–1991), russischer Metallurg und Politiker
- Slawtschew, Jawor (* 1990), bulgarischer Eishockeyspieler
- Slawtschew, Swetoslaw (1926–2016), bulgarischer Schriftsteller
- Slawtschewa, Radoslawa (* 1984), bulgarische Fußballspielerin
- Slawyk, Markku (* 1962), deutscher Hockeyspieler
- Slawynskyj, Maksym (1868–1945), ukrainischer Autor, Dichter, Übersetzer, Diplomat und Politiker

#### Slay
- Slay, Brandon (* 1975), US-amerikanischer Ringer
- Slay, Darius (* 1991), US-amerikanischer American-Football-SpielerDarius Slay (* 1991)

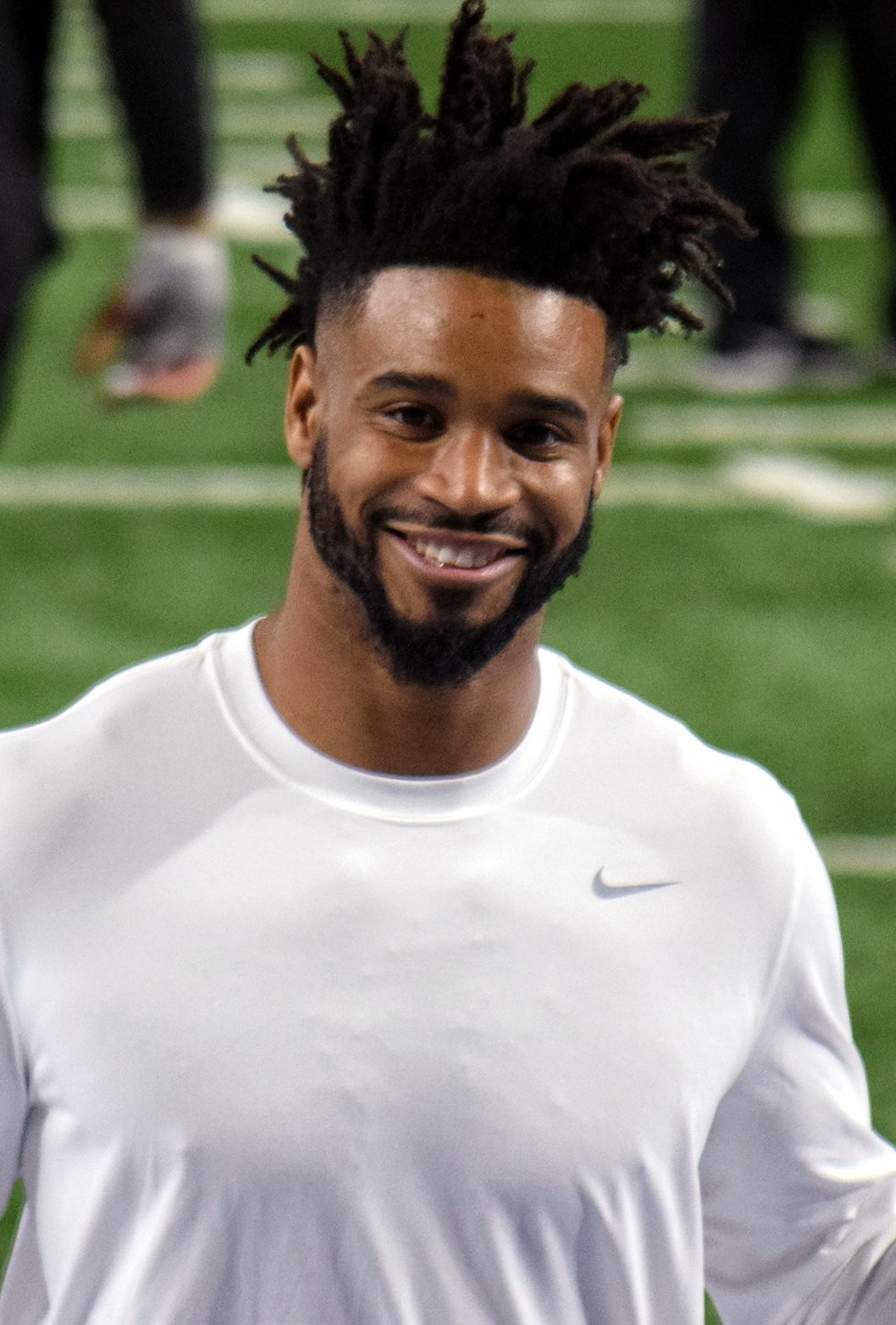
Darius Slay (* 1991)

- Slay, Kathleen (* 1991), US-amerikanische Volleyballspielerin
- Slayden, James Luther (1853–1924), US-amerikanischer Politiker
- Slaymaker, Amos (1755–1837), US-amerikanischer Politiker
- Slayman, Richard (1961–2024), US-amerikanischer Transplantationspatient
- Slayman, Smas (1943–2006), kambodschanischer Badmintonspieler
- Slayter, Games (1896–1964), US-amerikanischer Erfinder
- Slayton, Darius (* 1997), US-amerikanischer Footballspieler
- Slayton, Deke (1924–1993), US-amerikanischer AstronautDeke Slayton (1924–1993)

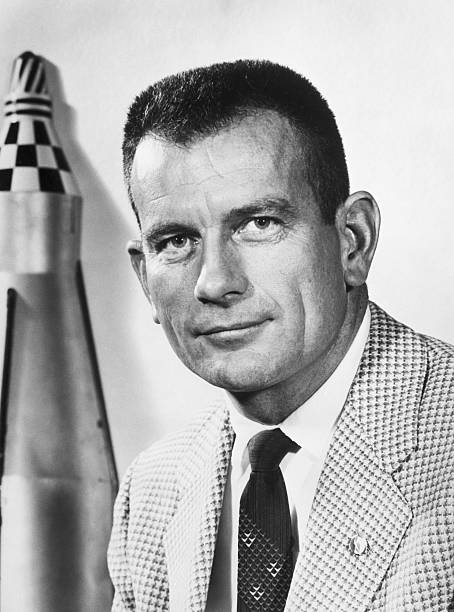
Deke Slayton (1924–1993)

- Slayyyter (* 1996), US-amerikanische Singer-Songwriterin

#### Slaz
- Ślązak, Janusz (1907–1985), polnischer Ruderer
- Slazenger, Albert (1844–1910), englischer Unternehmer und Sportartikelhersteller
- Slazenger, Ralph (1845–1910), englischer Unternehmer und Sportartikelhersteller

### Sle
- Slean, Sarah (* 1977), kanadische Singer-Songwriterin, Malerin, Schauspielerin und Fotografin
- Sleator, Daniel (* 1953), US-amerikanischer Informatiker
- Sleator, William (1945–2011), US-amerikanischer Science-Fiction-Autor
- Slebioda, Max Karl (* 1922), deutscher Fußballspieler
- Slebioda, Max Kurt († 1935), deutscher Fußballspieler
- Ślebodziński, Władysław (1884–1972), polnischer Mathematiker
- Šlechta ze Všehrd, Jan (1466–1525), tschechischer Humanist, Philosoph und Diplomat
- Šlechtová, Karla (* 1977), tschechische Ökonomin und Politikerin
- Šlechtová, Lenka (* 1991), tschechische Biathletin
- Sledda von Essex, König von Essex
- Sledge, Eugene (1923–2001), US-amerikanischer Soldat, Autor und Hochschullehrer
- Sledge, Percy (1940–2015), US-amerikanischer R&B- und Soul-SängerPercy Sledge (1940–2015)

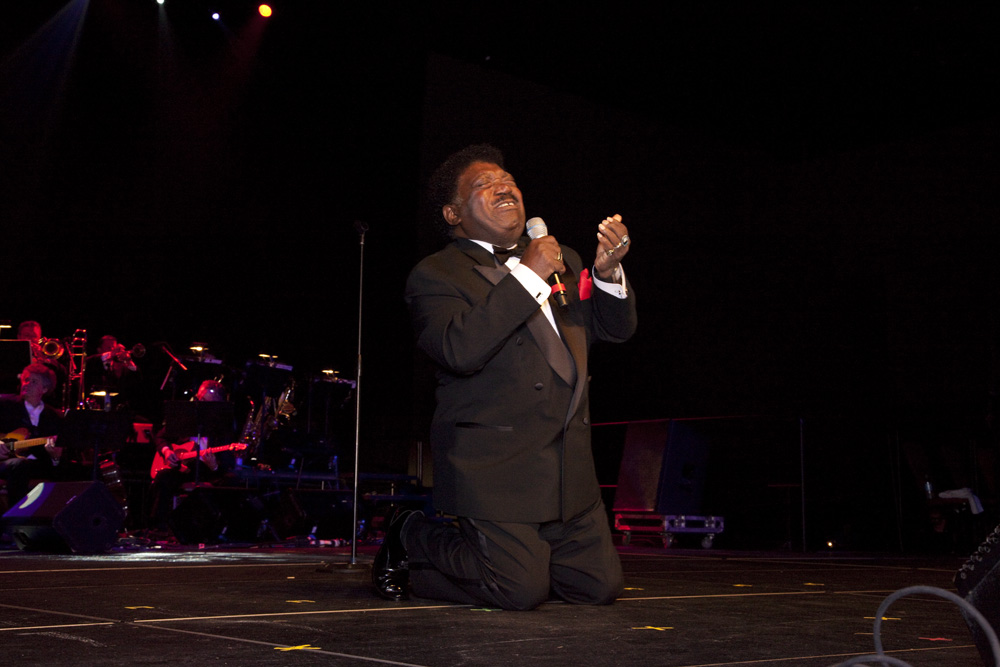
Percy Sledge (1940–2015)

- Sledsewski, Igor Wassiljewitsch (* 1940), russischer Historiker
- Śledź, Roman (* 1948), polnischer Holzbildhauer
- Sledz, Ulrich (* 1950), deutscher Basketballspieler, -schiedsrichter und -funktionär
- Śledziecki, Maciej (* 1977), polnisch-deutscher Komponist, Gitarrist und experimenteller Musiker
- Slee, Ann-Louise (* 1988), australische Badmintonspielerin
- Slee, Colin (1945–2010), britischer anglikanischer Geistlicher
- Slee, Jacob Cornelis van (1841–1929), niederländischer Bibliothekar und Prediger
- Sleegers, Herbert (1932–2018), deutscher Lyriker und Schriftsteller
- Sleeking, Brigitte (* 1998), niederländische Wasserballspielerin
- Sleem, Mohammed (* 1892), indischer Tennisspieler
- Sleeman, William Henry (1788–1856), britischer Administrator und Kriminalbeamter
- Sleen, Wicher Gosen Nicolaas van der (1886–1967), niederländischer Chemiker, Schullehrer, Autor, Fotograf und Amateurconchologe
- Sleep, Norman, US-amerikanischer Geophysiker und Professor für Geophysik an der Stanford University
- Sleeper, Albert (1862–1934), US-amerikanischer Politiker
- Sleeper, Henry Davis (1878–1934), US-amerikanischer Kunstsammler, Designer und Innenarchitekt
- Sleepwalker, deutscher Rapper und Hip-Hop-Produzent
- Sleepy Hallow (* 1999), jamaikanisch-US-amerikanischer Rapper
- Sleet, Don (1938–1986), US-amerikanischer Jazztrompeter
- Sleeth, Layne (* 2001), kanadische Tennisspielerin
- Slegers, Renée (* 1989), niederländische FußballspielerinRenée Slegers (* 1989)

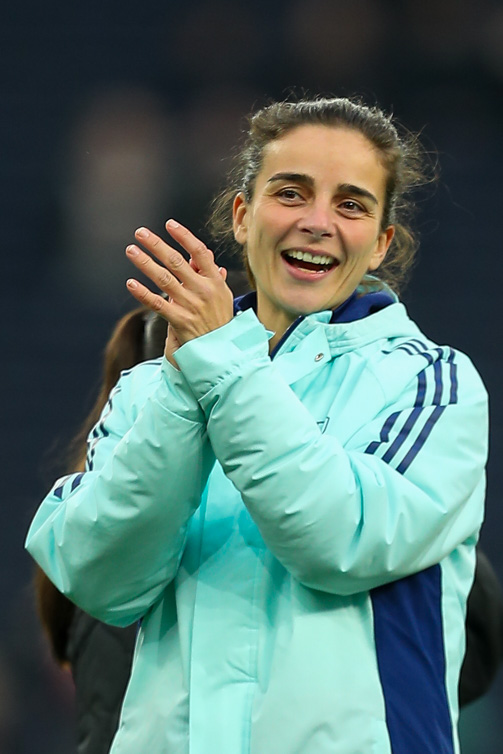
Renée Slegers (* 1989)

- Slegers, Saskia (* 1962), niederländische DJ sowie Techno- und Acid-Produzentin
- Šlégr, Jiří (* 1971), tschechischer Eishockeyspieler und -trainer sowie Politiker, Mitglied des Abgeordnetenhauses
- Šlegr, Petr (* 1977), tschechischer Vizeverkehrsminister und Vorsitzender des Lenkungsausschusses der Tschechischen Bahnen
- Slehoferova, Vera (* 1949), Schweizer Klassische Archäologin
- Sleibing, Christian († 1566), Magister, Schulleiter und Superintendent
- Sleifir, Rudolf (1904–1971), deutscher Emailleur und Graveur
- Sleigh, Sylvia (1916–2010), britisch-US-amerikanische Künstlerin
- Sleigher, Pierre-Luc (* 1982), kanadischer Eishockeyspieler
- Sleight, Arthur W. (* 1939), US-amerikanischer Festkörperchemiker
- Sleight, Elmer (1907–1978), US-amerikanischer American-Football-Spieler
- Sleiman (* 1982), dänischer Rapper
- Sleiman, Haaz (* 1979), US-amerikanischer SchauspielerHaaz Sleiman (* 1979)

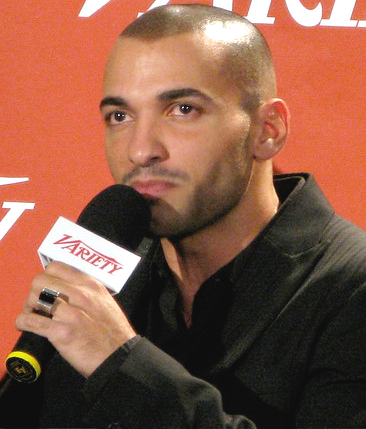
Haaz Sleiman (* 1979)

- Sleiman, Jean Benjamin (* 1946), libanesischer Ordensgeistlicher, Erzbischof von Bagdad
- Sleiman, Rola (* 1975), libanesisch-syrische Pastorin und erste ordinierte Pastorin der arabischen Welt
- Šleinota, Vaclovas (1951–2024), litauischer Manager und Politiker
- Sleiter, Cynthia, Szenenbildnerin
- Sleker, Johann († 1629), deutscher Hochschullehrer und Geistlicher
- Šlekys, Emilis (1951–2012), litauischer Schachspieler
- Šlekys, Vaidotas (* 1972), litauischer Fußballspieler
- Šlekytė, Giedrė (* 1989), litauische Dirigentin
- Slemmer, Adam J. (1828–1868), US-amerikanischer General
- Slemon, Adam, US-amerikanischer Schauspieler und Produzent
- Slemons, William Ferguson (1830–1918), US-amerikanischer Politiker
- Slemp, C. Bascom (1870–1943), US-amerikanischer Politiker
- Slemp, Campbell (1839–1907), US-amerikanischer Politiker
- Slenczka, Eberhard (* 1942), deutscher klassischer Archäologe und Bibliothekar
- Slenczka, Notger (* 1960), deutscher evangelischer Theologe
- Slenczka, Reinhard (1931–2022), deutscher evangelischer Theologieprofessor
- Slenczka, Ruth (* 1967), deutsche Historikerin, Kunsthistorikerin und Kirchenhistorikerin
- Slenczka, Werner (1934–2024), deutscher Mediziner und Mitentdecker des Marburg-Virus
- Slenko, Anatolij (1938–2021), ukrainischer Diplomat und Politiker, Außenminister der Ukraine
- Slenko, Oleksij (1914–2007), sowjetischer Luftfahrtingenieur
- Slentz, Thomas († 1500), deutscher Landsknechtsführer
- Slepenko, Alina (* 1996), kasachische Biathletin
- Slepian, Barnett (1946–1998), US-amerikanischer Arzt
- Slepian, David (1923–2007), US-amerikanischer Mathematiker
- Slepian, Joseph (1891–1969), US-amerikanischer Mathematiker und Elektroingenieur
- Slepička, Miroslav (* 1981), tschechischer Fußballspieler
- Šlepikas, Alvydas (* 1966), litauischer Schauspieler und Schriftsteller
- Slepkow, Alexander Nikolajewitsch (1899–1937), russischer Revolutionär, Opfer des Stalinismus
- Slepkow, Wassili Nikolajewitsch (1902–1937), sowjetischer Biologe und Philosoph
- Slepow, Alexei Alexandrowitsch (* 1986), russischer Biathlet und Skilangläufer
- Slepow, Sergei Wiktorowitsch (* 1999), russischer Fußballspieler
- Ślepowrońska, Maja (* 1998), polnische Kugelstoßerin
- Slepyschew, Anton Wladimirowitsch (* 1994), russischer Eishockeyspieler
- Slepzow, Katharina (1862–1929), russische Ehefrau von Guido Henckel von Donnersmarck
- Slepzowa, Swetlana Jurjewna (* 1986), russische Biathletin
- Slesar, Henry (1927–2002), US-amerikanischer Autor
- Šlesers, Ainārs (* 1970), lettischer Politiker und mehrmaliger Minister
- Ślesicki, Maciej (* 1966), polnischer Regisseur, Drehbuchautor und Filmproduzent
- Ślesicki, Władysław (1927–2008), polnischer Filmregisseur und Drehbuchautor
- Slesin, Aviva (* 1942), litauisch-amerikanische Dokumentarfilmerin und Filmproduzentin
- Slesinger, Tess (1905–1945), US-amerikanische Schriftstellerin und Drehbuchautorin
- Šlesingr, Michal (* 1983), tschechischer Biathlet
- Slesjuk, Iwan (1896–1973), ukrainischer Bischof, Märtyrer, Seliger
- Slessarenko, Jelena Wladimirowna (* 1982), russische Hochspringerin
- Slessarevski, Eduard (* 1999), estnischer Eishockeyspieler
- Slessarew, Danila Jewgenjewitsch (* 1996), russisch-georgischer Eishockeyspieler
- Slessor, Elliot (* 1994), englischer SnookerspielerElliot Slessor (* 1994)

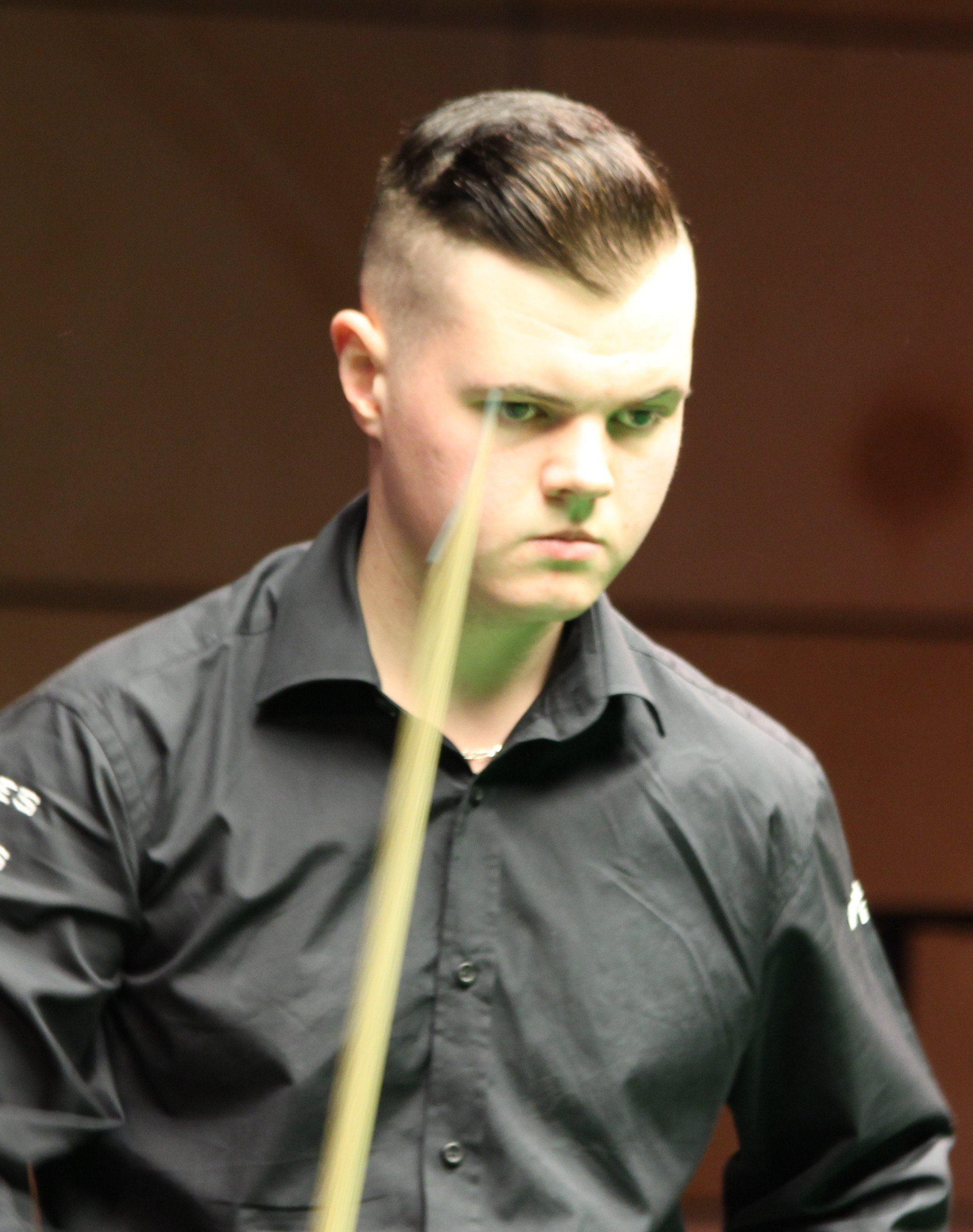
Elliot Slessor (* 1994)

- Slessor, John (1897–1979), britischer Luftwaffenoffizier
- Slessor, Kenneth (1901–1971), australischer Dichter und Journalist
- Slessor, Mary (1848–1915), schottische Missionarin in Nigeria
- Śleszyńska, Hanna (* 1959), polnische Schauspielerin
- Śleszyński, Jan (1854–1931), russisch-polnischer Mathematiker
- Slettahjell, Solveig (* 1971), norwegische Jazzsängerin
- Slettemark, Øystein (* 1967), norwegisch-grönländischer Biathlet und Skilangläufer
- Slettemark, Sondre (* 2004), grönländischer Biathlet
- Slettemark, Uiloq (* 1965), grönländische Biathletin und Skilangläuferin
- Slettemark, Ukaleq Astri (* 2001), grönländische Biathletin
- Sletten, Olaf (1886–1943), norwegischer Sportschütze
- Sletto, Barbara (* 1962), US-amerikanische Komponistin, Chorleiterin und Musikpädagogin
- Slettum, Elisabeth (* 1986), norwegische Sprinterin
- Sleumer, Albert (1876–1964), deutscher katholischer Priester und Latinist
- Sleumer, Hermann Otto (1906–1993), deutsch-niederländischer Botaniker
- Sleupner, Dominicus († 1547), evangelischer Theologe und Reformator
- Sleurs, Elke (* 1968), belgische Gynäkologin und Politikerin der Nieuw-Vlaamse Alliantie (N-VA)
- Slevin, Dylan (* 2002), irischer Dartspieler
- Slevogt, Carl (1787–1832), deutscher Architekt, oldenburgischer Baubeamter
- Slevogt, Carl (1845–1922), deutscher Jurist und Politiker (NLP), MdR
- Slevogt, Carl Wilhelm (1753–1824), preußischer Amtmann und Rittergutsbesitzer
- Slevogt, Hermann (1909–1984), deutscher Physiker und Optikdesigner
- Slevogt, Horst (1922–2011), deutscher U-Boot-Kommandant, Bank-Manager und Hochschullehrer
- Slevogt, Hortense (* 1965), deutsche Medizinerin
- Slevogt, Hugo (1857–1926), deutscher Architekt
- Slevogt, Johann Adrian (1653–1726), deutscher Mediziner
- Slevogt, Johann Philipp (1649–1727), deutscher Jurist und Rechtsprofessor in Jena
- Slevogt, Karl (1876–1951), deutscher Konstrukteur, Automobilpionier und -rennfahrer
- Slevogt, Karl Eugen (1912–1976), deutscher Physiker und Firmengründer der Wissenschaftlich-Technische Werkstätten GmbH
- Slevogt, Kurt (1892–1957), deutscher Marineoffizier, zuletzt Vizeadmiral im Zweiten Weltkrieg
- Slevogt, Marquard (1909–1980), deutscher Eishockeyspieler
- Slevogt, Max (1868–1932), deutscher Maler, Grafiker, Illustrator und Bühnenbildner des ImpressionismusMax Slevogt (1868–1932)

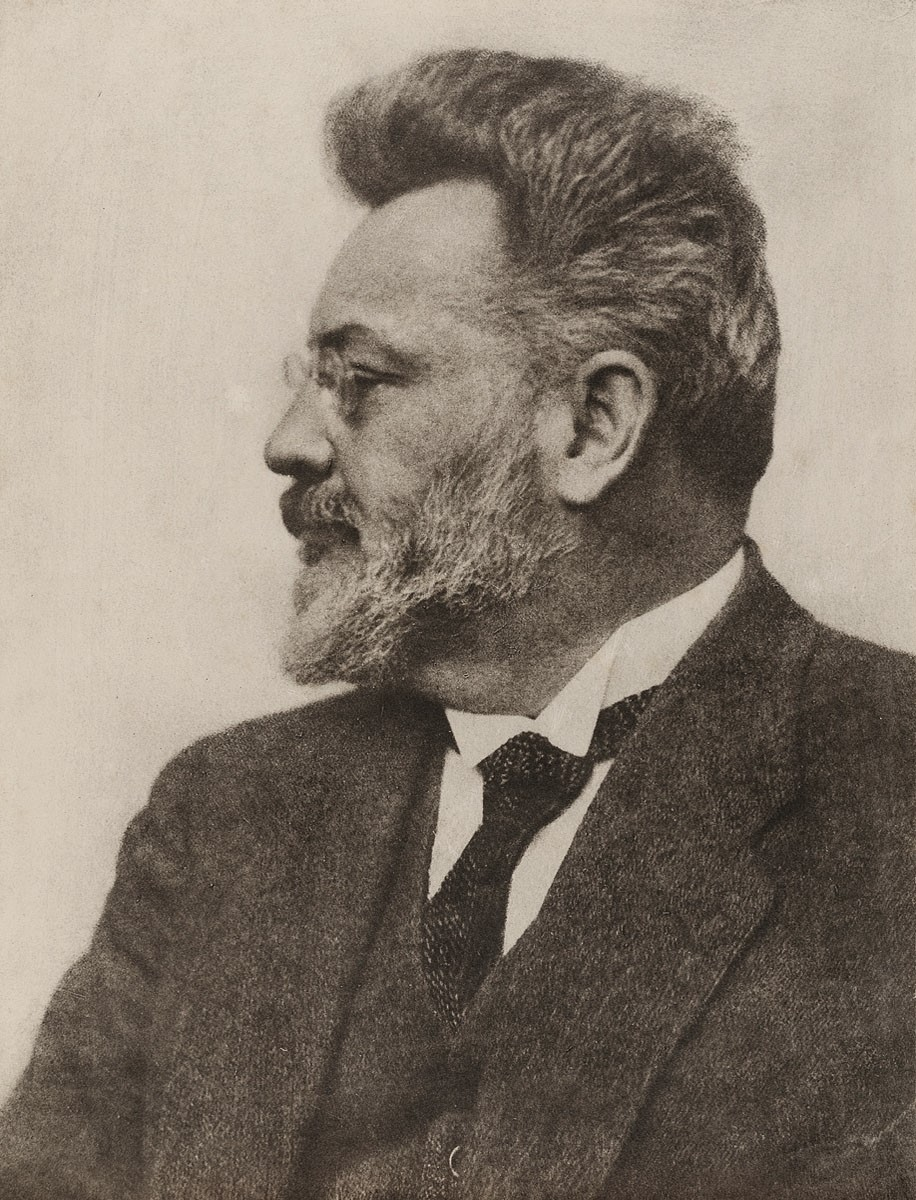
Max Slevogt (1868–1932)

- Slevogt, Paul (1596–1655), deutscher Philologe
- Slevogt, Wilhelm August Carl (1709–1767), kurfürstlich-sächsischer Kommissionsrat, Amtmann und Rittergutsbesitzer
- Slew, Jordan (* 1992), englischer Fußballspieler
- Slewert, Gerd († 1570), Reformator von Flensburg
- Ślewiński, Władysław (1856–1918), polnischer Maler und Gründungsmitglied der Bewegung Młoda Polska
- Sleyden, Philippe Willem van der (1842–1923), niederländischer Politiker
- Sleyman, Suleyman (* 1979), schwedischer Fußballspieler
- Sleytr, Uwe B. (* 1942), österreichischer Mikrobiologe und Hochschullehrer
- Ślęzak, Alicja (* 1993), polnische Handball- und Beachhandballspielerin sowie Handballschiedsrichterin
- Slezak, Josef Otto (1922–2002), österreichischer Verleger und Autor
- Slezak, Leo (1873–1946), österreichischer Opernsänger (Tenor) und SchauspielerLeo Slezak (1873–1946)

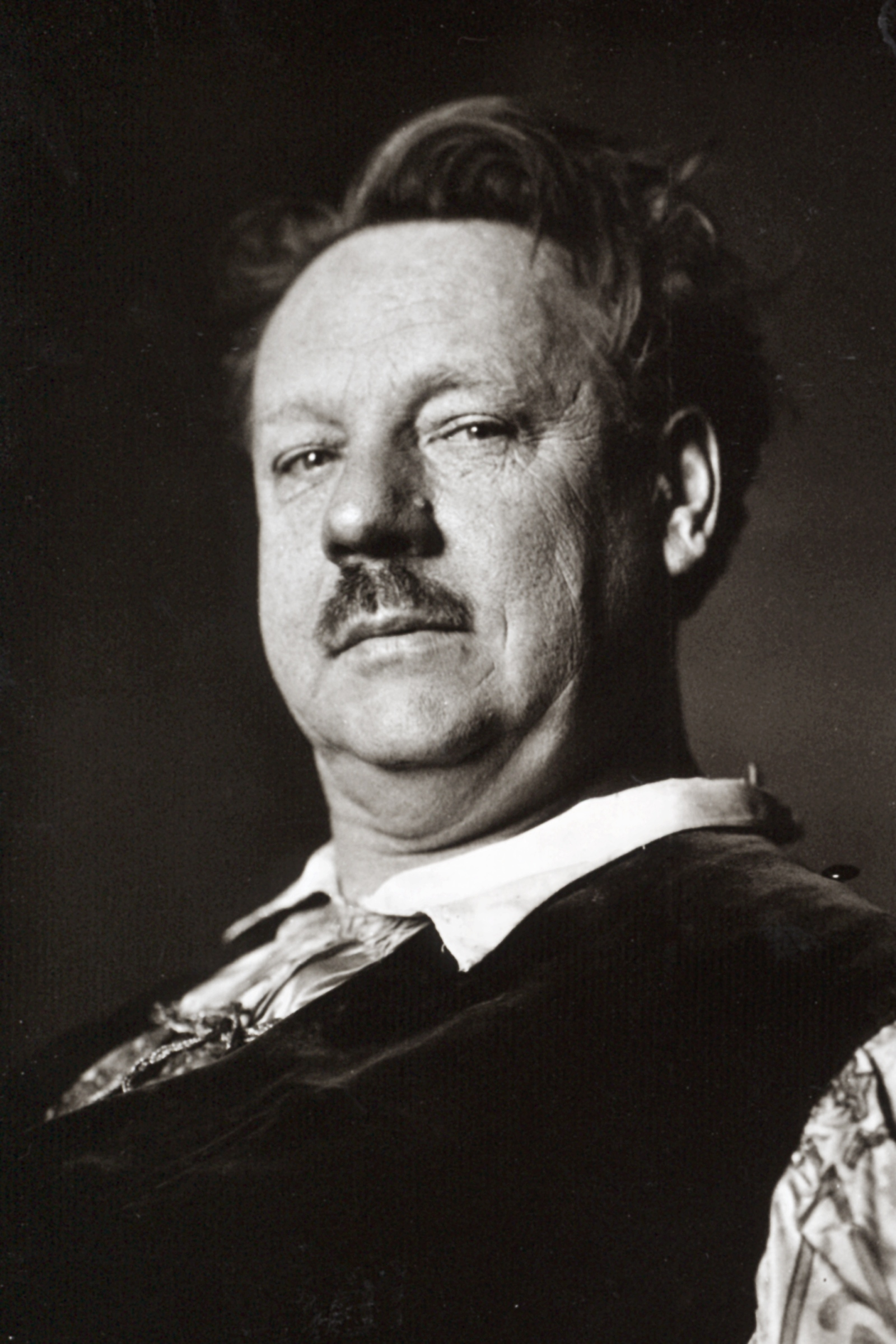
Leo Slezak (1873–1946)

- Slezak, Margarete (1909–1953), deutsche Opern- und Konzertsängerin
- Slezak, Victor (* 1957), US-amerikanischer Film- und Fernsehschauspieler
- Slezak, Walter (1902–1983), österreichisch-US-amerikanischer Film und Theaterschauspieler
- Slezak-Schindler, Christa (* 1926), deutsche Sprachgestalterin, Rezitatorin und Sprachtherapeutin
- Slezáková, Petra (* 1981), slowakische Biathletin
- Slezáková, Rebecca (* 2005), slowakische Leichtathletin
- Šležas, Andrius (* 1975), litauischer Basketballspieler und -trainer
- Šleževičius, Adolfas (1948–2022), litauischer Politiker und Ministerpräsident
- Sleževičius, Mykolas (1882–1939), litauischer Politiker und Premierminister
- Slezkine, Yuri (* 1956), US-amerikanischer Historiker, Autor, Übersetzer und Hochschullehrer

### Sli
- Šliažas, Juozas (1925–2009), litauischer Hochschullehrer
- Šlibar, Jože (* 1934), jugoslawischer Skispringer
- Slice, Kimbo (1974–2016), US-amerikanischer Straßen- und Mixed-Martial-Arts-KämpferKimbo Slice (1974–2016)

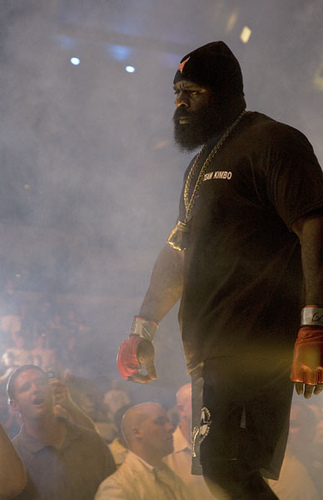
Kimbo Slice (1974–2016)

- Slicher, Ludwig von (1809–1896), hannoverscher Generalmajor
- Slichter, Charles P. (1924–2018), US-amerikanischer Festkörper-Physiker
- Slichter, Louis B. (1896–1978), US-amerikanischer Geophysiker
- Slichter, William P. (1922–1990), US-amerikanischer Elektroingenieur und Materialwissenschaftler
- Slick Rick (* 1965), britisch-US-amerikanischer Rapper
- Slick, Earl (* 1952), US-amerikanischer Rock-Gitarrist und Komponist
- Slick, Grace (* 1939), US-amerikanische Sängerin, Songschreiberin, Pianistin und Model
- Slick, Mitchy, US-amerikanischer Rapper
- Slick, Stafford (* 1985), US-amerikanischer Beachvolleyballspieler
- Šličytė, Zita (* 1943), litauische Rechtsanwältin und Politikerin (Seimas)
- Slidell, John (1793–1871), US-amerikanischer Jurist und Politiker
- Slier, Jonas (1886–1942), niederländischer Turner
- Slife, James C. (* 1967), US-amerikanischer General, Vice Chief of Staff of the Air Force
- Slifer, Clarence (1912–1993), US-amerikanischer Kameraassistent und Filmtechniker
- Slifer, Roger (1954–2015), US-amerikanischer Comicautor
- Slight, Aaron (* 1966), neuseeländischer Motorradrennfahrer
- Slight, Nicholas (* 2001), US-amerikanischer Volleyballspieler
- Slights, Snowden (1829–1912), englischer Berufsjäger und Korbmacher
- Slijepčević, Nebojša (* 1973), kroatischer Filmregisseur und Drehbuchautor
- Slijkhuis, Willem (1923–2003), niederländischer Mittel- und Langstreckenläufer
- Slijngaard, Ray (* 1971), niederländischer Musiker
- Slijngard, Donovan (* 1987), niederländischer Fußballspieler
- Slijper, Salomon B. (1884–1971), niederländischer Makler und Kunstsammler
- Slik, Ivar (* 1993), niederländischer Radrennfahrer
- Slikas, Beth (* 1962), US-amerikanische Biologin
- Šlikas, Martynas (* 1977), litauischer Eishockeyspieler
- Slim 400 (1988–2021), US-amerikanischer Rapper
- Slim Helú, Carlos (* 1940), mexikanischer Unternehmer in der TelekommunikationsbrancheCarlos Slim Helú (* 1940)

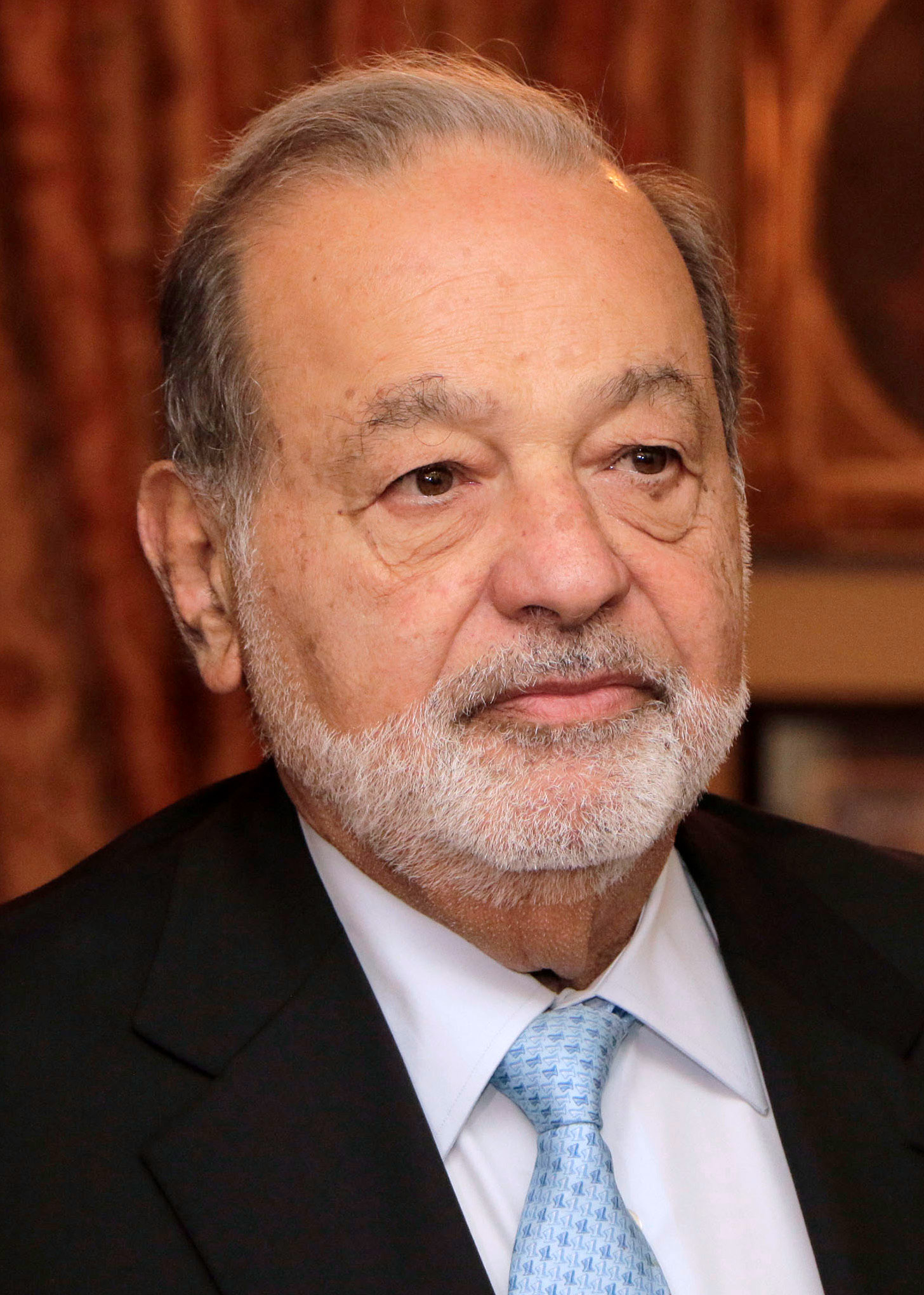
Carlos Slim Helú (* 1940)

- Slim Jim Phantom (* 1961), US-amerikanischer Rockabilly-Schlagzeuger
- Slim The Mobster (* 1979), US-amerikanischer Rapper
- Slim Thug (* 1980), US-amerikanischer Rapper
- Slim, Carolina (1923–1953), US-amerikanischer Blues-Gitarrist und Sänger
- Slim, Iceberg (1918–1992), US-amerikanischer Zuhälter und Schriftsteller
- Slim, John (1885–1966), britischer Ringer
- Slim, John, 2. Viscount Slim (1927–2019), britischer Peer und Offizier
- Slim, Lokman (1962–2021), libanesischer Verleger, Publizist und Aktivist
- Slim, Maurice, libanesischer General und Politiker
- Slim, Mongi (1908–1969), tunesischer Politiker und Diplomat
- Slim, Polka Dot (1919–1981), US-amerikanischer R&B- und Bluesmusiker
- Slim, William, 1. Viscount Slim (1891–1970), britischer Feldmarschall, Generalgouverneur von Australien
- Slimák, Peter (* 1990), slowakischer Eishockeyspieler
- Slimane (* 1989), französischer Popsänger
- Slimane, Hedi (* 1968), französischer Modedesigner, Künstler und FotografHedi Slimane (* 1968)

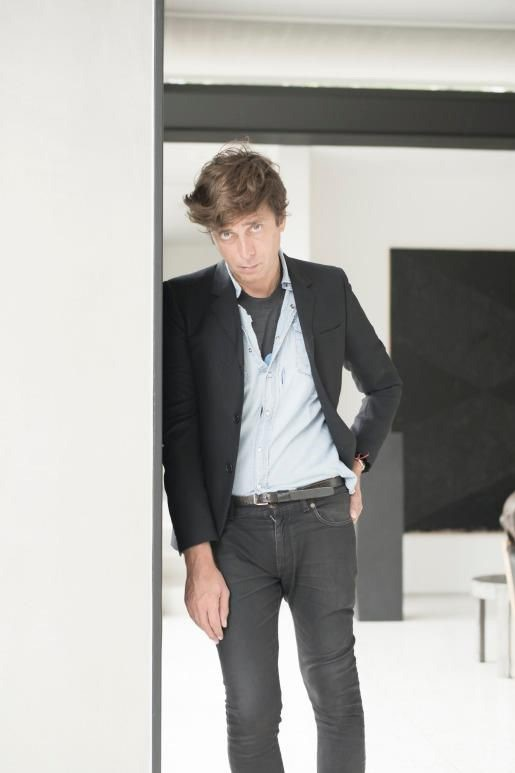
Hedi Slimane (* 1968)

- Slimani, Chico (* 1971), britischer Sänger
- Slimani, Islam (* 1988), algerischer Fußballspieler
- Slimani, Kacem (1948–1996), marokkanischer Fußballspieler
- Slimani, Leïla (* 1981), französisch-marokkanische Schriftstellerin und JournalistinLeïla Slimani (* 1981)

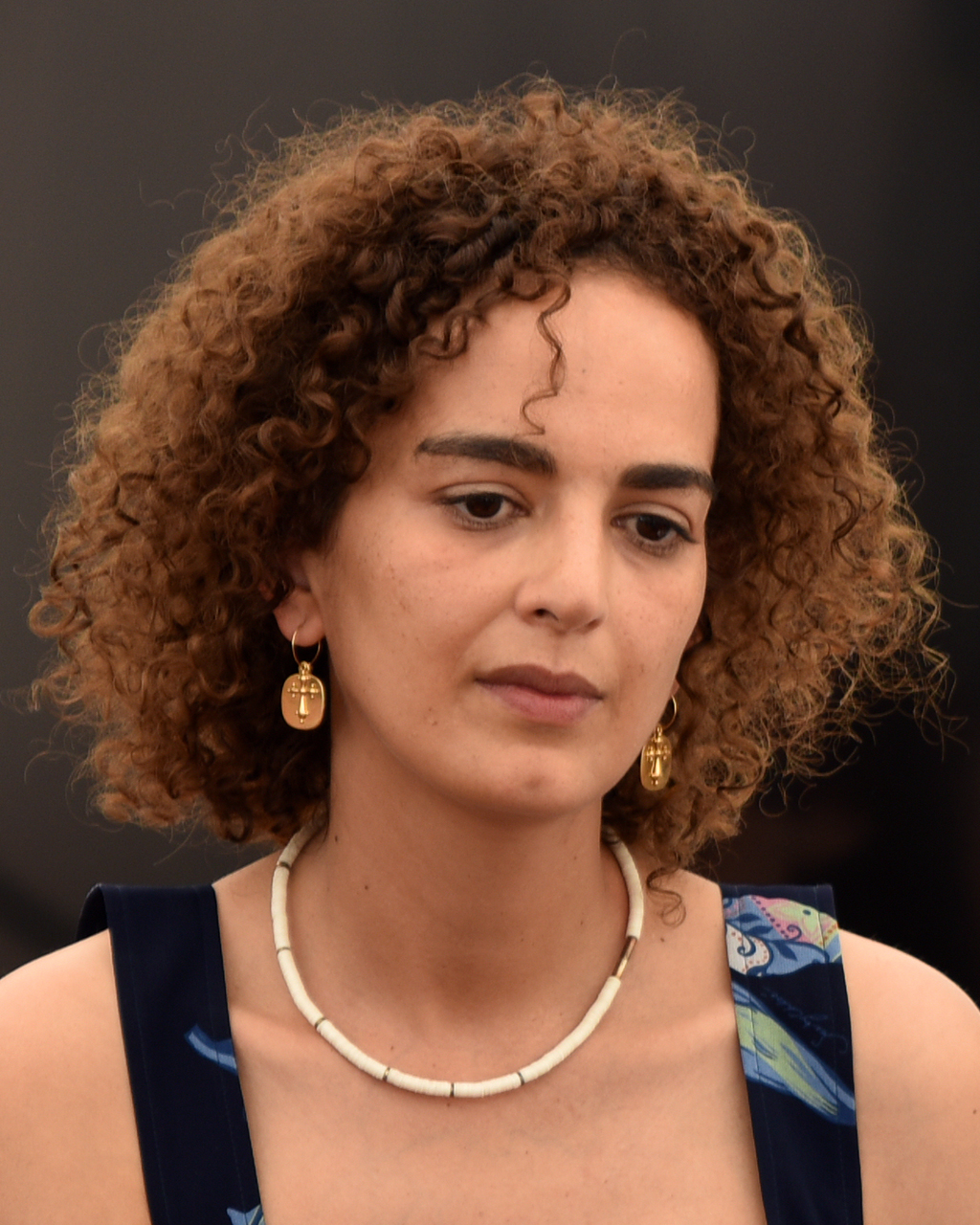
Leïla Slimani (* 1981)

- Slimani, Othman (1941–2004), marokkanischer Ökonom, Vater von Leïla Slimani
- Slimani, Sami (* 1990), deutsch-tunesischer Moderator, Webvideoproduzent und Influencer
- Slimbach, Robert (* 1956), US-amerikanischer Schrift-Designer
- Slimon, Scott (1915–1980), britischer Szenenbildner und Artdirector
- Slind, Astrid Øyre (* 1988), norwegische Skilangläuferin
- Slind, Kari Øyre (* 1991), norwegische Skilangläuferin
- Slind, Silje Øyre (* 1988), norwegische Skilangläuferin
- Šling, Otto (1912–1952), tschechoslowakischer Parteifunktionär
- Slingelandt, Pieter Cornelisz van (1640–1691), niederländischer Kunstmaler
- Slingelandt, Simon van (1664–1736), niederländischer Aristokrat und Politiker, holländischer Ratspensionär (zwischen 1727 und 1736)
- Slingeneyer, Ernest (1820–1894), belgischer Historienmaler
- Slinger, Cees (1929–2007), niederländischer Jazz-Pianist
- Slinger, Mimi (* 2003), britische Schauspielerin
- Slingerland, Cashandra (* 1974), südafrikanische Radrennfahrerin
- Slingerland, James S. (1834–1874), US-amerikanischer Politiker
- Slingerland, John I. (1804–1861), US-amerikanischer Politiker
- Slingerland, Oskar (* 1965), niederländischer Unternehmer und Autorennfahrer
- Slingo, Julia (* 1950), britische Klimawissenschaftlerin
- Slings, Simon Roelof (1945–2004), niederländischer Gräzist
- Slingsby, Tom (* 1984), australischer SeglerTom Slingsby (* 1984)

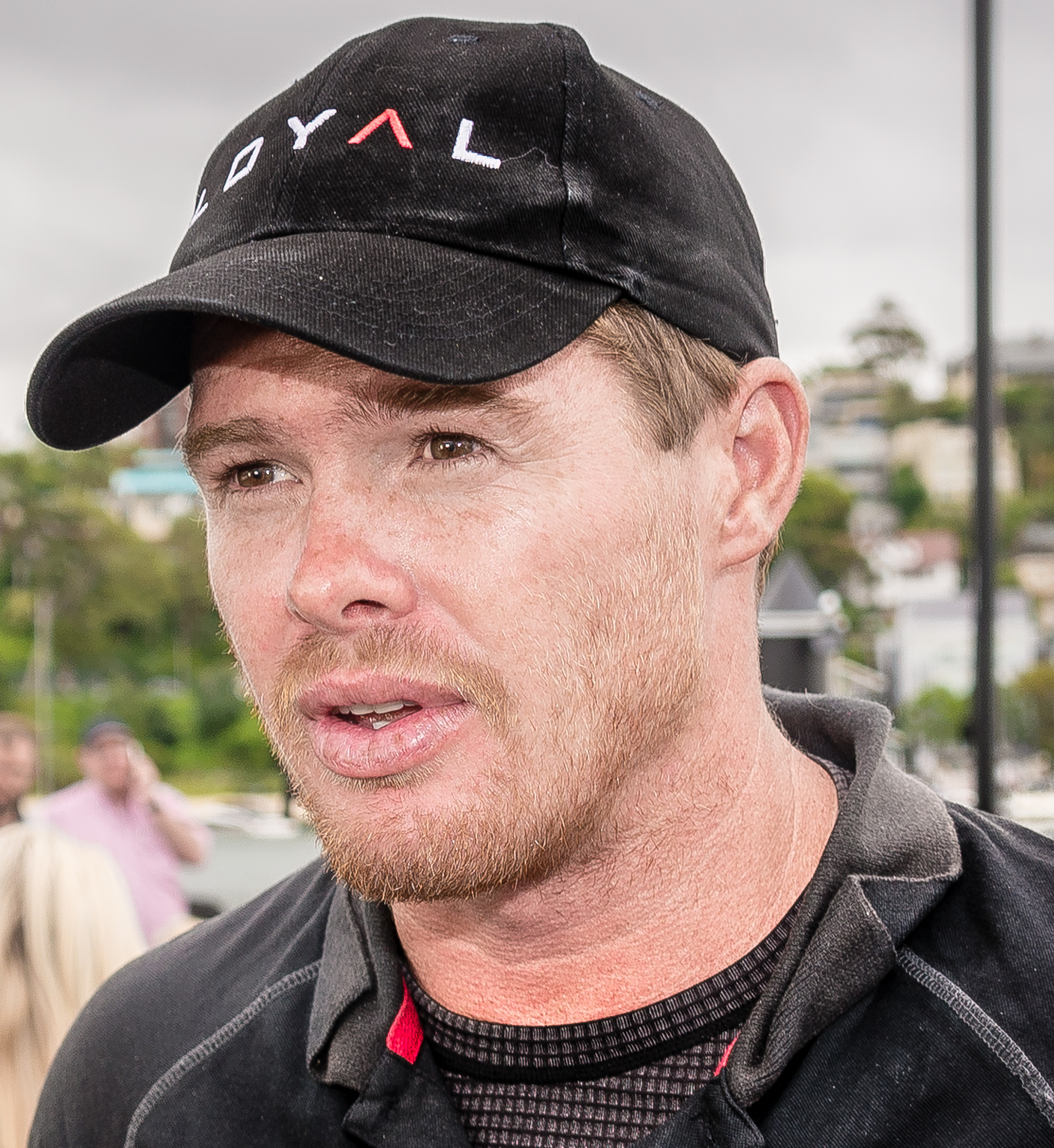
Tom Slingsby (* 1984)

- Slingsby, William Cecil (1849–1929), englischer Bergsteiger
- Slink, Hermann (1889–1966), deutscher Politiker (SPD)
- Slinkachu (* 1979), britischer Streetart-Künstler
- Šliogeris, Arvydas (1944–2019), litauischer Philosoph und Professor
- Sliosberg, Henrich (1863–1937), belarussisch-russischer Jurist
- Slipak, Wassyl (1974–2016), ukrainischer Opernsänger (Bariton)
- Slipatschuk, Tetjana (* 1968), ukrainische Juristin und Behördenleiterin
- Slipčević, Ivana (* 1998), kroatische Fußballspielerin
- Slipenko, Hanna (* 1973), ukrainische Skilangläuferin
- Slipher, Earl C. (1883–1964), US-amerikanischer Astronom
- Slipher, Vesto (1875–1969), US-amerikanischer Astronom
- Ślipko, Tadeusz (1918–2015), polnischer Jesuit und katholischer Philosoph
- Slippens, Robert (* 1975), niederländischer Radrennfahrer
- Slipper, Jack (1924–2005), britischer Kriminalbeamter
- Slipper, James (* 1989), australischer Rugby-Union-Spieler
- Slipyj, Jossyf (1892–1984), ukrainischer Kardinal und Erzbischof von LembergJossyf Slipyj (1892–1984)

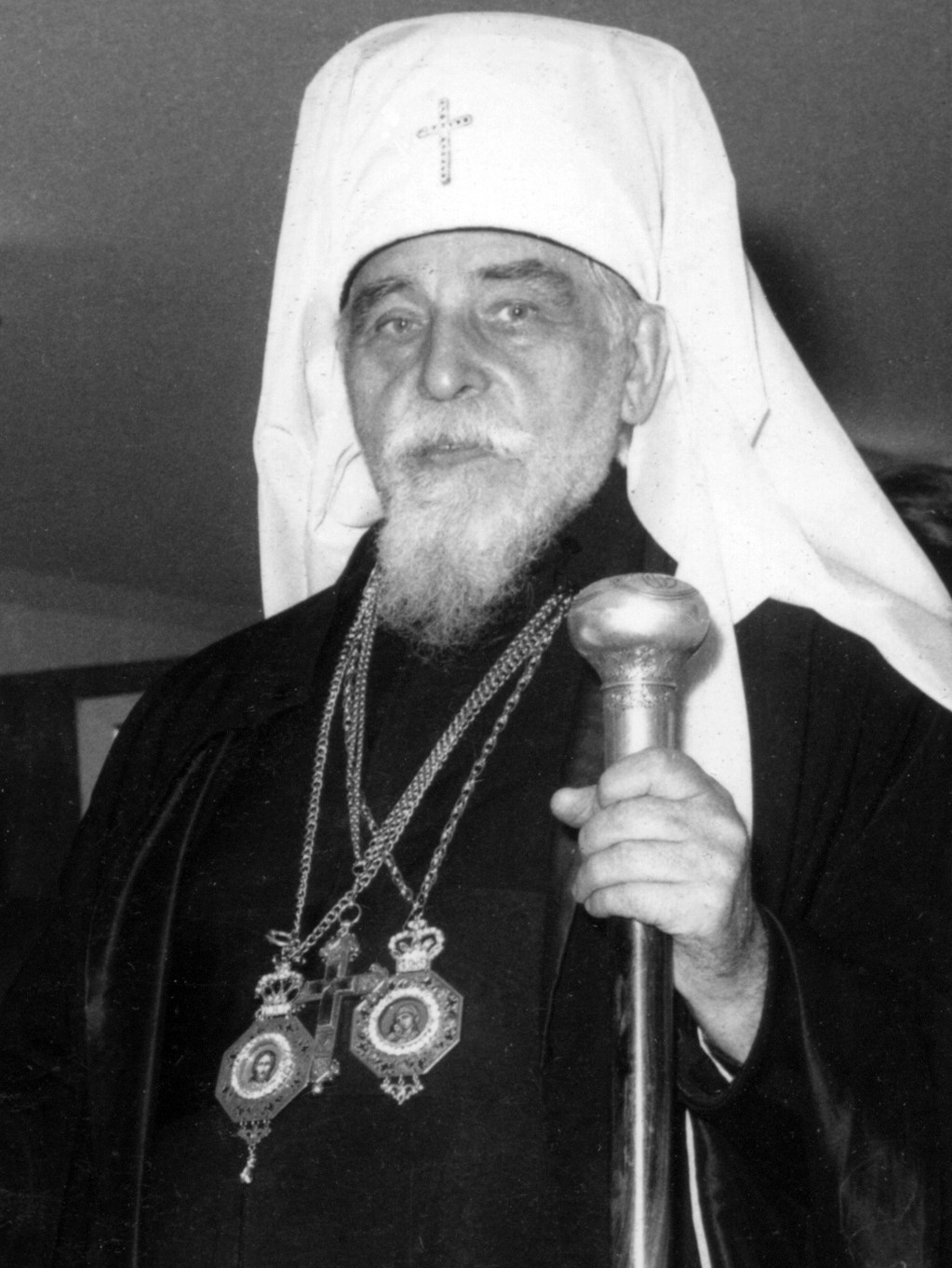
Jossyf Slipyj (1892–1984)

- Slišković, Blaž (* 1959), jugoslawischer Fußballspieler und bosnisch-herzegowinischer Fußballtrainer
- Slišković, Ivan (* 1991), kroatischer Handballspieler
- Sliskovic, Josip (1901–1984), österreichischer Radiopionier
- Sliskovic, Lino (* 1998), deutscher Schauspieler
- Sliskovic, Luka (* 1995), Schweizer Fussballspieler
- Slišković, Petar (* 1991), kroatischer Fußballspieler
- Slissenko, Anatol Olesjewitsch (* 1941), russischer Mathematiker
- Slisz, Bartosz (* 1999), polnischer Fußballspieler
- Sliti, Naïm (* 1992), tunesisch-französischer Fußballspieler
- Sliti, Yassir (* 1982), englischer Volleyballspieler
- Šlitr, Jiří (1924–1969), tschechischer Liedermacher, Komponist, Pianist, Sänger, Schauspieler, Zeichner und Graphiker
- Šliupas, Arijandas (* 1973), litauischer Manager und Politiker
- Slíva, David, böhmisch-tschechischer Tennisspieler
- Slíva, Josef (* 1898), tschechoslowakischer Eiskunstläufer
- Slivăț, Iosif (* 1915), rumänischer Fußballspieler
- Slive, Seymour (1920–2014), amerikanischer Kunsthistoriker
- Slivinski, Matthew (* 1999), US-amerikanischer Volleyballspieler
- Slivka, Martin (1929–2002), slowakischer Filmemacher
- Slivka, Vykintas (* 1995), litauischer Fußballspieler
- Slivková, Hana (1923–1984), slowakische Schauspielerin
- Slivnik, David (* 1987), slowenisch-österreichischer Eishockeyspieler
- Slivovič, Michal (* 1969), slowakischer Diplomat
- Śliwa, Bogdan (1922–2003), polnischer Schachspieler
- Śliwa, Izabela (* 1990), polnische Volleyballspielerin
- Sliwenko, Oksana Nikolajewna (* 1986), russische Gewichtheberin
- Sliwez, Assol (* 1982), russische Freestyle-Skisportlerin
- Sliwez, Zimafej (* 1984), belarussischer Freestyle-Skisportler
- Śliwicki, Piotr Hiacynt (1705–1774), polnischer Schriftsteller, Jesuit und Politiker
- Sliwin, Otte von, sächsischer Amtshauptmann
- Śliwińska, Anna (1956–2015), polnische Apothekerin und Politikerin, Mitglied des Sejm
- Śliwińska, Renata (* 1996), polnische Paraolympionikin
- Sliwinskaja, Jelena Wassiljewna (* 1980), russische Handballspielerin
- Śliwiński, Andrzej (1939–2009), polnischer Geistlicher, katholischer Bischof von Elbląg, Polen
- Śliwiński, Artur (1877–1953), Ministerpräsident Polens
- Śliwiński, Błażej (* 1954), polnischer Historiker und Hochschullehrer
- Śliwiński, Hipolit (1866–1932), polnischer Architekt, Politiker
- Śliwiński, Michał (* 1970), polnischer Kanute
- Śliwiński, Piotr (* 1962), polnischer Literaturhistoriker und Literaturkritiker
- Śliwiński, Robert (1840–1902), deutscher Landschaftsmaler
- Śliwiński, Tomasz (* 1979), polnischer Dokumentarfilmemacher
- Śliwiński, Zbigniew (1924–2003), polnischer Pianist und Musikpädagoge
- Sliwjak, Wladimir Wladimirowitsch (* 1973), russischer Umweltaktivist
- Śliwka, Aleksander (* 1995), polnischer Volleyballspieler
- Sliwka, Anne (* 1969), deutsche Erziehungswissenschaftlerin und Hochschullehrerin
- Sliwka, Dirk (* 1971), deutscher Wirtschaftswissenschaftler
- Śliwka, Grzegorz (* 1982), polnischer Skispringer
- Śliwka, Jagoda (* 1995), polnische Beachvolleyballspielerin
- Śliwka, Karol (1894–1943), tschechoslowakischer Kommunist, polnischer Nationalität
- Śliwka, Krzysztof (* 1967), polnischer Lyriker, Herausgeber, Übersetzer und Filmemacher
- Sliwko, Anatoli Jemeljanowitsch (1938–1989), sowjetischer Serienmörder
- Sliwko, Wiktorija Alexandrowna (* 1994), russische Biathletin
- Sliwowski, Karol (1845–1933), Bischof von Wladiwostok
- Śliwowski, Maciej (* 1967), polnischer Fußballspieler
- Śliż, Rafał (* 1983), polnischer Skispringer
- Slizzy Bob, Popsänger, Musiker, Produzent und Songwriter

### Slj
- Šljivančanin, Mlađen (* 1985), serbischer Basketballspieler
- Šljivančanin, Veselin (* 1953), serbischer Offizier der Jugoslawischen VolksarmeeVeselin Šljivančanin (* 1953)

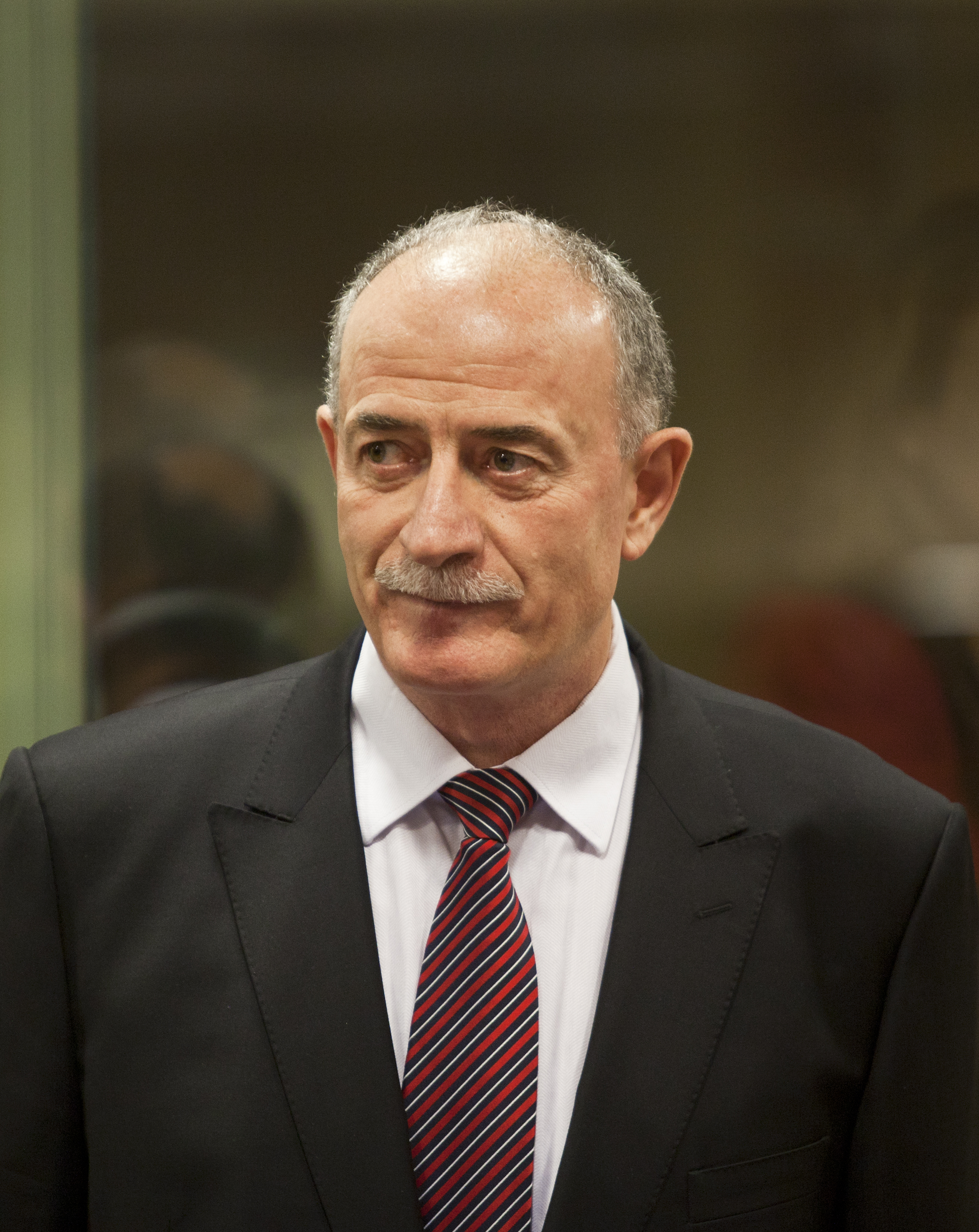
Veselin Šljivančanin (* 1953)

- Šljivić, Nenad (* 1985), serbischer Fußballspieler
- Šljivo, Edhem (* 1950), jugoslawischer Fußballspieler
- Sljosow, Witali Walentinowitsch (1930–2013), sowjetisch-ukrainischer Physiker
- Sljunkow, Nikolai Nikititsch (1929–2022), belarussischer und sowjetischer Wirtschaftsfachmann und Politiker
- Sljunkowa, Inessa Nikolajewna (* 1953), sowjetisch-russische Architektin, Kunsthistorikerin und Hochschullehrerin
- Sljusar, Walentyn (* 1977), ukrainischer Fußballspieler
- Sljusarew, Georgi Georgijewitsch (1896–1987), russischer Physiker und Hochschullehrer
- Sljussar, Iryna (* 1963), ukrainische Leichtathletin
- Sljussar, Kateryna (* 1997), ukrainische Tennisspielerin
- Sljussarenko, Oksana (* 1962), ukrainische Wirtschaftswissenschaftlerin und Botschafterin
- Sljussarewa, Olga Anatoljewna (* 1969), russische Radrennfahrerin

### Slo
- Sloan Weinstein, Evan (* 1988), US-amerikanischer Schauspieler, Fernsehmoderator und Synchronsprecher
- Sloan, A. Scott (1820–1895), US-amerikanischer Politiker
- Sloan, Alfred P. (1875–1966), Präsident von General MotorsAlfred P. Sloan (1875–1966)

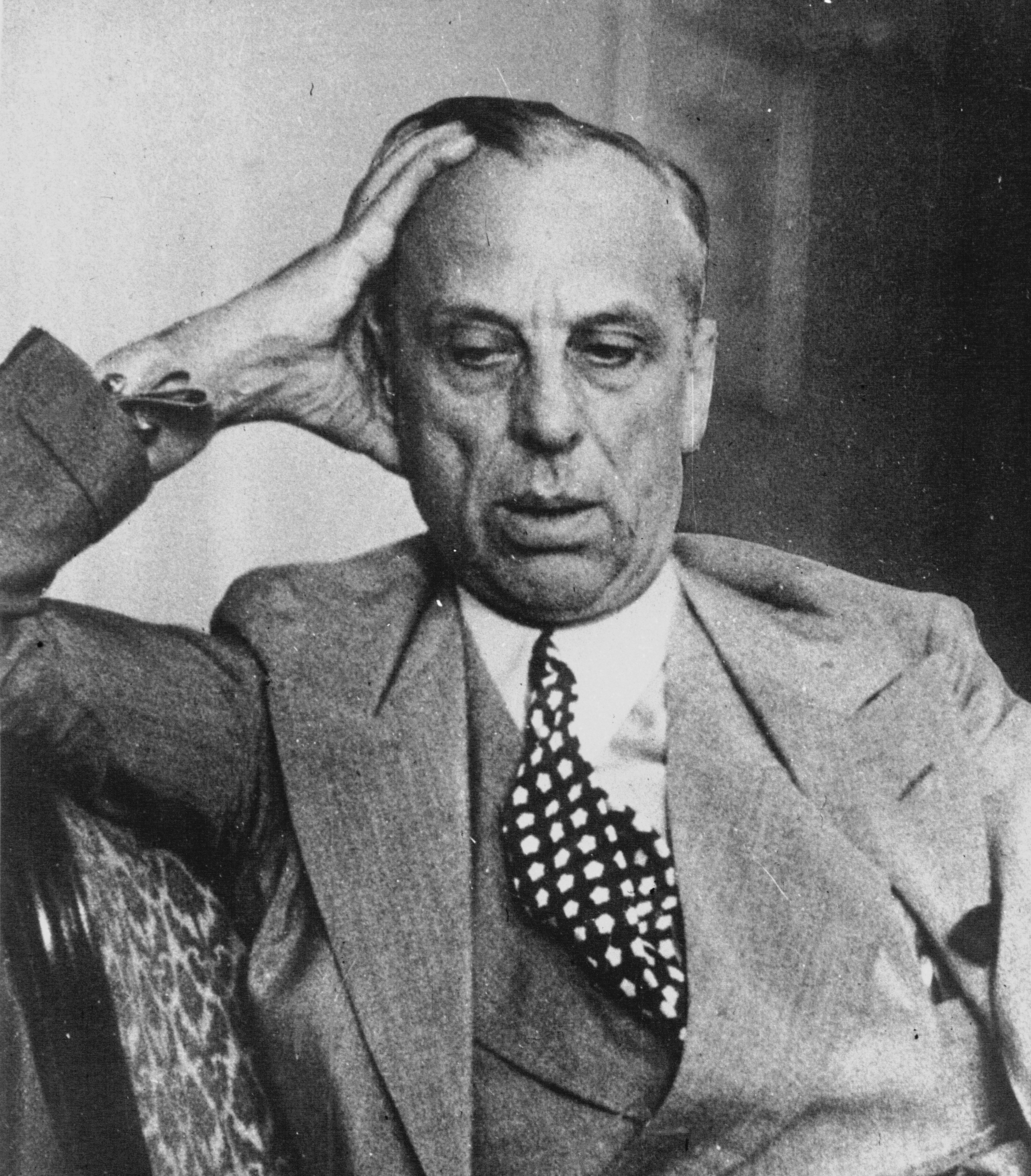
Alfred P. Sloan (1875–1966)

- Sloan, Amy (* 1978), kanadische Schauspielerin
- Sloan, Andrew (1845–1883), US-amerikanischer Jurist und Politiker
- Sloan, Anna (* 1991), schottische Curlerin
- Sloan, Blake (* 1975), US-amerikanischer Eishockeyspieler
- Sloan, Bridget (* 1992), US-amerikanische Turnerin
- Sloan, Charles Henry (1863–1946), US-amerikanischer Politiker
- Sloan, Estelle (1919–2013), US-amerikanische Stepptänzerin
- Sloan, Henry (* 1870), US-amerikanischer Blues-Musiker
- Sloan, Hugh (* 1940), US-amerikanischer Schatzmeister des Committee to Re-elect the President
- Sloan, Ian Hugh (* 1938), australischer Mathematiker und Hochschullehrer
- Sloan, Ithamar (1822–1898), US-amerikanischer Politiker
- Sloan, James (1748–1811), US-amerikanischer Politiker
- Sloan, Jerry (1942–2020), US-amerikanischer Basketballspieler und -trainerJerry Sloan (1942–2020)

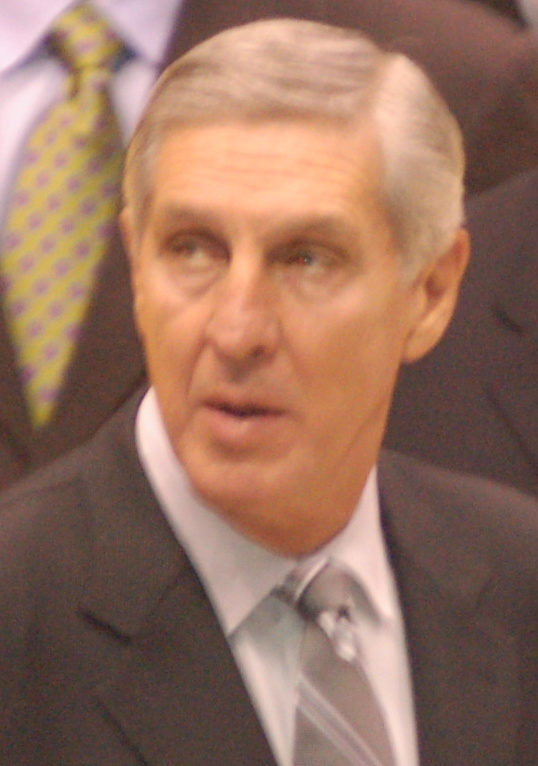
Jerry Sloan (1942–2020)

- Sloan, John (1846–1909), US-amerikanischer Politiker
- Sloan, John French (1871–1951), US-amerikanischer Maler
- Sloan, Laird (1935–2017), kanadischer Sprinter
- Sloan, Linda (* 1989), schottische Badmintonspielerin
- Sloan, Marcus (* 1982), US-amerikanischer Basketballspieler
- Sloan, Matt, australischer VFX Supervisor, Spezialeffektetechniker und Animatroniker
- Sloan, P. F. (1945–2015), US-amerikanischer Sänger und Songwriter
- Sloan, Paddy (1920–1993), nordirischer Fußballspieler und -trainer
- Sloan, Richard Elihu (1857–1933), US-amerikanischer Politiker
- Sloan, Rick (* 1946), US-amerikanischer Zehnkämpfer
- Sloan, Robin (* 1979), US-amerikanischer Wirtschaftsinformatiker und Romanautor
- Sloan, Scott W. (1954–2019), australischer Bauingenieur
- Sloan, Stephanie (* 1952), kanadische Freestyle-Skisportlerin
- Sloan, Susan (* 1958), kanadische Schwimmerin
- Sloan, Tina (* 1943), US-amerikanische Schauspielerin
- Sloan, Tod (1927–2017), kanadischer Eishockeyspieler
- Sloan, Tyler (* 1981), kanadischer Eishockeyspieler
- Sloan, William Gibson (1838–1914), Evangelist und Erweckungsprediger
- Sloane, Barry (* 1981), britischer SchauspielerBarry Sloane (* 1981)

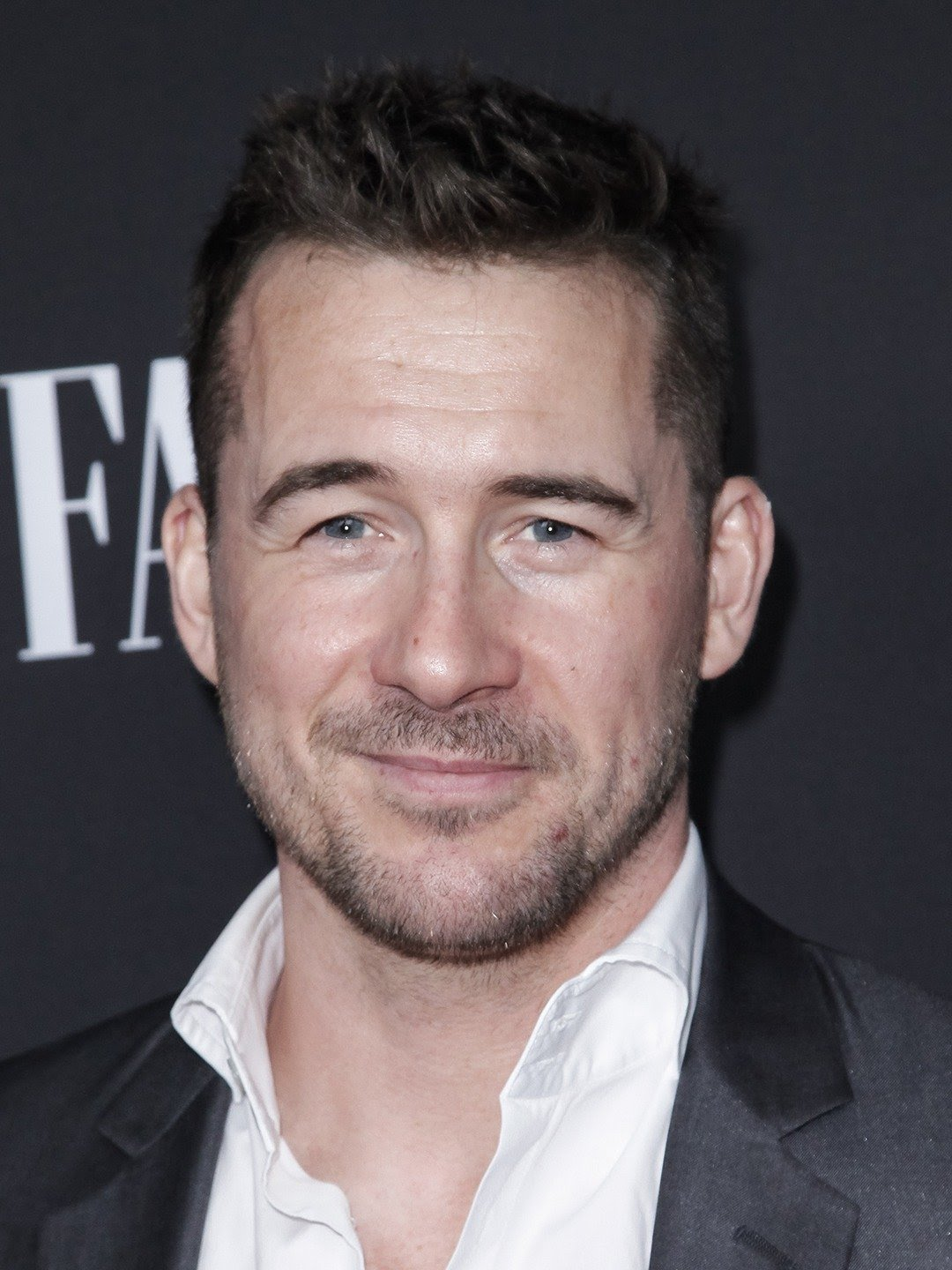
Barry Sloane (* 1981)

- Sloane, Carol (1937–2023), US-amerikanische Jazz-Sängerin
- Sloane, Cedric (1915–1992), australischer Skilangläufer
- Sloane, Everett (1909–1965), US-amerikanischer Schauspieler
- Sloane, Hans (1660–1753), englischer Wissenschaftler, Arzt und Botaniker
- Sloane, John (1779–1856), US-amerikanischer Politiker
- Sloane, Jonathan (1785–1854), US-amerikanischer Politiker
- Sloane, Lindsay (* 1977), US-amerikanische Schauspielerin
- Sloane, Neil (* 1939), australisch-US-amerikanischer Mathematiker
- Sloane, Nick (* 1961), südafrikanischer Experte für Schiffsbergungen
- Sloane, Peter F. E. (* 1954), britisch-deutscher Berufs- und Wirtschaftspädagoge
- Sloane, Steven (* 1958), US-amerikanisch-israelischer DirigentSteven Sloane (* 1958)

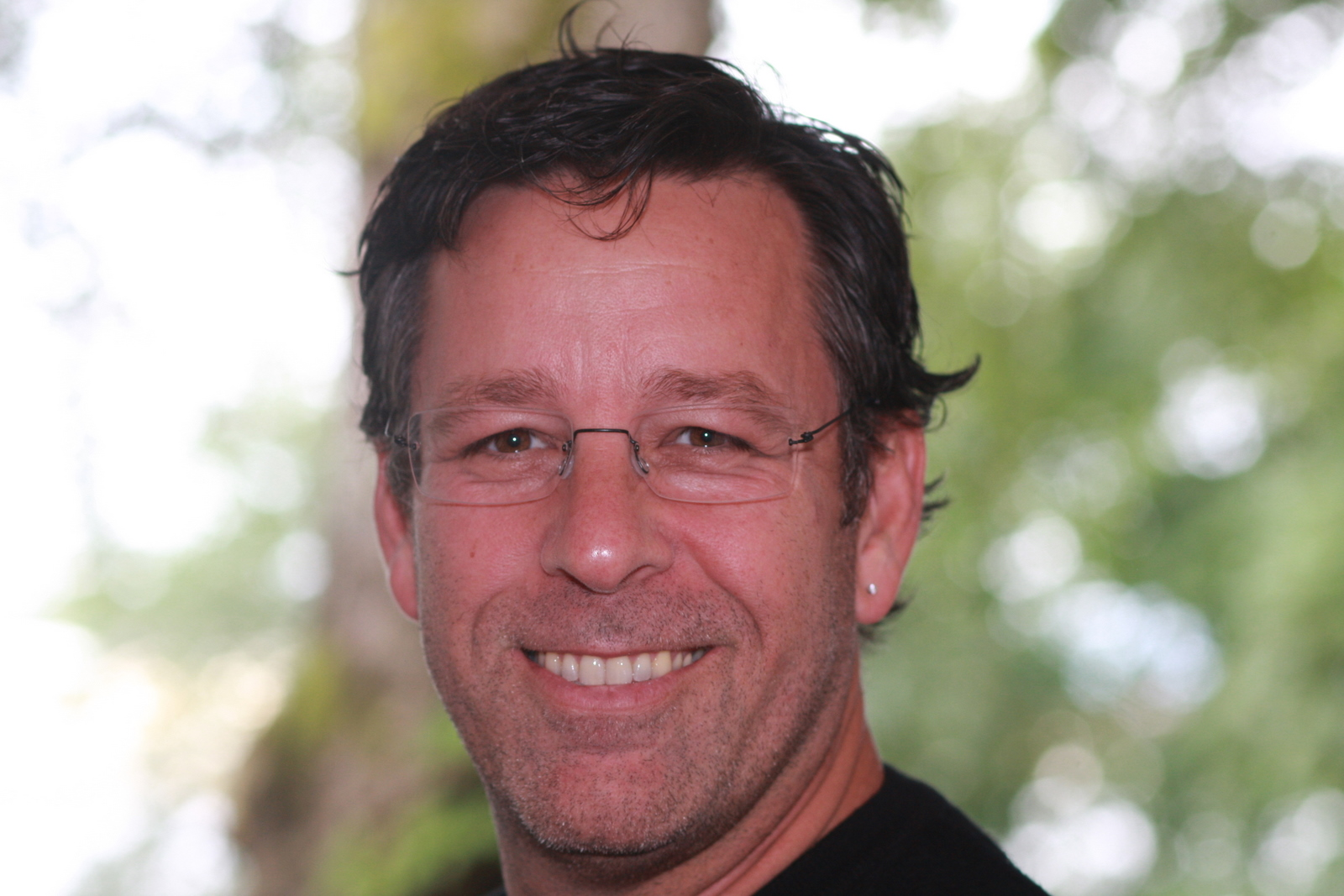
Steven Sloane (* 1958)

- Sloane, William Milligan (1850–1928), US-amerikanischer Philologe und Historiker, Gründungsmitglied des Internationalen Olympischen Komitees (IOC)
- Sloat, John Drake (1781–1867), Militärgouverneur von Kalifornien

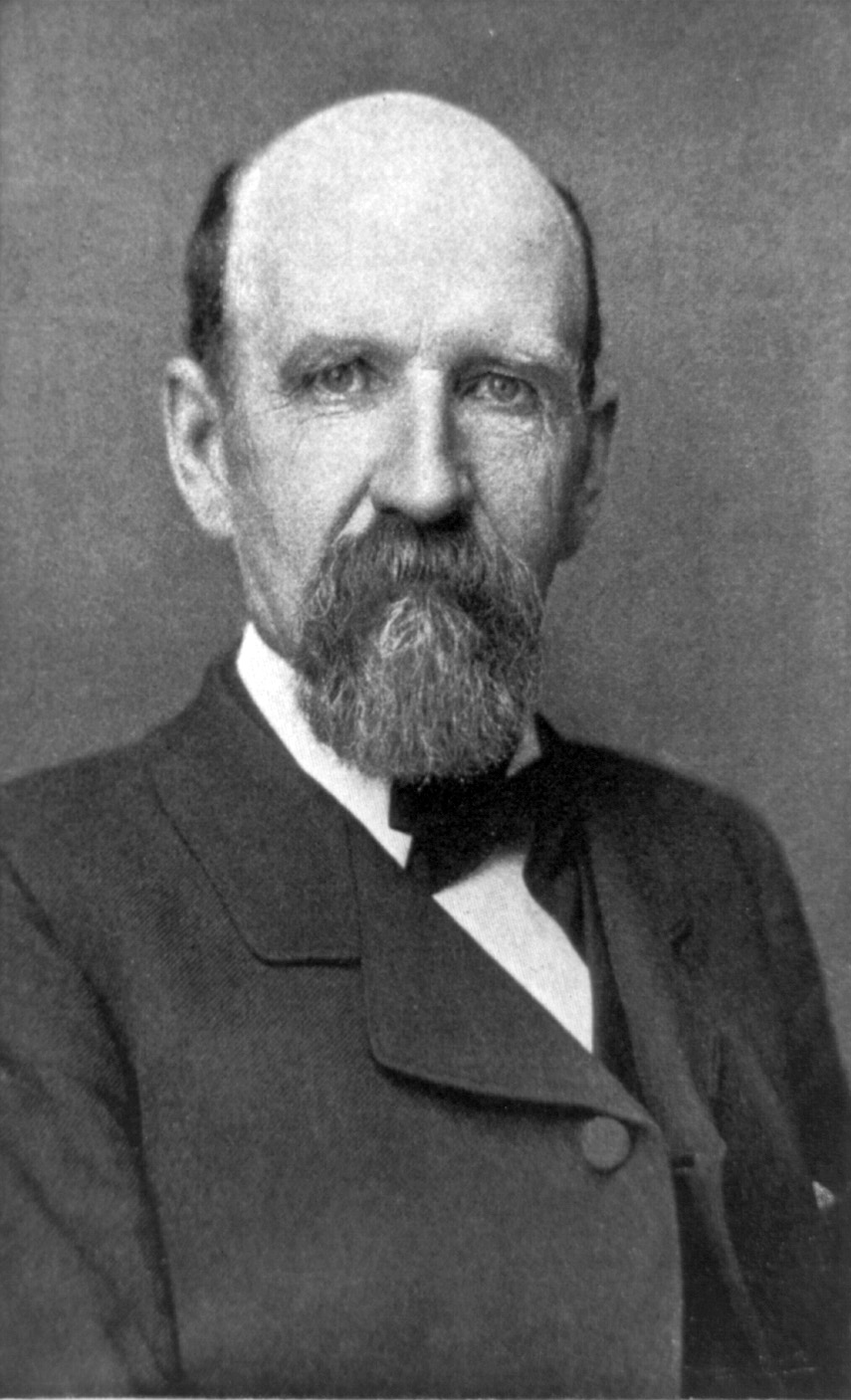
Joshua Slocum (* 1844)

- Sloat, Micah (* 1981), US-amerikanischer Schauspieler
- Sloatman, Lala (* 1970), US-amerikanische Schauspielerin
- Slob, Arie (* 1961), niederländischer Politiker (ChristenUnie)
- Slobin, Anton Igorewitsch (* 1993), russischer Eishockeyspieler
- Slobin, Dan (* 1939), US-amerikanischer Psychologe und Linguist
- Slobin, Konstantin Michailowitsch (1902–1973), sowjetischer Theater- und Filmschauspieler
- Slobin, Nikita Sergejewitsch (* 1996), russischer Automobilrennfahrer
- Slobin, Sergei Jurjewitsch (* 1970), russischer Autorennfahrer
- Slobina, Julija Sergejewna (* 1989), russische und aserbaidschanische Eistänzerin
- Sloboda, Anton (* 1987), slowakischer Fußballspieler
- Sloboda, Branislav (* 1943), slowakisch-deutscher Forstwissenschaftler, Mathematiker und Informatiker
- Sloboda, Daniel (1809–1888), evangelischer Geistlicher und Botaniker
- Sloboda, Karol (* 1983), slowakischer Eishockeystürmer
- Sloboda, Radovan (* 1966), slowakischer Politiker, Unternehmer und Sportmanager
- Sloboda, Wendy, kanadische Wirbeltierpaläontologin
- Slobodeniouk, Dima (* 1975), russisch-finnischer Dirigent
- Slobodian, Quinn (* 1978), kanadischer HistorikerQuinn Slobodian (* 1978)

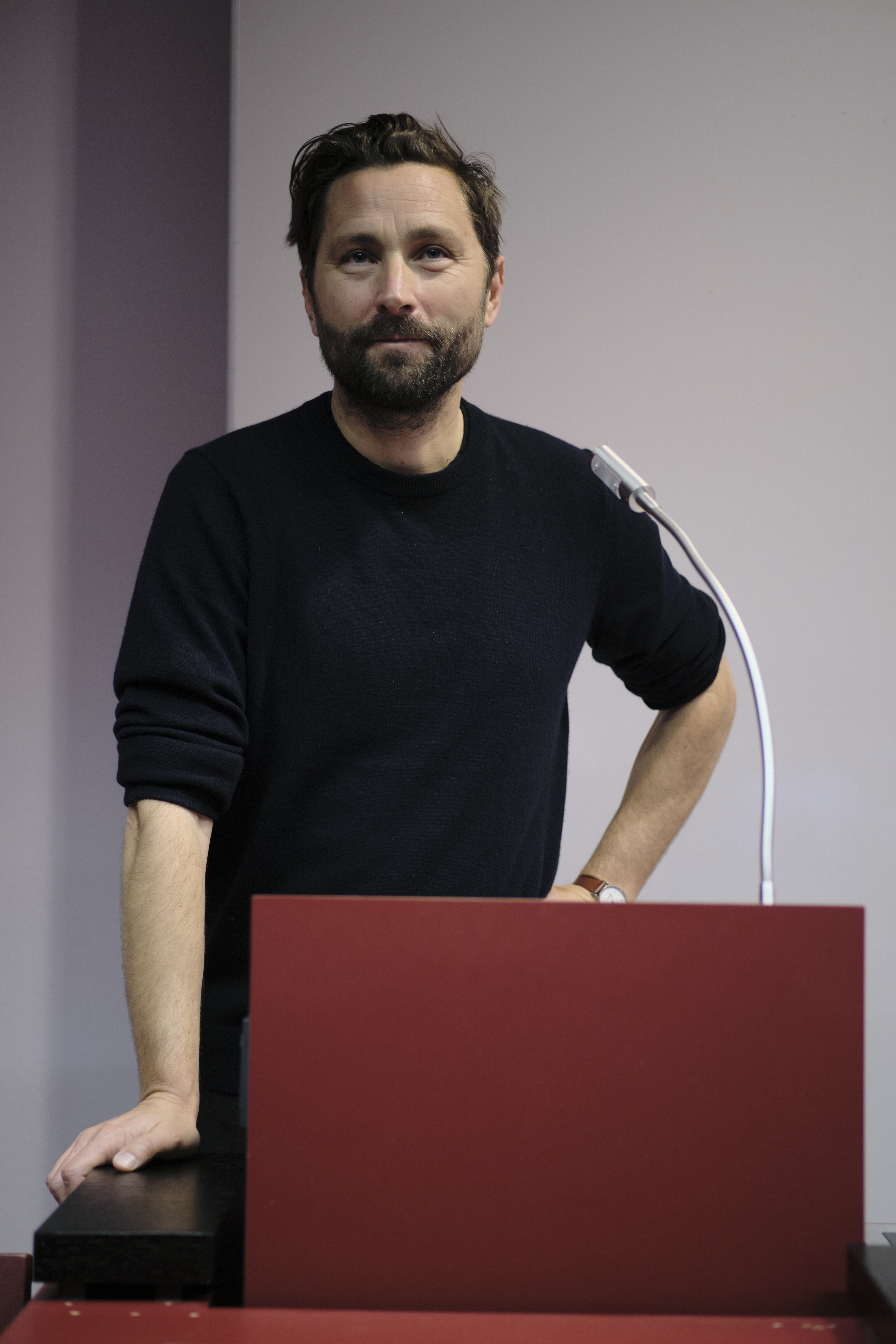
Quinn Slobodian (* 1978)

- Slobodjan, Oleksandr (* 1956), ukrainischer Unternehmer, Politiker und Fußballfunktionär
- Slobodjan, Roman (* 1975), deutscher Schachspieler
- Slobodkin, Juri Maximowitsch (1939–2014), sowjetisch-russischer Jurist und Politiker
- Slobodkin, Lawrence B. (1928–2009), US-amerikanischer Ökologe
- Slobodkina, Esphyr (1908–2002), russisch-amerikanische Künstlerin und Kinderbuchautorin
- Slobodník, Igor (* 1962), slowakischer Diplomat
- Słobodzianek, Tadeusz (* 1955), polnischer Dramatiker, Theaterregisseur, Fernsehregisseur und Theaterkritiker
- Slochower, Harry († 1991), US-amerikanischer Germanist und Psychoanalytiker
- Slock, Liam (* 2000), belgischer Radrennfahrer
- Slocom, Arthur Ware (1860–1937), US-amerikanischer Paläontologe und Kurator
- Slocombe, Douglas (1913–2016), britischer Kameramann
- Slocombe, Walter B. (* 1941), US-amerikanischer Jurist und Politiker (Demokratische Partei)
- Slocum, Frederick (1873–1944), US-amerikanischer Astronom
- Slocum, Henry (1862–1949), US-amerikanischer Tennisspieler
- Slocum, Henry Warner (1827–1894), US-amerikanischer Offizier und Politiker
- Slocum, John († 1892), Angehöriger des Squaxin Island Tribe (Sahewamish), einer Indianergruppe in Washington
- Slocum, Joshua (* 1844), kanadisch-US-amerikanischer Seemann und ReiseschriftstellerJoshua Slocum (* 1844)
- Slocum, Matt (* 1981), US-amerikanischer Jazzmusiker (Schlagzeug)
- Slocum, Melissa (* 1961), amerikanische Kontrabassistin
- Slocum, Ptolemy (* 1975), US-amerikanischer Schauspieler
- Slocum, Sally (* 1939), US-amerikanische Anthropologin und Diplomatin
- Slocumb, Jesse (1780–1820), US-amerikanischer Politiker
- Slodczyk, Rainer (* 1950), deutscher Fußballspieler
- Słodki, Marcel (* 1892), polnischer Maler, Graphiker und Bühnenbildner
- Slodnjak, Anton (1899–1983), jugoslawischer Autor, Literaturwissenschaftler und -historiker
- Slodowy, Peter (1948–2002), deutscher Mathematiker
- Slodzian, Georges (* 1934), französischer Physiker
- Sloet van de Beele, Ludolph Anne Jan Wilt (1806–1890), niederländischer Kolonialbeamter und Generalgouverneur von Niederländisch-Indien (1861–1866)
- Sloet, Rolf Peter (* 1947), deutscher Schriftsteller im Genre des Science-Fiction und Krimiautor
- Slöetjes, Lonneke (* 1990), niederländische Volleyballspielerin
- Slogteren, Tialda van (* 1985), niederländische Sängerin, Model und FernsehdarstellerinTialda van Slogteren (* 1985)

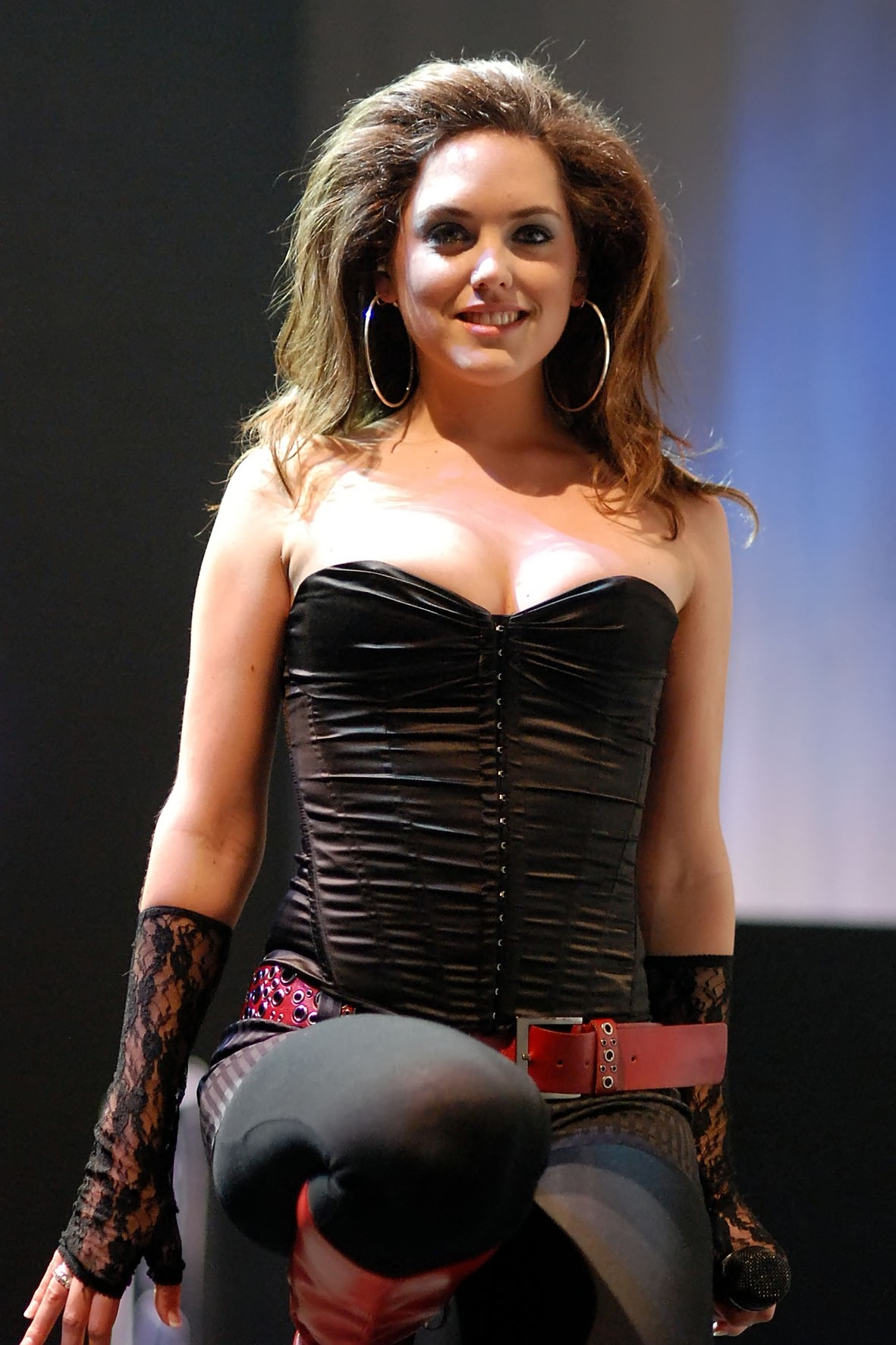
Tialda van Slogteren (* 1985)

- Slokar, Andreja (* 1997), slowenische Skirennläuferin
- Slokar, Uroš (* 1983), slowenischer Basketballspieler
- Slokar, Zora (* 1980), schweizerische Hornistin
- Sloma, Leo (1890–1956), deutscher Schauspieler
- Słoma, Michał (* 1982), polnischer Ruderer
- Sloma, Ulrich (* 1942), deutscher Hockeyspieler
- Sloman, Albert Edward (1921–2012), britischer Romanist und Hispanist, sowie Gründungsrektor der University of Essex
- Sloman, Henry B. (1812–1867), deutscher Rechtsanwalt und Autor
- Sloman, Henry B. (1848–1931), britisch-deutscher Unternehmer und Bankier
- Sloman, Ricardo (1885–1983), deutscher Unternehmer
- Sloman, Robert Miles (1783–1867), englisch-deutscher Reeder und Politiker, MdHB
- Sloman, Robert Miles (1812–1900), deutscher Reeder und Politiker, MdHB, MdR
- Słomczewska, Henryka (1915–1998), polnische Weitspringerin
- Slomiansky, Nissan (* 1946), israelischer Politiker
- Slomiany, Waldemar (* 1943), deutscher Fußballspieler
- Slominski, Andreas (* 1959), deutscher Maler und Objektkünstler
- Słomiński, Jakub (* 1996), polnischer Boxer
- Slomka, Marietta (* 1969), deutsche Journalistin und FernsehmoderatorinMarietta Slomka (* 1969)

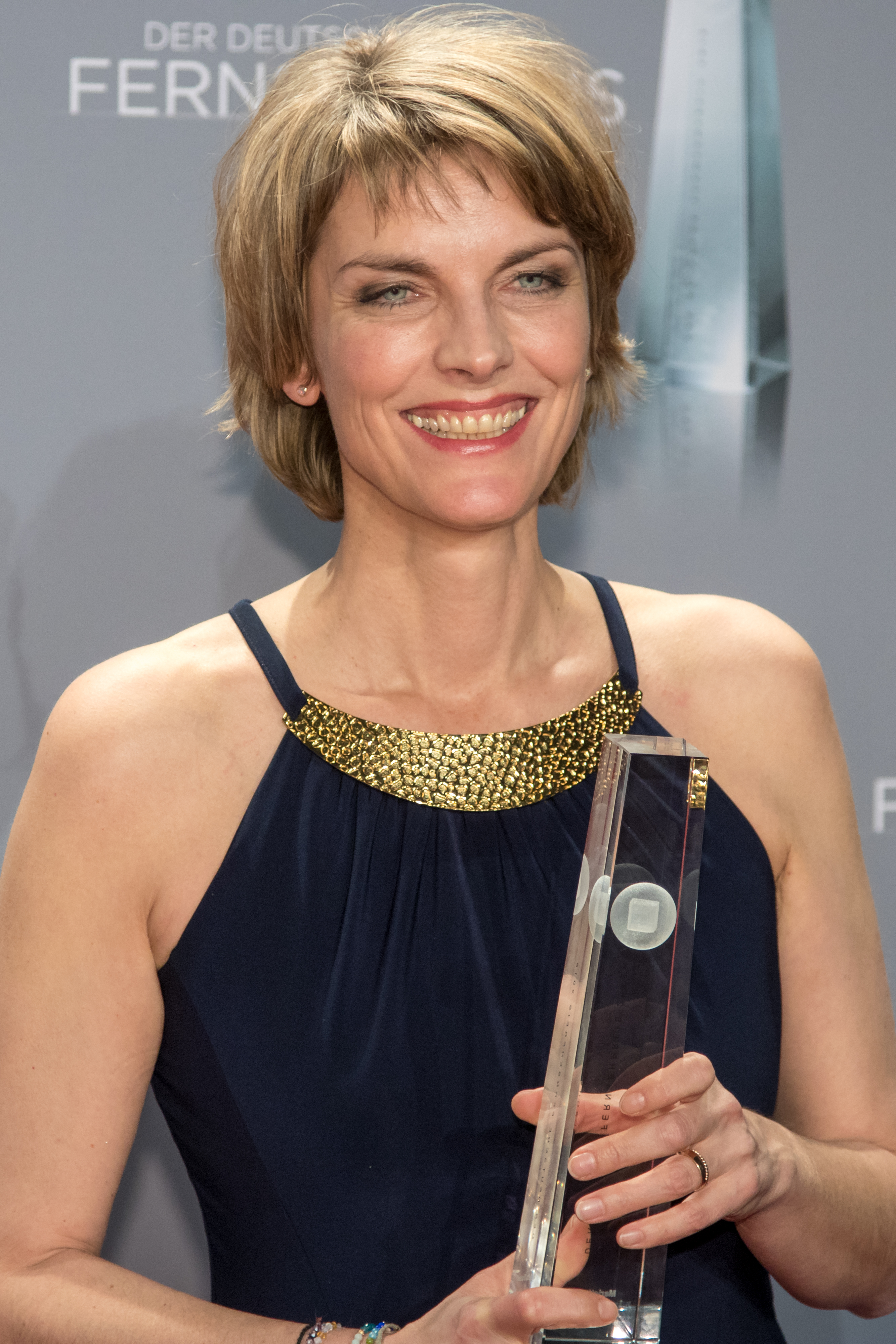
Marietta Slomka (* 1969)

- Slomka, Mirko (* 1967), deutscher Fußballspieler und -trainer
- Słomkowski, Franciszek (1849–1924), polnischer Geiger, Dirigent, Musikpädagoge und Komponist
- Slomma, Simon (* 1988), deutscher Autor, Schauspieler, Komiker und Musiker
- Slomp, Frits (1898–1978), niederländischer Pastor und Widerstandskämpfer
- Slomšek, Anton Martin (1800–1862), slowenischer geistlicher Schriftsteller
- Slončík, Radek (* 1973), tschechischer Fußballspieler
- Slonczewski, Joan (* 1956), US-amerikanische Molekularbiologin und Science-Fiction-Autorin
- Slonczewski, John (1929–2019), US-amerikanischer Festkörperphysiker
- Slongo, Marianne (* 1948), Schweizer Politikerin (CVP)
- Słonimski, Antoni (1895–1976), polnischer Poet und Autor
- Slonimski, Chajim (1810–1904), polnischer hebräischer wissenschaftlicher Schriftsteller und Journalist
- Slonimski, Michail Leonidowitsch (1897–1972), sowjetisch-russischer Schriftsteller
- Slonimski, Piotr (1922–2009), französischer Molekularbiologe und Genetiker
- Slonimski, Sergei Michailowitsch (1932–2020), russischer Komponist, Pianist und Musikwissenschaftler
- Slonimsky, Nicolas (1894–1995), US-amerikanischer Komponist und Musikwissenschaftler
- Slonina, Gabriel (* 2004), US-amerikanischer Fußballspieler
- Słonina, Łukasz (* 1989), polnischer Biathlet
- Słoniowska, Żanna (* 1978), ukrainisch-polnische Schriftstellerin, Journalistin und Übersetzerin
- Slonowa, Anastassija (* 1991), kasachische Skilangläuferin
- Słoński, Gabriel (1520–1598), polnischer Bildhauer und Steinmetz der Renaissance, Bürgermeister
- Sloof, Chardine (* 1992), niederländisch-schwedische Biathletin
- Sloof, Joël (* 1988), niederländischer Biathlet
- Sloof, Luciën (* 1990), niederländischer Biathlet
- Sloop, Helga (* 1920), deutsche Schauspielerin
- Sloot, Joran van der (* 1987), niederländischer verurteilter MörderJoran van der Sloot (* 1987)

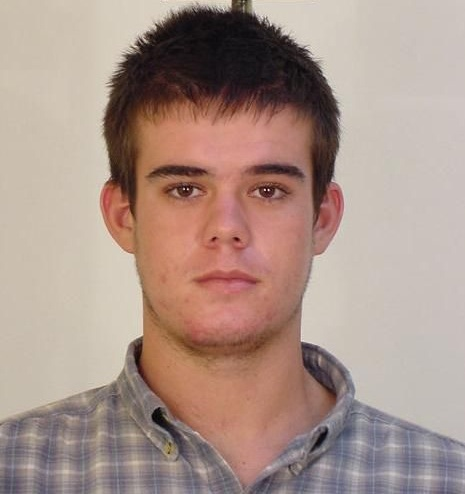
Joran van der Sloot (* 1987)

- Sloot, Nicolina Maria Christina (1853–1927), niederländische Schriftstellerin
- Sloot, Sabrina van der (* 1991), niederländische Wasserballspielerin
- Sloot, Steven van der (* 2002), niederländisch-kamerunischer Fußballspieler
- Slooten, Jan-Erik (* 1984), deutscher Automobilrennfahrer, Webvideoproduzent und Unternehmer
- Slooten, Luc van (* 2002), deutscher Basketballspieler
- Sloothaak, Franke (* 1958), deutsch-niederländischer Springreiter
- Slopianka, Inge (* 1944), deutsche Mundartschriftstellerin
- Slory, Andwelé (* 1982), niederländischer Fußballspieler
- Slosiariková, Sofia (* 2004), slowakische Badmintonspielerin
- Sloskāns, Boļeslavs (1893–1981), lettischer römisch-katholischer Geistlicher, Bischof und Opfer des Stalinismus
- Sloss, Daniel (* 1990), schottischer Entertainer, Schauspieler und Autor
- Sloss, Joseph Humphrey (1826–1911), US-amerikanischer Rechtsanwalt und Politiker
- Sloss, Laurence L. (1913–1996), US-amerikanischer Geologe
- Sloss, Nancy (1928–2018), US-amerikanische Filmproduzentin
- Sloss, Robert (1872–1920), amerikanischer Journalist und Autor
- Slot, Arne (* 1978), niederländischer Fußballspieler und -trainer
- Slot, Gerrie (* 1954), niederländischer Radrennfahrer
- Slota, Ján (* 1953), slowakischer Politiker, Mitglied des Nationalrats
- Slotawa, Florian (* 1972), deutscher Künstler
- Slotegraaf, Auke, südafrikanischer Psychohistoriker und Astronom
- Sloteko, Protonotarius und Kanzler in Brandenburg, Propst von Demmin
- Sloteko, Protonotarius und Kanzler in Brandenburg, Propst von Demmin
- Slotemaker de Bruine, Jan Rudolph (1869–1941), niederländischer reformierter Theologe und Politiker
- Slotemaker, Rob (1929–1979), niederländischer Automobilrennfahrer
- Sloterdijk, Peter (* 1947), deutscher Philosoph, Kulturwissenschaftler und EssayistPeter Sloterdijk (* 1947)

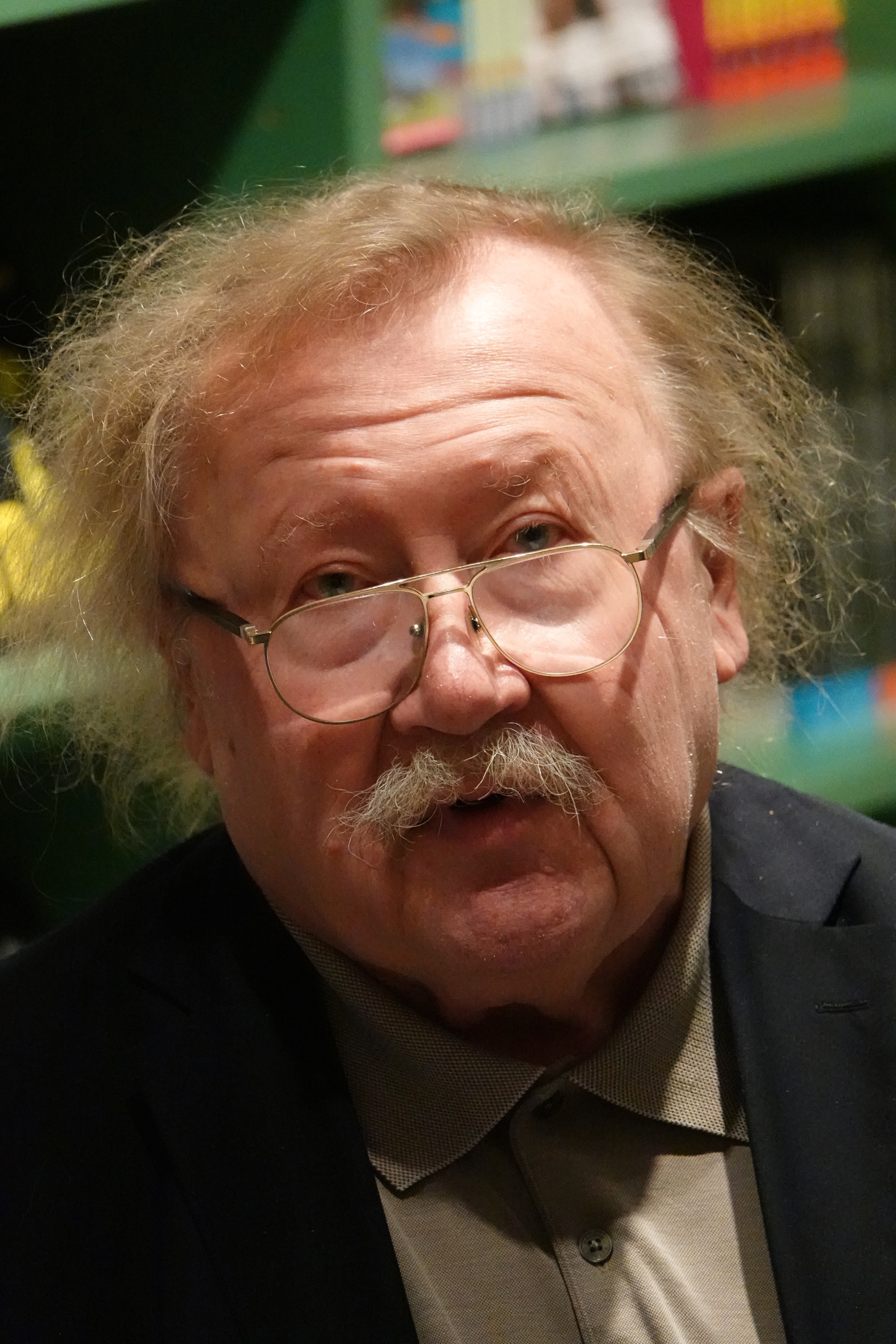
Peter Sloterdijk (* 1947)

- Sloth, André (* 1944), französischer Ruderer
- Sloth, Casper (* 1992), dänischer Fußballspieler
- Sloth, Jørn (* 1944), dänischer Schachmeister
- Slotin, Louis (1910–1946), kanadischer Physiker und ChemikerLouis Slotin (1910–1946)

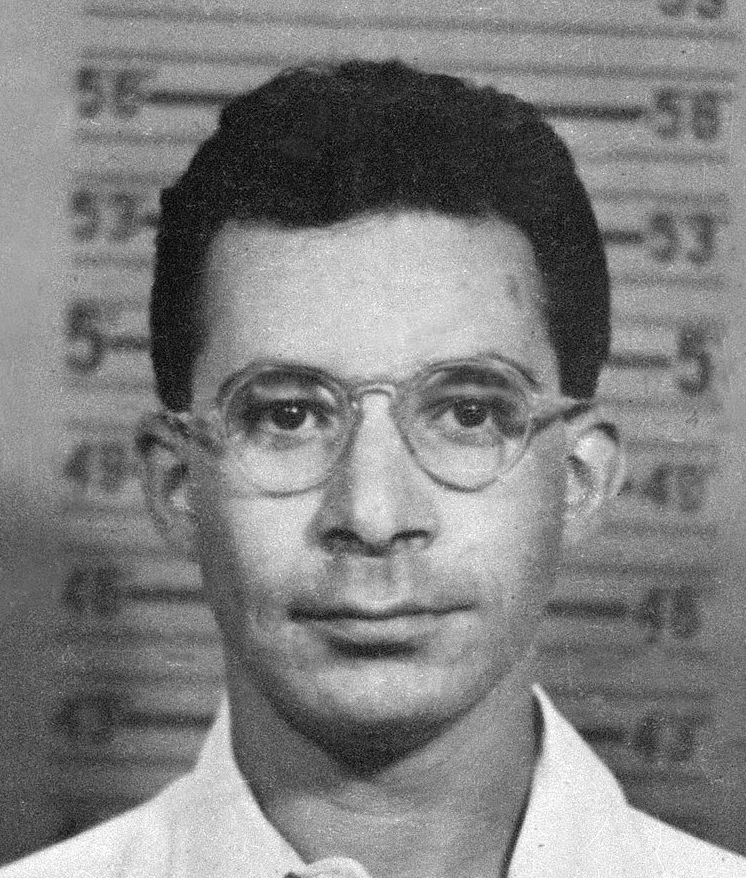
Louis Slotin (1910–1946)

- Slotiņš, Roberts (* 1991), lettischer Biathlet und Skilangläufer
- Slotja, Juri Wiktorowitsch (* 1958), sowjetisch-russischer Bildhauer
- Slotkin, Elissa (* 1976), US-amerikanische Politikerin der Demokratischen Partei
- Slotnick, Daniel (1931–1985), US-amerikanischer Informatiker
- Slotnick, Joey (* 1968), US-amerikanischer Schauspieler
- Slotnikow, Juri Saweljewitsch (1930–2016), russischer Künstler
- Slotosch, Walter (1911–2006), deutscher Ökonom, Wirtschaftsjournalist und -publizist
- Slotsager, Susanne (* 1966), dänische Curlerin
- Slotsager, Tobias (* 2006), dänischer Fußballspieler
- Slotschewskyj, Mykola (* 1966), ukrainischer Großunternehmer und Politiker
- Slott-Møller, Harald (1864–1937), dänischer Maler und Keramiker
- Slotta, Delf (* 1958), deutscher Geograph, Ministerialbeamter, Denkmalschützer und Autor
- Slotta, Günter (1924–1974), deutscher Pädagoge und Politiker (SPD), MdB
- Slotta, Karl (1895–1987), deutsch-US-amerikanischer Biochemiker
- Slotta, Rainer (* 1946), deutscher Industriearchäologe und ehemaliger Museumsleiter
- Slotte, Birger (1900–1983), finnischer Yachtkonstrukteur und Schiffbauingenieur
- Slotte, Pamela (* 1973), finnlandschwedische Religions- und Rechtswissenschaftlerin und Hochschullehrerin an der Åbo Akademi
- Slottke, Gertrud (1902–1971), deutsche Sekretärin und Sachbearbeiterin im Judenreferat Den Haag
- Slottko, Sven-Michael (* 1941), deutscher Manager
- Slottner, Erik (* 1980), schwedischer Politiker (Kristdemokraterna), Minister für öffentliche Verwaltung
- Slottsberg, Charlotte (1760–1800), schwedische Balletttänzerin
- Slotty, Alexander (* 1984), deutscher Politiker (SPD)
- Slotty, Friedrich (1881–1963), deutscher Indogermanist
- Šlouf, Radek (* 1994), tschechischer Kanute
- Slough, Elena (1889–2003), US-amerikanische Altersrekordlerin
- Sloughter, Henry († 1691), Gouverneur der englischen Kolonie New York
- Sloukas, Kostas (* 1990), griechischer BasketballspielerKostas Sloukas (* 1990)

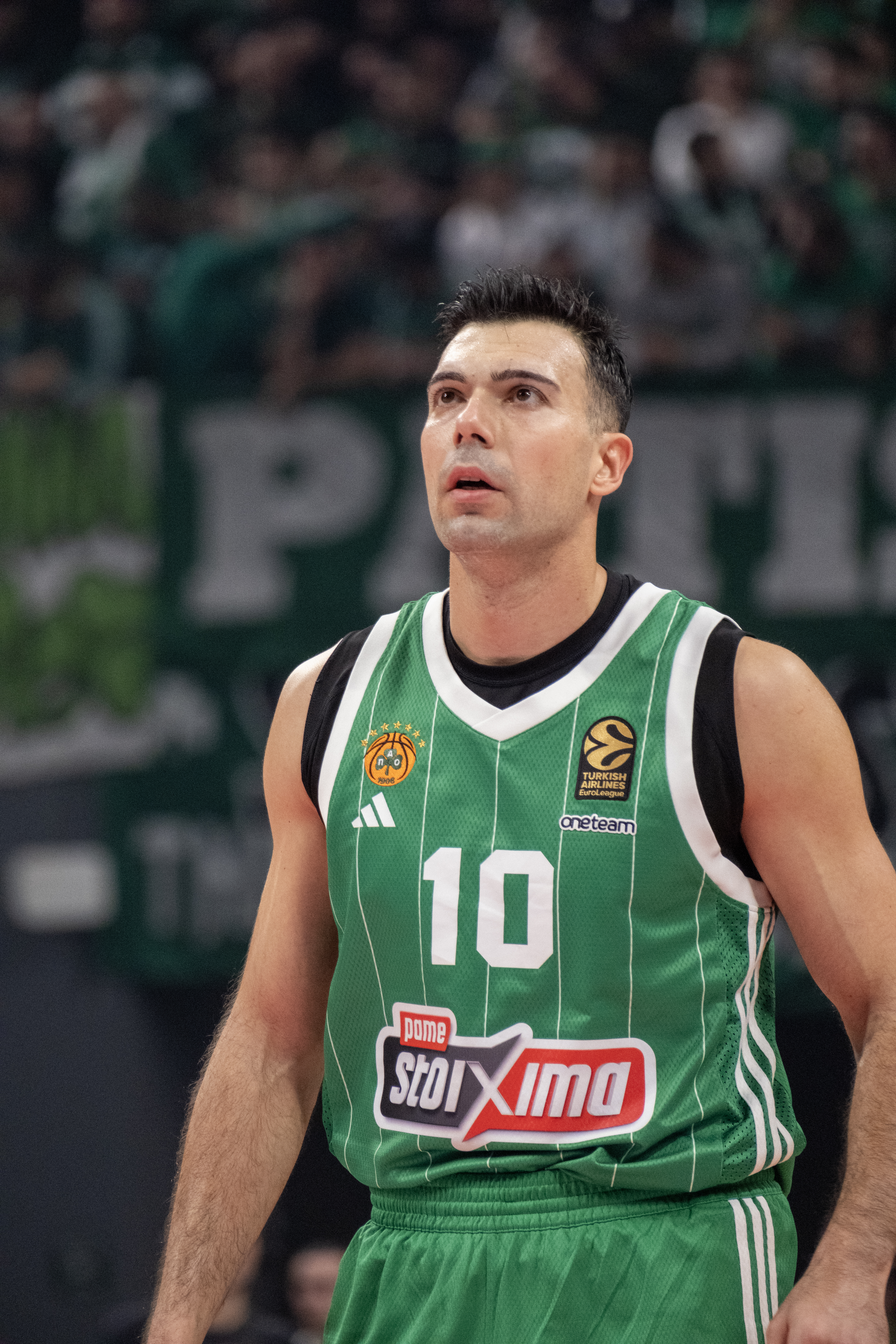
Kostas Sloukas (* 1990)

- Sloun, Lars van (* 1990), niederländischer Eishockeyspieler
- Sloup, Václav (1936–2014), tschechoslowakischer bzw. tschechischer Schauspieler
- Slováček, Felix (* 1943), tschechischer Musiker, Komponist, Dirigent, Klarinettist und Saxofonist
- Slováčková, Anna (1995–2025), tschechische Sängerin und Schauspielerin
- Slovak, Hillel (1962–1988), amerikanischer MusikerHillel Slovak (1962–1988)

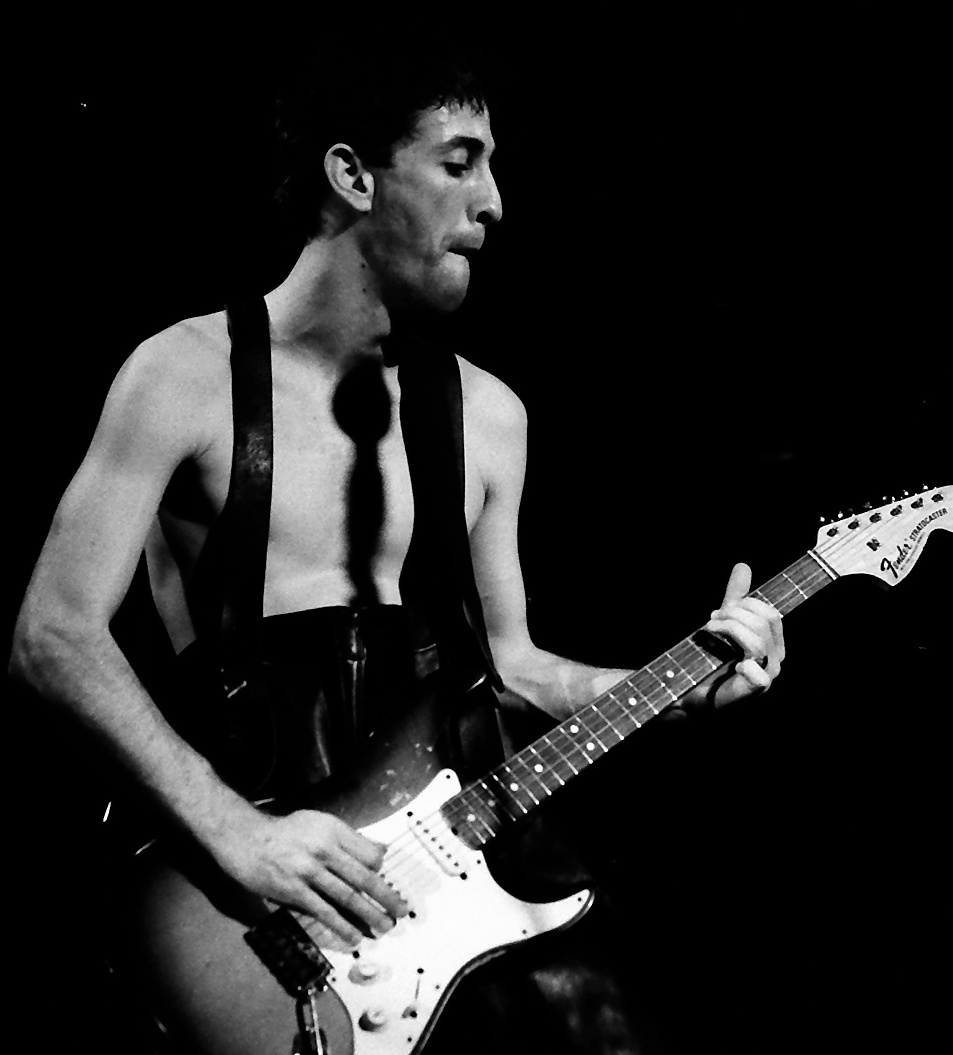
Hillel Slovak (1962–1988)

- Slovak, Marty (1916–1950), US-amerikanischer Footballspieler
- Slovák, Samuel (* 1975), slowakischer Fußballspieler
- Slovák, Tomáš (* 1983), slowakischer Eishockeyspieler
- Slováková, Anna (* 1999), tschechische Tennisspielerin
- Slovenčiak, Ján (* 1981), slowakischer Fußballspieler
- Slover, Karl (1918–2011), US-amerikanischer kleinwüchsiger Schauspieler slowakischer Abstammung
- Slovic, Paul (* 1938), US-amerikanischer Psychologe
- Slović, Violeta (* 1991), serbische Fußballspielerin
- Slovig, Geza (1897–1944), rumäniendeutscher Kirchenmusiker, Musikpädagoge und Komponist
- Slovik, Eddie (1920–1945), US-amerikanischer Soldat im Zweiten Weltkrieg wegen Fahnenflucht hingerichtet
- Slovis, Kedon (* 2001), US-amerikanischer American-Football-Spieler
- Slovo, Gillian (* 1952), südafrikanische Schriftstellerin, Journalistin und Filmproduzentin
- Slovo, Joe (1926–1995), südafrikanischer Politiker und Gegner der Apartheid
- Slovsa, Bernhard (1919–1999), österreichischer Ordensgeistlicher, Abt des Stiftes Stams (1973 bis 1985)
- Słowacki, Juliusz (1809–1849), polnischer Dichter
- Slowik Meisel, Barbara (* 1966), deutsche Juristin, Polizeipräsidentin in BerlinBarbara Slowik Meisel (* 1966)

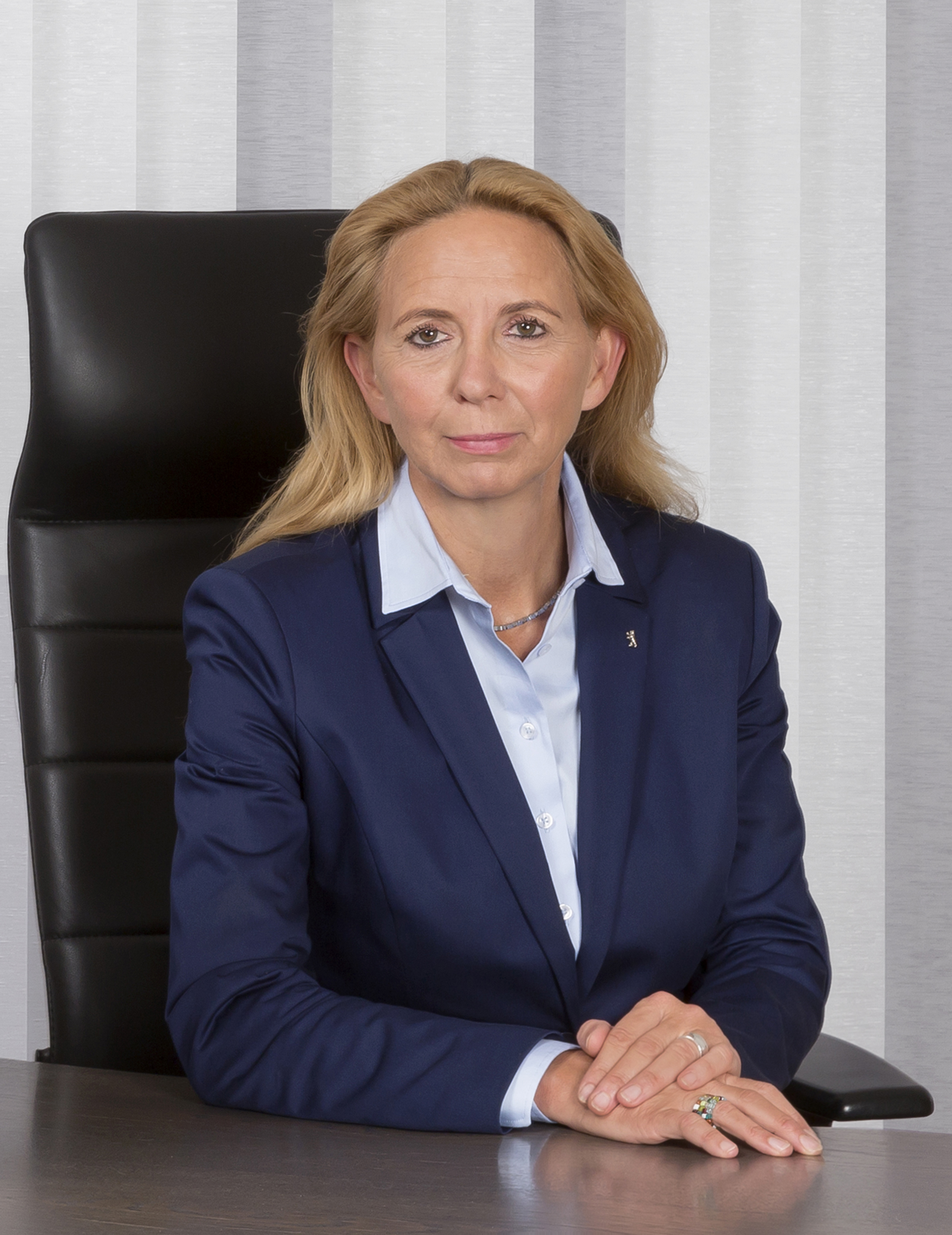
Barbara Slowik Meisel (* 1966)

- Słowik, Jakub (* 1991), polnischer Fußballtorhüter
- Słowik, Natalia (* 2005), polnische Skispringerin
- Słowikowski, Mieczysław Zygfryd (1896–1989), polnischer Offizier und Nachrichtendienstleiter
- Słowikowski, Przemysław (* 1993), polnischer Sprinter
- Słowińska, Klaudia (* 1999), polnische Fußballspielerin
- Slowinski, Joseph Bruno (1962–2001), US-amerikanischer Herpetologe
- Słowiński, Władysław (1930–2024), polnischer Komponist und Dirigent
- Słowiok, Paweł (* 1992), polnischer Nordischer Kombinierer
- slowthai (* 1994), britischer Rapper
- Slowtide (* 1981), deutscher Singer-Songwriter
- Slowzow, Iwan Jakowlewitsch (1844–1907), russischer Forschungsreisender
- Slowzow, Pjotr Andrejewitsch (1767–1843), russischer Historiker, Heimatforscher und Dichter
- Sloyan, James (* 1940), US-amerikanischer Film- und Theaterschauspieler
- Sloyan, Samantha (* 1979), US-amerikanische Schauspielerin
- Složil, Pavel (* 1955), tschechischer Tennisspieler

### Slu
- Sluchai, Iwan Andrejewitsch (1924–2025), russischer Offizier
- Sluckis, Mykolas (1928–2013), litauischer Schriftsteller
- Słuczanowski, Aleksander (1900–1942), polnischer Eishockeyspieler
- Sluder, Greenfield (1865–1928), US-amerikanischer Laryngologe
- Sludnow, Roman Andrejewitsch (* 1980), russischer Schwimmer
- Slug (* 1972), US-amerikanischer Rapper
- Sluga, Hans (* 1937), deutscher Philosoph und Hochschullehrer
- Sluga, Simon (* 1993), kroatischer Fußballtorhüter
- Slugina, Wera Wassiljewna (* 1985), russische Boxerin
- Slugocki, Apollinaris Jakob von (1782–1860), preußischer Generalmajor
- Sluijs, Ben (* 1967), belgischer Jazz-Saxophonist
- Sluijter, Anna (1866–1931), niederländische Malerin
- Sluijters, Iso (* 1990), niederländischer Handballspieler
- Sluijters, Jan (1881–1957), niederländischer Kunstmaler
- Sluimer, Kevin (* 1985), niederländischer Bahn- und Straßenradrennfahrer
- Sluis, Abraham van der (1928–2004), niederländischer Mathematiker
- Sluis, Albert (* 1937), niederländischer Radrennfahrer
- Sluis, Irma (* 1971), niederländische Gebärdendolmetscherin
- Sluis, Jan van der (1889–1952), niederländischer Fußballspieler
- Sluiter, Carel Philip (1854–1933), niederländischer Zoologe
- Sluiter, Ineke (* 1959), niederländische Gräzistin
- Sluiter, Jan Willem (1873–1949), niederländischer Grafiker und Kunstmaler
- Sluiter, Paula (1903–1993), niederländische Malerin und Zeichnerin
- Sluiter, Raemon (* 1978), niederländischer Tennisspieler
- Sluizer, George (1932–2014), niederländischer FilmregisseurGeorge Sluizer (1932–2014)

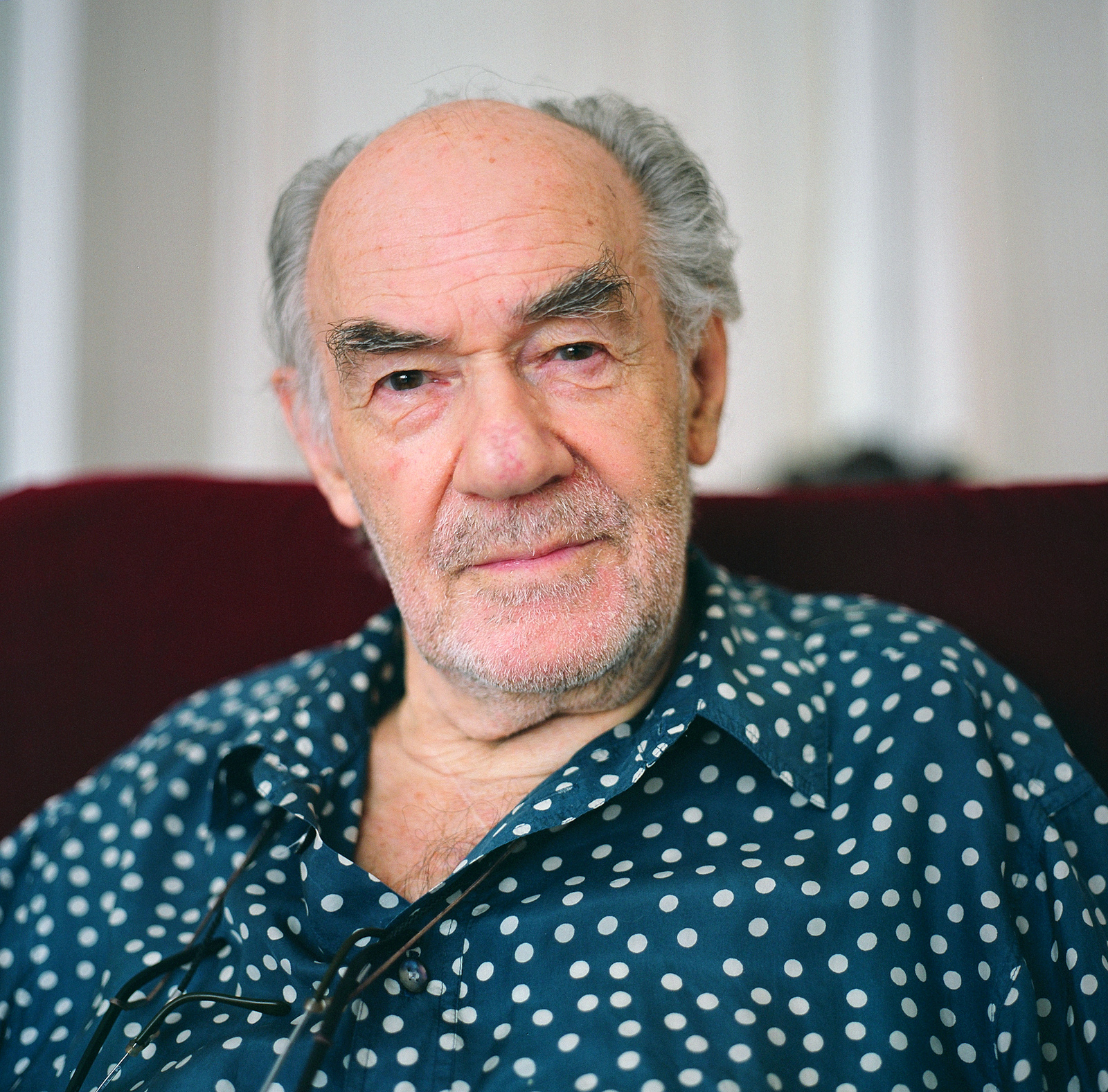
George Sluizer (1932–2014)

- Slujew, Igor Denissowitsch (* 1999), russischer Snowboarder
- Sluková, Markéta (* 1988), tschechische Beachvolleyballspielerin
- Slump, Daniel (* 2002), deutscher Webvideoproduzent und InfluencerDaniel Slump (* 2002)

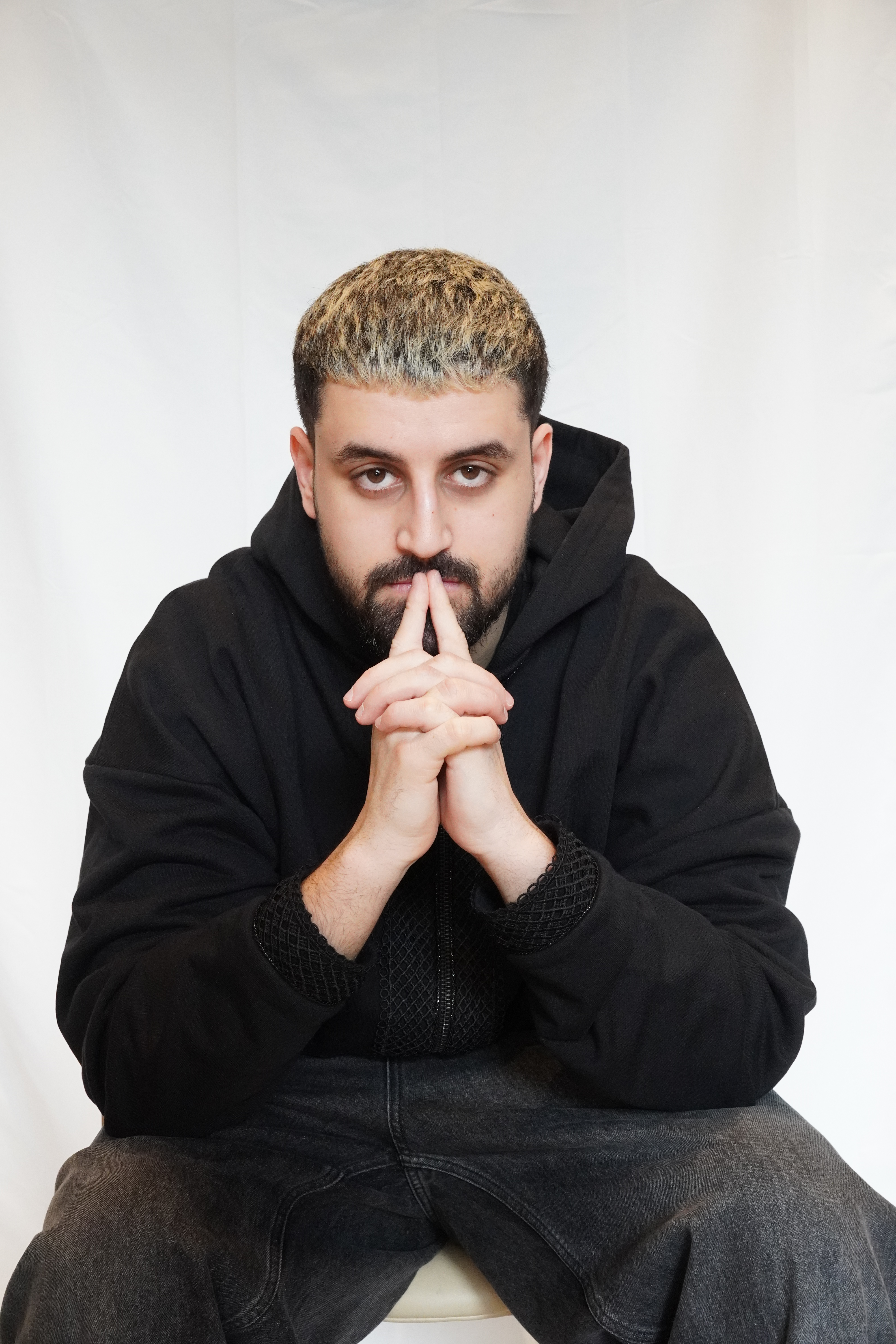
Daniel Slump (* 2002)

- Slundt, Morten (* 1984), dänischer Handballspieler
- Slunecko, Hans (* 1968), österreichischer Fußballspieler und Trainer
- Slungård, Anne Kathrine (* 1964), norwegische Politikerin
- Slunitschek, Matthias (* 1985), deutscher Verleger und Autor
- Słupecki, Leszek (* 1956), polnischer Mittelalterhistoriker
- Slupetzky, Anton (1899–1987), österreichischer Unternehmer, SA-Mitglied, Kriegsverbrecher
- Slupetzky, Erich (1922–1994), österreichischer Unternehmer, Politiker (FPÖ), Rechtsextremist
- Slupetzky, Heinz (* 1940), österreichischer Geograph und Glaziologe
- Slupetzky, Stefan (* 1962), österreichischer Schriftsteller und Illustrator
- Slupianek, Ilona (* 1956), deutsche Kugelstoßerin und Olympiasiegerin, MdV
- Slupina, Milena (* 1995), deutsche Radsportlerin
- Slupwachter, Hermann (1420–1490), deutscher römisch-katholischer Theologe und Rechtsgelehrter
- Slusallek, Philipp (* 1963), deutscher Informatiker
- Ślusarczyk, Franciszek (* 1958), polnischer römisch-katholischer Geistlicher, früherer Weihbischofskandidat in Krakau
- Ślusarski, Bartosz (* 1981), polnischer Fußballspieler
- Ślusarski, Tadeusz (1950–1998), polnischer Leichtathlet (Stabhochsprung)
- Ślusarz, Rafał (* 1962), polnischer Mediziner und Politiker
- Sluse, Johannes Walter (1628–1687), Kardinaldiakon der katholischen Kirche
- Slusher, Carlos (* 1971), belizischer Fußballtorhüter
- Slusher, Richart E. (* 1938), US-amerikanischer Physiker
- Slushii (* 1997), US-amerikanischer DJ und Musikproduzent
- Slušný, Miro (* 1964), slowakischer Skispringer
- Slušnys, Edgaras (* 1991), litauischer Badmintonspieler
- Slušnys, Linas (* 1968), litauischer Arzt, Psychiater und Politiker
- Sluter, Claus, niederländischer Bildhauer der Gotik und Mitbegründer der burgundischen Kunstschule
- Slüter, Joachim († 1532), deutscher Geistlicher und Reformator in Rostock
- Slüter, Johann (1616–1686), deutscher Jurist, Syndikus, Ratsherr und Bürgermeister der Hansestadt Hamburg
- Slüter, Severin Walther (1646–1697), deutscher evangelisch-lutherischer Pastor und Generalsuperintendent
- Slutzky, Naum (1894–1965), russischer Gebrauchs-Designer
- Sluys, Maria van der (1730–1809), niederländische Schauspielerin und Tänzerin
- Sluys, Ronald, niederländischer Zoologe
- Sluyter, Monique (* 1967), niederländische Künstlerin und SchauspielerinMonique Sluyter (* 1967)

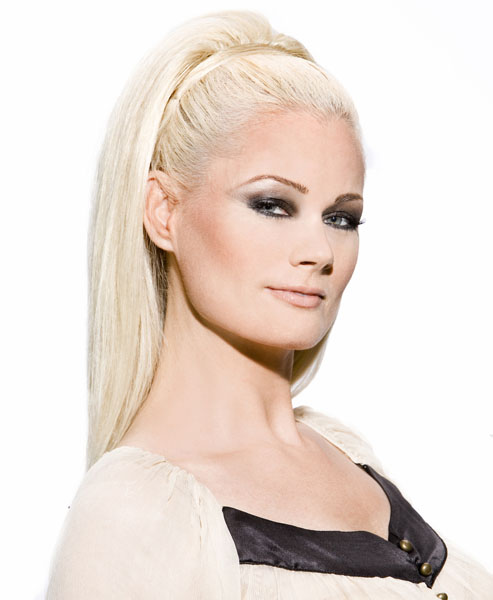
Monique Sluyter (* 1967)

- Sluyterman von Langeweyde, Georg (1903–1978), deutscher Grafiker, Maler und Liedermacher
- Sluyterman von Langeweyde, Wolf (* 1895), deutscher Schriftsteller
- Sluyterman-Böninger, Hans-Gert von (1927–2013), deutscher Unternehmer
- Sluze, René François Walther de (1622–1685), wallonischer Mathematiker, Kanoniker von Lüttich sowie Abt von Amay
- Sluzkaja, Irina Eduardowna (* 1979), russische Eiskunstläuferin
- Sluzkaja, Maryna (* 1991), belarussische Judoka
- Sluzkaja, Wera Klementjewna (1874–1917), russische Revolutionärin
- Sluzki, Jewgeni Jewgenjewitsch (1880–1948), sowjetischer mathematischer Statistiker und Ökonom
- Sluzki, Leonid Eduardowitsch (* 1968), russischer Politiker
- Sluzki, Leonid Wiktorowitsch (* 1971), russischer Fußballspieler und -trainer
- Sluzkin, Abram Alexandrowitsch (1891–1950), sowjetischer Physiker

### Sly
- Sly, Allan (* 1982), australischer Mathematiker
- Sly, Tony (1970–2012), US-amerikanischer RockmusikerTony Sly (1970–2012)

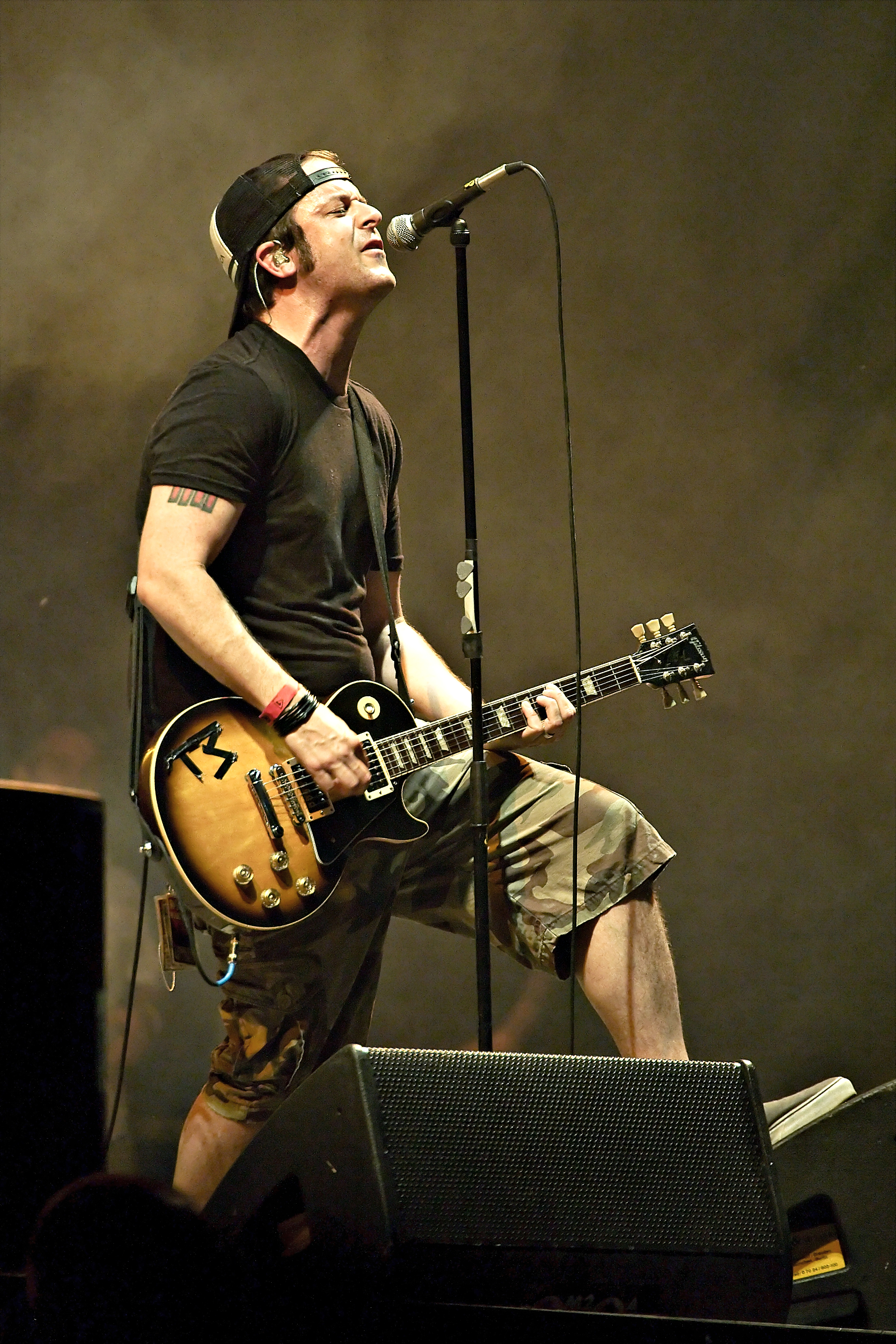
Tony Sly (1970–2012)

- Sly, Wendy (* 1959), britische Mittel- und Langstreckenläuferin
- Sly, William († 1608), Schauspieler des Elisabethanischen Theaters
- Sly, William S. (1932–2025), US-amerikanischer Biochemiker und Molekularbiologe
- Slydini, Tony (1900–1991), Zauberkünstler
- Slyfield, C. O. (1898–1974), US-amerikanischer Tontechniker und Filmtechnikpionier
- Slyfield, Jim, US-amerikanischer Biathlet
- Slyngstad, Yngve (* 1962), norwegischer Manager
- Slynn, Gordon, Baron Slynn of Hadley (1930–2009), britischer Richter und Life Peer
- Slysch, Maksim (* 1979), belarussischer Eishockeyspieler
- Slythe, Paul (* 1974), britischer Sprinter
- Slywotzky, Adrian (* 1951), US-amerikanischer Schriftsteller
- Slywtschenko, Wadym (* 1970), ukrainischer Eishockeyspieler
- Slywynskyj, Ostap (* 1978), ukrainischer Dichter, Übersetzer, Literaturkritiker und Literaturwissenschaftler